# 1963

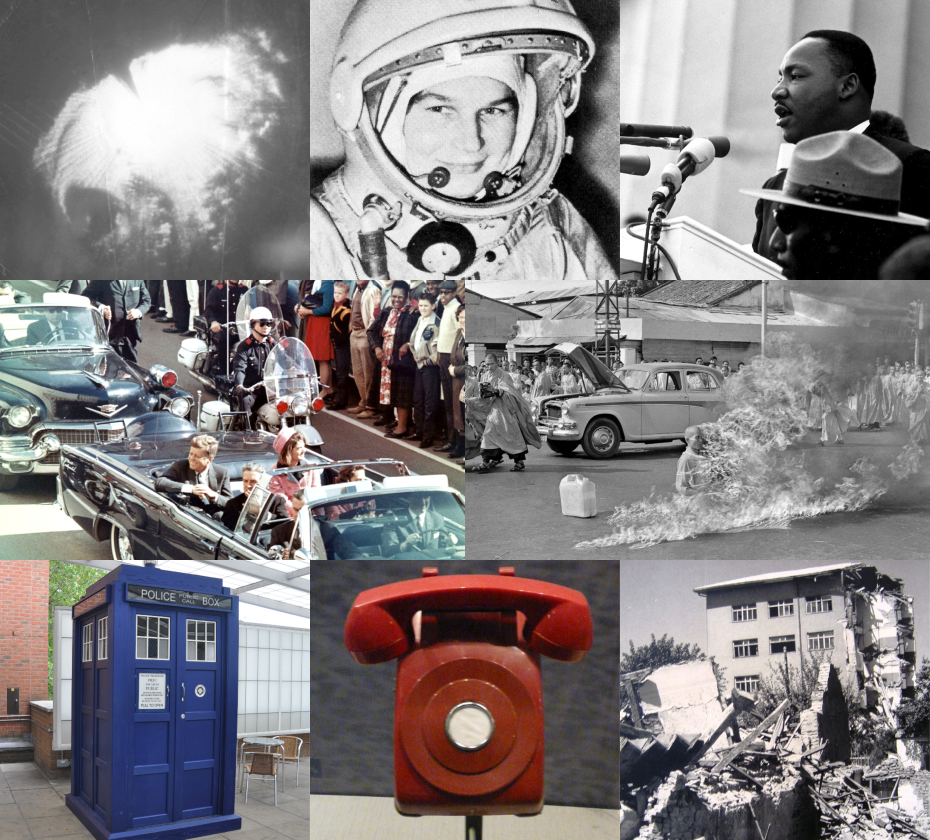
En el sentido de las agujas del reloj desde arriba a la izquierda: el huracán Flora azota La Española y Cuba y mata a 7193 personas; Valentina Tereshkova se convierte en la primera mujer en viajar al espacio durante la misión Vostok 6; Martin Luther King, Jr. pronuncia su famoso discurso "Tengo un sueño" durante la Marcha sobre Washington; Thích Quảng Đức se autoinmoló durante la crisis budista; un terremoto en Skopje mata a 1070 personas; Estados Unidos y la Unión Soviética firman el acuerdo para estar comunicados con un "Teléfono rojo"; Doctor Who que se transmite por BBC One y se convierte en un ícono de la cultura pop británica; El presidente estadounidense John F. Kennedy es asesinado en Dallas, Texas

1963 (MCMLXIII) fue un año común comenzado en martes según el calendario gregoriano.

## Acontecimientos

### Enero
- 1 de enero: inicio de emisión en Japón de Astroboy, de Osamu Tezuka, que marca el inicio del anime moderno.
- 2 de enero: en Shanghái se consigue con éxito la reimplantación de una mano.
- 6 de enero: en Brasil se vuelve al sistema presidencial mediante un plebiscito y es elegido presidente João Goulart.
- 14 de enero: el general De Gaulle veta la candidatura del Reino Unido a las Comunidades Europeas.
- En enero, en Buenos Aires (Argentina), la dirección provisoria de la CGT (Confederación General del Trabajo) convoca a un congreso normalizador, que elige secretario general a José Alonso. Los partidos políticos ―encabezados por varios personeros de la dictadura, como el periodista Mariano Grondona, el político Oscar Camilión, el general Justo Bengoa, etc.― proyectan la formación de un Frente Nacional y Popular con participación del partido Unión Popular («neoperonista»).
- En enero y febrero: en el noroeste de Japón, intensas nevadas provocan al menos 231 muertes.

### Febrero
- 2 de febrero: en Biblian (Ecuador) mueren más de 100 niños al derrumbarse un edificio escolar.
- 3 de febrero: en Granadilla de Abona (Tenerife) se derrumba un edificio cuando unas mil personas hacían cola para obtener el DNI: 23 muertos y más de 100 heridos.
- 7 de febrero: el editor del semanario alemán Der Spiegel, Rudolf Augstein, es liberado de su encarcelamiento.
- 7 de febrero: en Argentina, la policía detiene al exdictador contraalmirante Rojas.
- 10 de febrero: en Paraguay, el general Alfredo Stroessner es reelegido presidente.
- 13 de febrero: en Taiwán, un terremoto de 7,3 deja 15 muertos y 18 heridos.
- 14 de febrero: Harold Wilson se convierte en líder del Partido Laborista (Reino Unido) británico.
- 14 de febrero: se lanza al espacio el primer satélite geoestacionario experimental, el Syncom 1.
- 14 de febrero: en Buenos Aires (Argentina), la dictadura del civil José María Guido da fuerza de ley al Decreto 7165/62, que restablece la plena vigencia del Decreto 4161 de la dictadura del general Aramburu: vuelve a quedar prohibido pronunciar el nombre del «tirano prófugo» (Juan Domingo Perón, exiliado en España).
- 21 de febrero: un terremoto de 5,6 sacude Libia y causa la muerte de 375 personas.
- 27 de febrero: el gobierno iraní implanta el derecho al voto y eligibilidad parlamentaria de las mujeres.
- 27 de febrero: en República Dominicana, Juan Bosch asume la presidencia de dicho país.
- 28 de febrero: Tomás San Gil, uno de los líderes de la Rebelión del Escambray en Cuba, es abatido en un enfrentamiento.

### Marzo
- 3 de marzo: en Perú, el general Ricardo Pérez Godoy (presidente de la junta militar de Gobierno), es destituido por sus compañeros. En su lugar nombran al general Nicolás Lindley López.
- 3 de marzo: España extradita a Francia al excoronel Jean Gardés, uno de los líderes de la banda terrorista francesa OAS (‘Organización del Ejército Secreto’).
- 10 de marzo: en Bolivia comienza la 28.ª edición de Copa América.
- 15 de marzo: sobre el monte Chechecomati, en el extremo sur de Perú, a 3,1 km al oeste de la frontera entre Perú y Chile, y a 80 km al noreste de la ciudad de Arica (Chile), estalla un avión de la empresa Lloyd Aéreo Boliviano. Mueren los 3 tripulantes y los 22 pasajeros, entre los que se encontraban dos correos diplomáticos cubanos: Juan de Dios Mulén Quirós (44) y Enrique Valdés Morgado (27).
- 17 de marzo: en Colombia, el canal RTI Televisión comienza sus primeras emisiones.
- 22 de marzo: En el Reino Unido La banda británica The Beatles lanzan su primer álbum de estudio Please Please Me con el sello discográfico Parlophone
- 31 de marzo: en La Paz (Bolivia) Finaliza la Copa América y el locatario Bolivia la gana por primera vez.

### Abril
- 2 de abril: en Buenos Aires (Argentina), los generales Isaac Rojas y Benjamín Menéndez dirigen una sublevación militar contra la apertura política al «Frente Nacional y Popular» ―una parodia de partido democrático creado por varios personeros antiperonistas de la dictadura, como el periodista Mariano Grondona, el político Oscar Camilión y el general Justo Bengoa―. Reprimen la sublevación los generales Juan Carlos Onganía, Alejandro Agustín Lanusse y Alcides López Aufranc.
- 4 de abril: en Buenos Aires (Argentina), el Comando en Jefe del Ejército emite el comunicado n.º 179: «El retorno de Perón es imposible».
- 5 de abril: se conecta el teléfono rojo. El famoso aparato —de color negro en realidad— unía el despacho del líder comunista Nikita Jrushchov (en Moscú) con el del presidente estadounidense John F. Kennedy (en Washington).Nace (en Asunción)el Ingeniero Juan Antonio Cardoni.

- 11 de abril: el papa Juan XXIII promulga su última encíclica, llamada Pacem in terris, cincuenta y tres días antes de fallecer.

### Mayo
- 3 de mayo: en Buenos Aires (Argentina) se constituye el Frente Nacional y Popular ―una parodia de partido democrático creado por varios personeros antiperonistas de la dictadura, como el periodista Mariano Grondona, el político Oscar Camilión y el general Justo Bengoa―: sus candidatos son los políticos no peronistas Vicente Solano Lima y Carlos Sylvestre-Begnis. El exdictador Pedro Aramburu inicia su campaña al frente de la Udelpa (Unión del Pueblo Argentino) y los radicales levantan la fórmula Illia-Perette.
- 10 de mayo: en Colombia se crea el Instituto Colombiano de Normas Técnicas y Certificación (ICONTEC).
- 21 de mayo: en la cueva del Civil, en el pueblo de Tírig (España), un grupo de expoliadores franceses roban pinturas rupestres con el rudimentario método de hacerlas saltar a golpes de escoplo.
- 21 de mayo: en Buenos Aires (Argentina) ―en el marco de la dictadura del civil José María Guido― José Alfredo Martínez de Hoz asume como ministro de Economía.
- 25 de mayo: en Adís Abeba (Etiopía) se funda la Organización de la Unidad Africana.
- 27 de mayo, el rey de Tailandia Bhumibol Adulyadej visita Japón, siendo recibido por el emperador Hirohito. Al poco tiempo continuará su gira a España, donde sostiene audiencia con el caudillo Francisco Franco; El Vaticano, donde es recibido por el papa Juan XXIII y Francia en donde fue recibido cordialmente por el presidente Charles de Gaulle.
- En mayo, en el Sáhara español, el dictador español Francisco Franco organiza las primeras elecciones provinciales y municipales.

### Junio
- 3 de junio: en Roma fallece el papa Juan XXIII, como consecuencia de un cáncer de estómago.
- 5 de junio: en Qom (Irán), el hoyatoleslam Ruhollah Jomeini es detenido por su activismo contra el sufragio femenino. Estallan revueltas en Teherán y varias ciudades principales de Irán en apoyo a Jomeini. Para librarlo de la pena capital, las autoridades religiosas, de acuerdo con la SAVAK, le atribuyen el rango religioso más elevado, de ayatolá.
- 16 de junio: la Unión Soviética lanza el Vostok 6, con la primera mujer cosmonauta, Valentina Tereshkova.
- 20 de junio: en Buenos Aires (Argentina), un decreto de la dictadura del civil José María Guido veta a todos aquellos partidos en alguna de cuyas listas figuren peronistas o experonistas. El candidato del Frente Nacional y Popular, Vicente Solano Lima, convoca al voto en blanco.
- 21 de junio: en la Ciudad del Vaticano, el cardenal Giovanni Battista Montini, arzobispo de Milán, es elegido papa y adopta el nombre de Pablo VI.
- En junio, en Buenos Aires (Argentina), en un fallo que décadas más tarde se considerará inconstitucional, la Corte Suprema de Justicia (uno de los tres poderes de la república) ratifica la constitucionalidad del decreto 4161, que ilegaliza el Partido Justicialista (que en las últimas elecciones libres había ganado con el 62 % de los votos): «Considerando que el Partido Peronista ofende el sentimiento democrático del pueblo argentino [...] queda prohibida la utilización del nombre propio del presidente depuesto, el de sus parientes, las expresiones “peronismo” y “tercera posición”, las marchas Los muchachos peronistas y Evita capitana, y el libro La razón de mi vida».

### Julio
- 5 de julio: En Bolivia se funda el Banco Industrial S.A., hoy conocido como Banco BISA.
- 7 de julio: en Argentina se celebran elecciones presidenciales viciadas ―ya que se encuentra proscrito el peronismo (que en las últimas elecciones libres había ganado con el 62 % de los votos)―: Arturo Illia, de la UCRP, obtiene el 25 % de los votos, los votos en blanco superan el 15 %. El exdictador Aramburu obtiene el 7 % de los votos.
- 26 de julio: desde el Hipódromo de las Américas (México) se realiza la primera transmisión televisiva.
  - Un terremoto de 6,1 sacude la República Socialista de Macedonia dejando más de 1000 muertos y 4000 heridos.
- 28 de julio: en Perú, Fernando Belaúnde Terry se convierte por primera vez en presidente.

### Agosto
- 5 de agosto: los Estados Unidos, la Unión Soviética y el Reino Unido firman el Tratado de prohibición parcial de ensayos nucleares.
- 12 de agosto: a 302 metros bajo tierra, en el campo de pruebas de Nevada (102 km al noroeste de la ciudad de Las Vegas), a las 15:45 hora local Estados Unidos detona la bomba atómica Pekan (de 8 kilotones). Se trata de la bomba n.º 333 de las 1129 que Estados Unidos hizo detonar entre 1945 y 1992.
- 13 de agosto: en Madrid (España), la dictadura franquista condena a muerte a Francisco Granados y Joaquín Delgado, anarquistas acusados de realizar los atentados del pasado 29 de julio.
- 13 de agosto: en Buenos Aires (Argentina), un grupo comando de la Juventud Peronista ingresa al Museo Histórico Nacional y se apropia del sable corvo del general José de San Martín.
- 23 de agosto: en el área de pruebas atómicas de Nevada (a unos 100 km al noroeste de la ciudad de Las Vegas), a las 4:30 a. m. (hora local) Estados Unidos detona sus bombas atómicas Kohocton y Natches, de menos de 20 kt cada una. Son las bombas n.º 335 y 336 de las 1129 que Estados Unidos detonó entre 1945 y 1992.Martin Luther King jr. tras pronunciar el discurso «I have a dream»

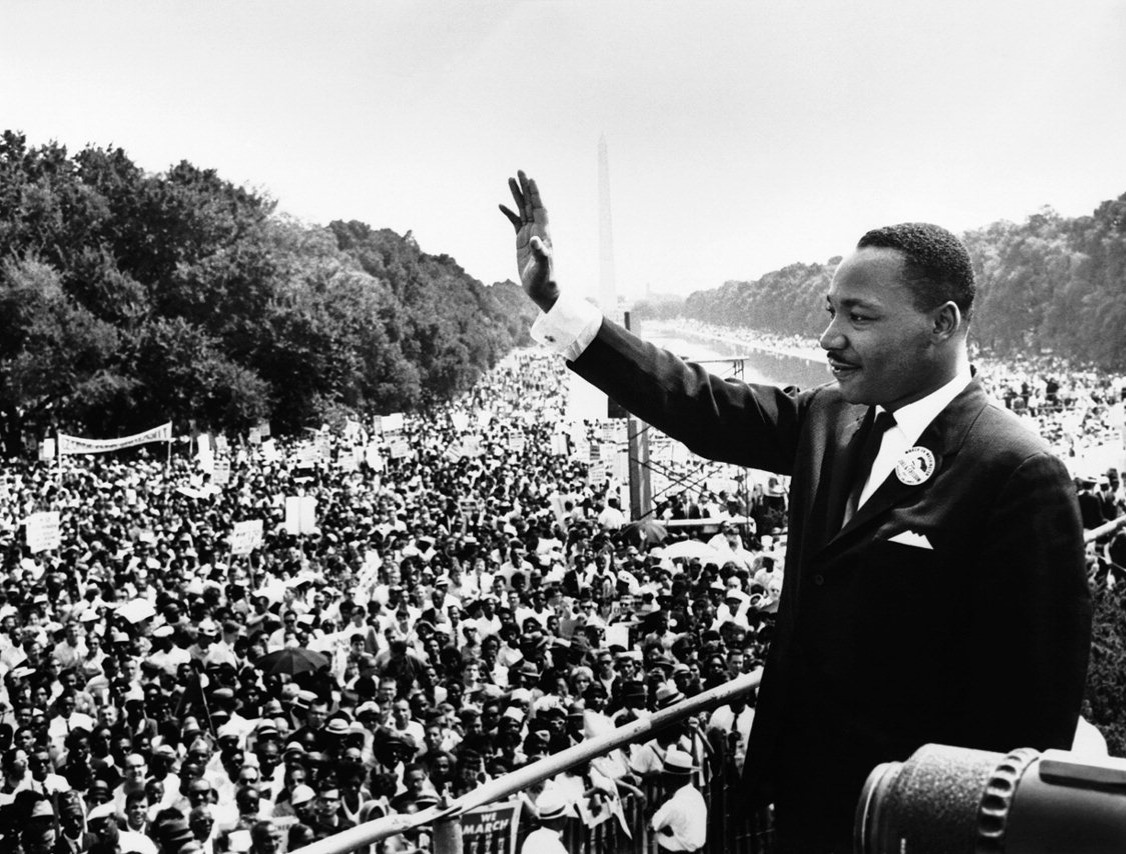
Martin Luther King jr. tras pronunciar el discurso «I have a dream»

- 28 de agosto: Manifestación por los Derechos Civiles en Washington D. C.: Martin Luther King Jr. pronuncia su célebre discurso «I have a dream» (‘yo tengo un sueño’).
- 29 de agosto: en Suva (Fiyi) se inaugura la primera edición de los Juegos del Pacífico Sur.
- 29 de agosto: en Buenos Aires (Argentina), el Movimiento Nacionalista Revolucionario Tacuara (MNR-T) asalta el Policlínico Bancario. Hay bajas policiales. Se conocen los nombres de Joe Baxter y José Luis Nell. Como consigna levantan una línea histórica: «San Martín-Rosas-Perón».
- 31 de agosto: entre Washington y Moscú se pone en funcionamiento la llamada "línea caliente".

### Septiembre
- 13 de septiembre: a 226 m bajo tierra, en el Área U2L del Sitio de pruebas atómicas de Nevada (a unos 100 km al noroeste de la ciudad de Las Vegas), a las 5:53 (hora local), Estados Unidos detona su bomba atómica Ahtanum, de 1 kt. A las 9:00, en el Área U3on, detona a 714 m de profundidad la bomba Bilby, 249 kt. Son las bombas n.º 337 y 338 de las 1129 que Estados Unidos detonó entre 1945 y 1992.
- 25 de septiembre: En República Dominicana, Juan Bosch, a solo 7 meses de asumir la presidencia de dicho país, sufre un golpe de Estado militar y es derrocado.
- 29 de septiembre: es asaltado el tren El Encanto cerca de Caracas, acción terrorista en la que se aseguraba que había participado el entonces diputado del PCV, Teodoro Petkoff.

### Octubre
- 4 de octubre: en Cuba, el huracán Flora recorre la región oriental sobre las actuales provincias de Las Tunas, Granma, Holguín y Camagüey. Aunque los vientos no fueron extraordinariamente fuertes, las lluvias (1800 mm en 72 horas) ocasionaron grandes inundaciones y provocaron 1050 muertes.
- 9 de octubre: en Italia, un deslizamiento de tierra del monte Toc se desprende y cae en el embalse creado por la presa del Vajont, causando una ola gigantesca que destruye el pueblo de Longarone: mueren ahogadas 2000 personas.
- 11 de octubre: a 261 metros bajo tierra, en el área U3bz del Sitio de pruebas atómicas de Nevada (a unos 100 km al noroeste de la ciudad de Las Vegas), a las 6:00 (hora local) Estados Unidos detona su bomba atómica Grunion, de 8 kt. A las 13:00 detona la bomba Tornillo, a 149 metros bajo tierra, de 0,38 kt. Son las bombas n.º 341 y 342 de las 1129 que Estados Unidos detonó entre 1945 y 1992.
- 12 de octubre: en Argentina, Arturo Umberto Illia se convierte en el 35.º presidente.
- 13 de octubre: se registra un fuerte terremoto de 8,5 en las islas Kuriles que desencadena un tsunami.
- 17 de octubre: en la Plaza Once de Buenos Aires (Argentina), el peronismo ―proscrito por la dictadura― realiza un cabildo abierto. Andrés Framini, Ilda Pineda de Molina, Rubén Sosa y Julio Antún ―en el marco de la resistencia peronista― declaran el estado de movilización popular como método revolucionario para la conquista de sus objetivos.
- 18 de octubre: el Comité Olímpico Internacional reunido en Baden-Baden, Alemania Occidental elige a la Ciudad de México como sede de los Juegos Olímpicos de 1968.
- 27 de octubre: en Buenos Aires (Argentina) se celebra el Primer Congreso del Movimiento Juventud Peronista. Exige la derogación de las leyes represivas, amnistía general (casi todos los líderes peronistas se encontraban presos o en el exilio), retorno inmediato e incondicional del expresidente Juan Domingo Perón, restitución al pueblo de los restos de Evita (el cadáver había sido robado, profanado y enterrado en Italia en una tumba con nombre falso).

### Noviembre
- 14 de noviembre: una erupción volcánica bajo el mar cerca de Islandia crea una nueva isla, Surtsey.

- 15 de noviembre: Adolfo López Mateos, presidente de México, designa a Gustavo Díaz Ordaz como candidato presidencial del Partido Revolucionario Institucional. Luis Echeverría es nombrado Secretario de Gobernación.

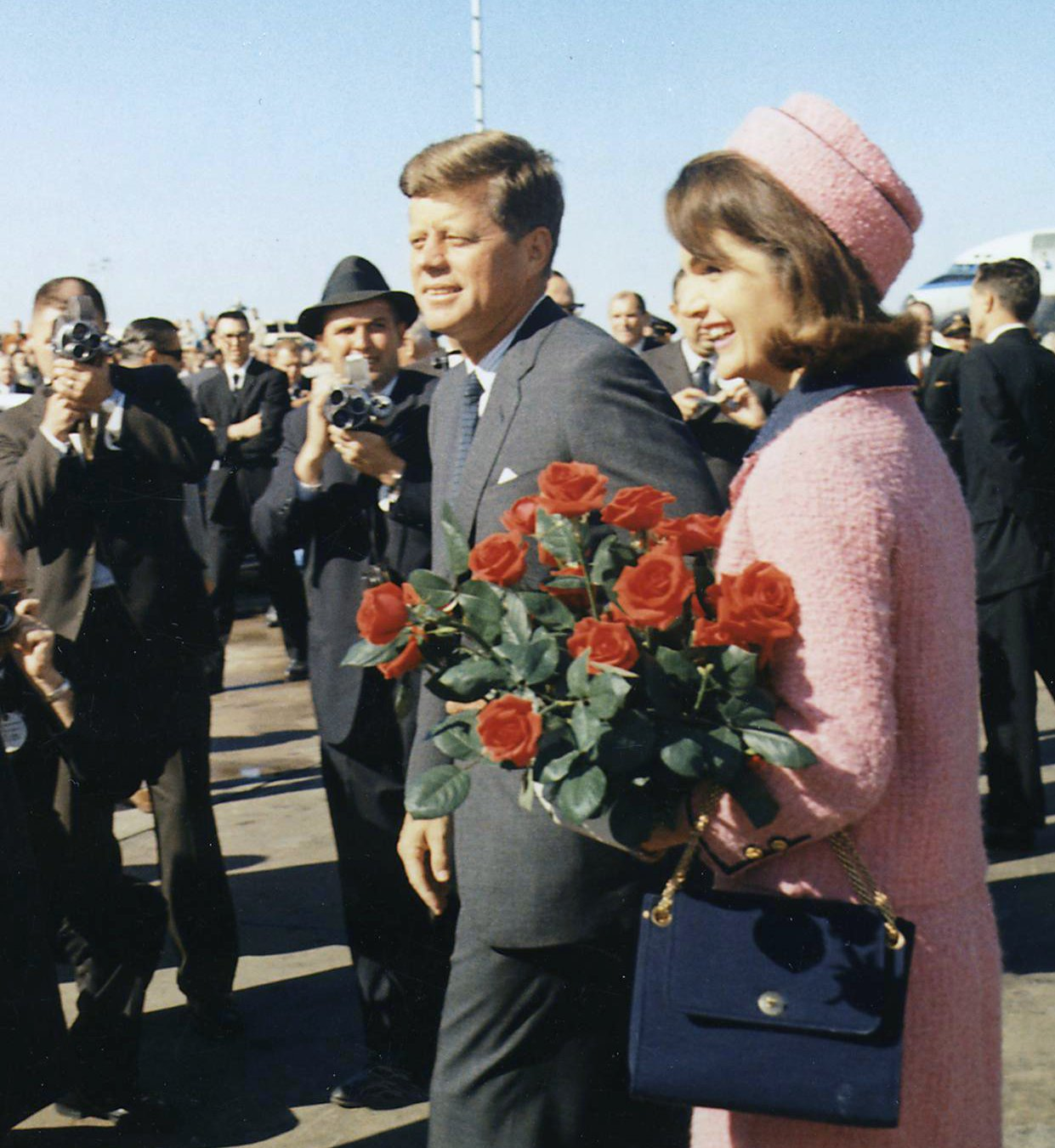
El presidente Kennedy minutos antes de su asesinato

- 22 de noviembre: el presidente de Estados Unidos, el demócrata John F. Kennedy es asesinado en Dallas (estado de Texas). Lo sucede en la presidencia el hasta entonces vicepresidente Lyndon B. Johnson.
- 22 de noviembre: La banda británica The Beatles lanzan su segundo álbum de estudio With the Beatles con el sello discográfico Parlophone
- 23 de noviembre: en Reino Unido se estrena la serie de ciencia ficción Doctor Who.
- En noviembre, en Buenos Aires, un juez argentino reclama al Gobierno español la extradición del general Juan Domingo Perón, que vive en Madrid (España).
- En noviembre cae otro bastión neocolonial: los indonesios expulsan a los invasores neerlandeses. Sukarno se convierte en presidente.
- 24 de noviembre: Jack Ruby asesina a Lee Harvey Oswald.
- 28 de noviembre: en República Dominicana,la organización izquierdista Movimiento Revolucionario 14 de Junio se alza en armas contra el gobierno militar del triunvirato. 21 días después la insurgencia es sofocada por el accionar de las fuerzas armadas.

### Diciembre
- 1 de diciembre: descubrimiento del Tesoro de Villena (Alicante), conjunto de joyas de casi 10 kg de peso datado por los especialistas hacia el año 1000 a. C. Es el conjunto de orfebrería prehistórica más importante de la península ibérica, y el segundo más grande de Europa.[1]
- 1 de diciembre: en Venezuela, Raúl Leoni gana las elecciones presidenciales.
- 4 de diciembre: en el marco del Concilio Vaticano II se publica la constitución apostólica Sacrosanctum Concilium que detalla las instrucciones generales para la renovación de la liturgia católica.
- 12 de diciembre: Kenia se independiza del Imperio británico.
- 12 de diciembre: en un pozo a 165 metros bajo tierra, en el área U9av del Sitio de pruebas atómicas de Nevada (a unos 100 km al noroeste de la ciudad de Las Vegas), a las 8:02 (hora local) Estados Unidos detona su bomba atómica Eagle, de 5,3 kt. Es la bomba n.º 352 de las 1131 que Estados Unidos detonó entre 1945 y 1992.
- 17 de diciembre: El congreso de Estados Unidos aprueba, por mayoría de votos, el convenio definitivo para restituir a México trescientas treinta y tres hectáreas del territorio de El Chamizal.
- 20 de diciembre: en un pozo a 414 metros bajo tierra, en el área U3de del Sitio de pruebas atómicas de Nevada (a unos 100 km al noroeste de la ciudad de Las Vegas), a las 7:24 (hora local) Estados Unidos detona su bomba atómica Tuna, de menos de 20 kt. Es la bomba n.º 353 de las 1132 que Estados Unidos detonó entre 1945 y 1992.
- En diciembre, en Buenos Aires (Argentina), José Alonso, secretario general de la CGT (Confederación General del Trabajo) enfrenta al Gobierno «fraudulento, porque los trabajadores no pudieron votar a sus candidatos ni ser elegidos».

## Nacimientos

### Enero
- 1 de enero: 
  - Milo Aukerman, vocalista estadounidense, compositor, y bioquímico.
  - Alberigo Evani, futbolista italiano.
  - Milan Luhový, futbolista eslovaco.
- 2 de enero: 
  - Xesús Constela, escritor español en lengua gallega.
  - James Lowder, autor y editor estadounidense.
- 3 de enero: Marta Calvó, actriz española.

- 4 de enero: 

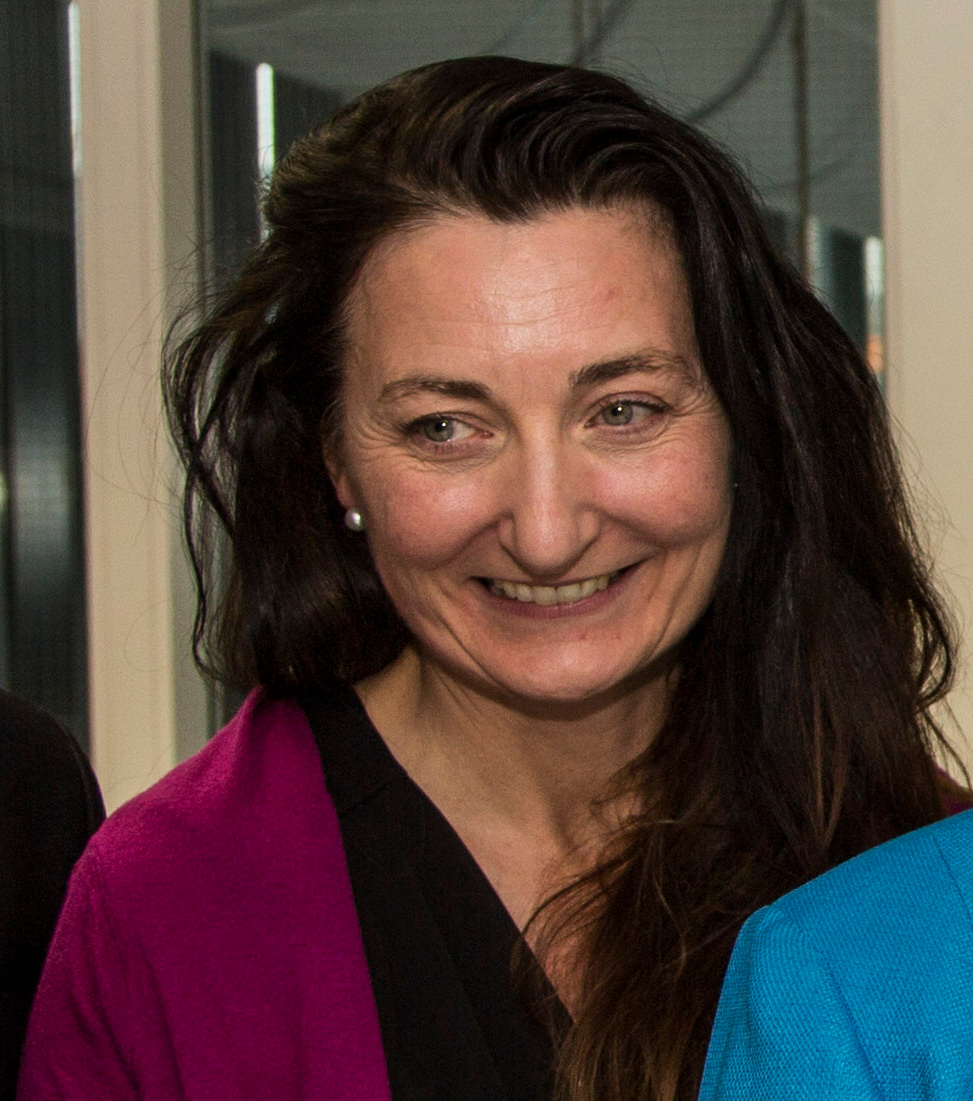
May-Britt Moser

  - Fernando Contreras Castro, escritor costarricense.
  - Celia Hart, física e ideóloga cubana.
  - Till Lindemann, cantante alemán, de la banda Rammstein.
  - Gustavo Ferreyra, escritor argentino.
  - Dave Foley, actor canadiense.
  - May-Britt Moser, neurocientífica, psicóloga y profesora noruega.
- 5 de enero: 
  - Nieves Montero de Espinosa, médica forense española.
  - Jiang Wen, actor, guionista y director chino.
- 6 de enero: 
  - Reina Hinojosa, actriz venezolana.
  - Paul Kipkoech, atleta keniano (f. 1995).

- 7 de enero: 

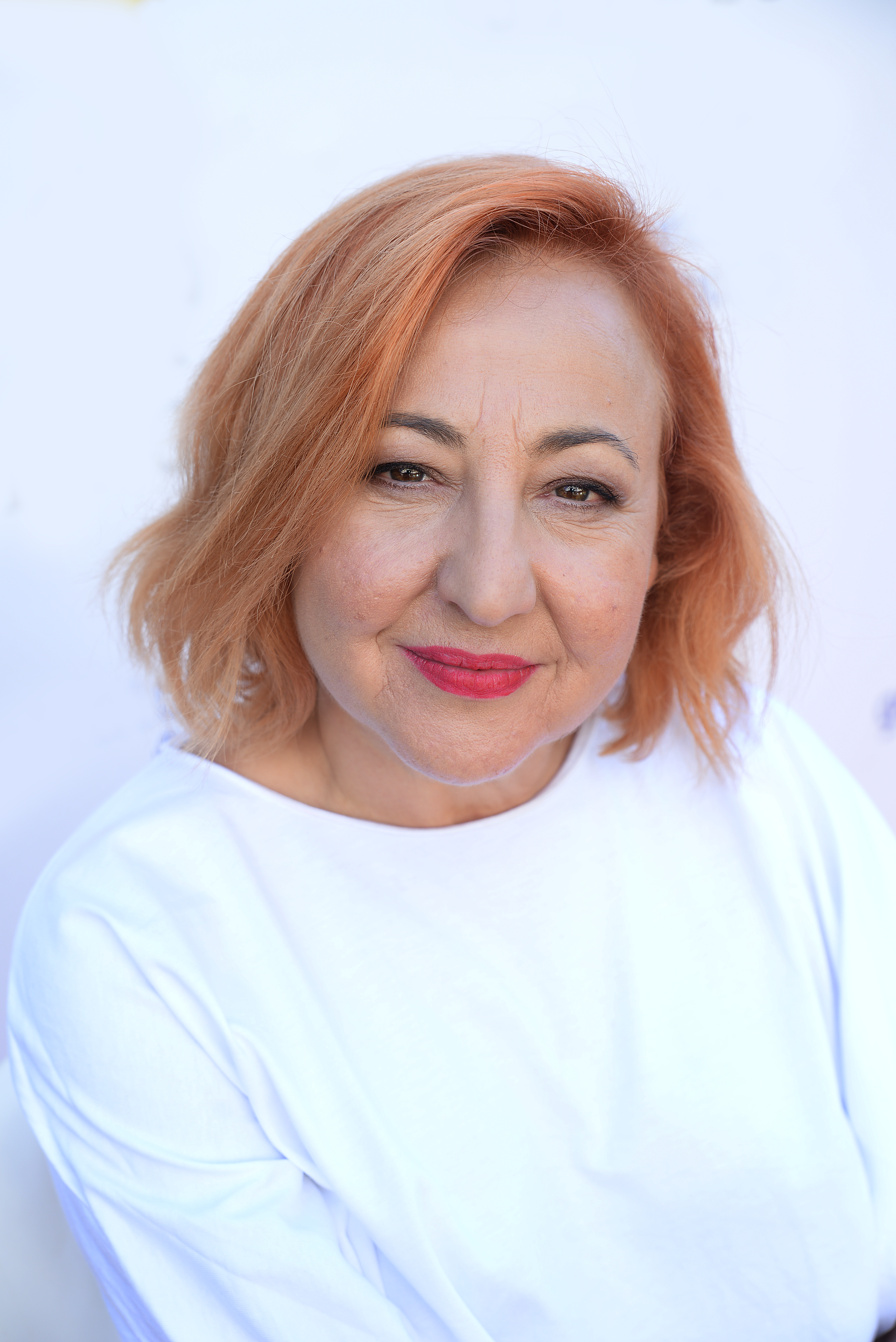
Carmen Machi

  - Marianela Balbi, periodista venezolana.
  - Carmen Machi, actriz española.
- 8 de enero: Walter Alarcón, dibujante argentino de cómics.
- 9 de enero: 
  - Paul Gilmartin, comediante estadounidense.
  - Rei Igarashi, actriz de voz japonesa.
- 11 de enero: 
  - Ana De Matos, artista feminista española interdisciplinar.
  - Marcos Rivadeneira Silva, restaurador de obras de arte, artista, poeta y gestor cultural ecuatoriano.
- 12 de enero: 
  - José Balsa Cirrito, locutor y escritor español.
  - Juan Carlos Monedero, politólogo, político y profesor español.
  - Kyung-sook Shin, escritora surcoreana.
  - Imperio Zammataro, actriz venezolana (f. 2021).
- 13 de enero: 
  - Roberto Antier, actor de cine, teatro y televisión, músico y director teatral argentino.
  - Guillermo Vives, actor, empresario y músico colombiano.

- 14 de enero: 

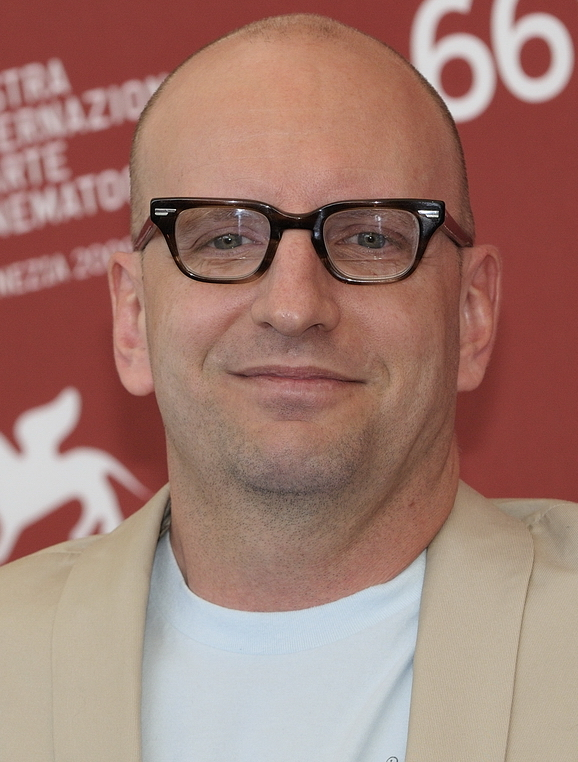
Steven Soderbergh

  - Steven Soderbergh, director de cine y guionista estadounidense.
  - Janko Janković, futbolista croata.
- 15 de enero: 
  - Erling Kagge, explorador, aventurero, abogado, coleccionista de arte y editor noruego.
  - Pedro Ugarte, escritor y columnista español.
- 16 de enero: 
  - Tomás Jocelyn-Holt, abogado chileno, exdiputado y militante del Partido Demócrata Cristiano.
  - James May, presentador británico.
  - David Olguín, dramaturgo, narrador, ensayista y director de teatro mexicano.
  - Han Polman, político neerlandés.
  - Eduard Vieta, psiquiatra español.
- 17 de enero: 
  - Viridiana Alatriste, actriz mexicana (f. 1982).
  - Cyrus Chestnut, pianista y compositor estadounidense de jazz, además de productor discográfico.
  - Kai Hansen, vocalista y guitarrista de heavy metal.
- 18 de enero: 
  - Peter Stamm, escritor suizo.
  - Carl McCoy, músico británico, de la banda Fields of the Nephilim.
  - Efraín Alegre, abogado, catedrático universitario y político paraguayo.
- 19 de enero: 
  - Alfredo Corell, inmunólogo, catedrático de universidad y divulgador científico español.
  - Ubaldo Pino, investigador, psicólogo, escritor y comunicador uruguayo.
  - Haribhajan Singh Khalsa, escritor indio, líder del sijismo con residencia en Uruguay.
- 20 de enero: Mark Ryden, pintor estadounidense.
- 21 de enero: 
  - Graciela Cimer, actriz argentina (f. 1989.
  - Hakeem Olajuwon, jugador estadounidense de baloncesto de origen nigeriano.
- 22 de enero: 
  - Denise Dresser, académica, politóloga y escritora mexicana.
  - Sergio Sauca, periodista español.
  - Andrei Tchmil, ciclista belga de origen soviético.
- 23 de enero: Elisa Loncon, académica mapuche, lingüista, activista por los pueblos indígenas y política nacida en Chile.
- 24 de enero: 
  - Valentine Demy, actriz pornográfica italiana.
  - Shunji Iwai, director de cine y video, guionista y documentalista japonés.
- 25 de enero: 
  - Marcello Giordani, tenor italiano (f. 2019).
  - Don Mancini, guionista, productor y director de cine estadounidense.
- 26 de enero: 
  - José Mourinho, entrenador portugués.
  - Daniel Raffo, músico argentino.
  - Gisela Valcárcel, productora y presentadora de televisión peruana.
- 27 de enero: 
  - Luigi Ambrosio, matemático y catedrático universitario italiano.
  - Bruna Truffa, pintora y artista visual chilena.
- 28 de enero: Dan Spitz, guitarrista estadounidense.

- 30 de enero: 

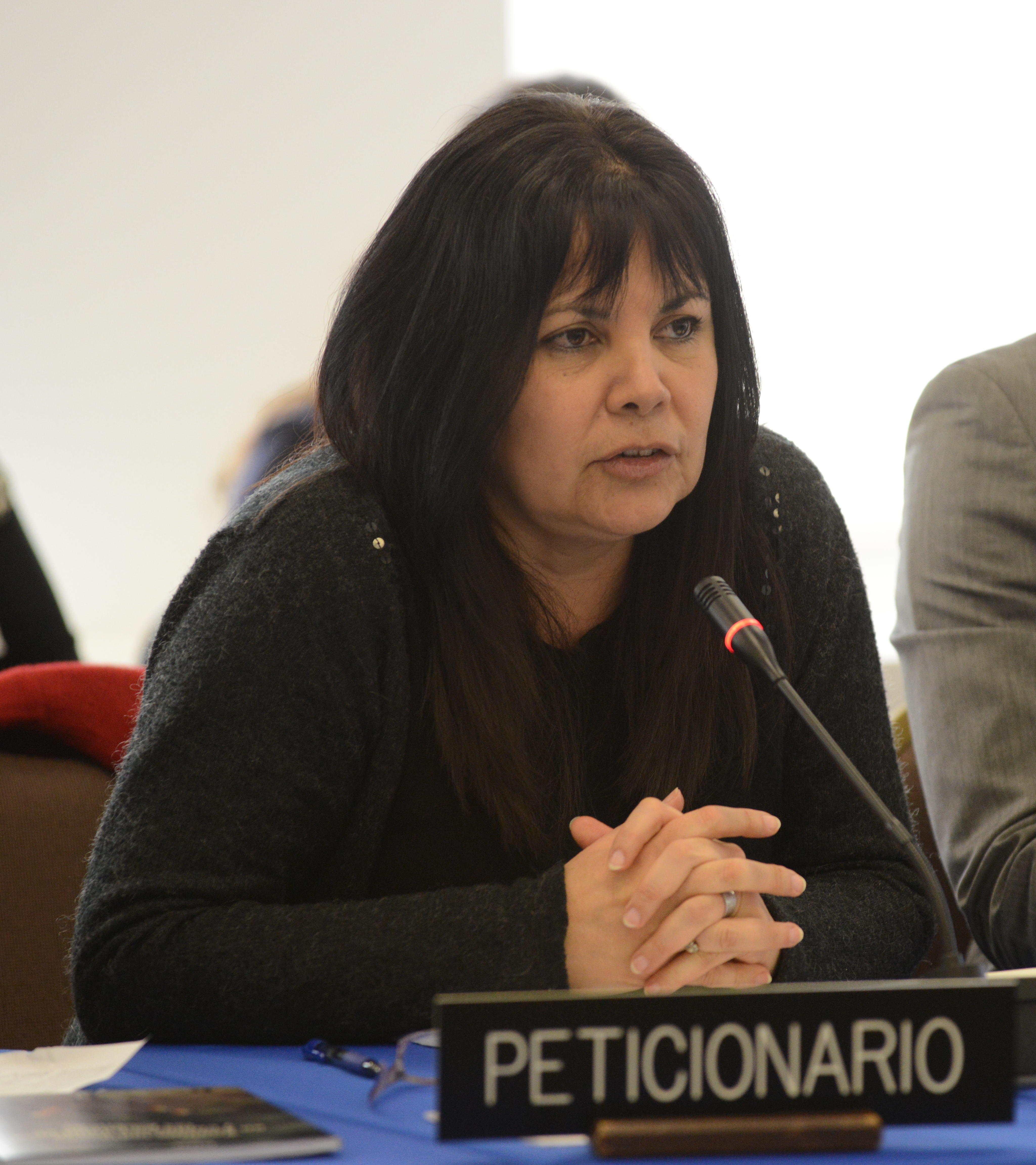
Rocío Silva-Santisteban

  - Nicole Nau, bailarina alemana contemporánea de tango argentino y folklore argentino.
  - Rocío Silva-Santisteban, abogada, periodista, escritora, poeta, profesora y política peruana.
- 31 de enero: 
  - Ángel Alonso Díaz-Caneja, político mexicano.
  - Gong Ji-young, novelista coreana.
  - Sergio Marchi, periodista argentino de rock.
  - Fernando Peña, actor y periodista uruguayo (f. 2009).

### Febrero
- 1 de febrero: 
  - Patricia Bentancur, artista visual uruguaya.
  - Gonzalo Márquez Cristo, poeta, ensayista, narrador y periodista colombiano (f. 2016).
  - Takashi Murakami, artista japonés contemporáneo.
  - Pietro Puzone, futbolista italiano.
- 2 de febrero: 
  - Eva Cassidy, cantante de folk, soul y blues (f. 1996).
  - Gonzalo de Castro, actor español.
  - Camelia Diaconescu, remera rumana.
- 4 de febrero: Kevin John Wasserman, conocido como Noodle guitarrista estadounidense.
- 5 de febrero: 
  - Tebaldo Bigliardi, futbolista italiano.
  - Gerardo Laveaga, abogado, escritor y académico mexicano.
- 6 de febrero: 
  - Debra Granik, directora de cine y guionista estadounidense.
  - Cláudia Ohana, actriz brasileña.
  - Paul Tobias, guitarrista estadounidense.
- 7 de febrero: Heidemarie Stefanyshyn-Piper, oficial naval estadounidense y ex astronauta de la NASA.
- 8 de febrero: Joshua Kadison, cantante estadounidense.

- 9 de febrero: 

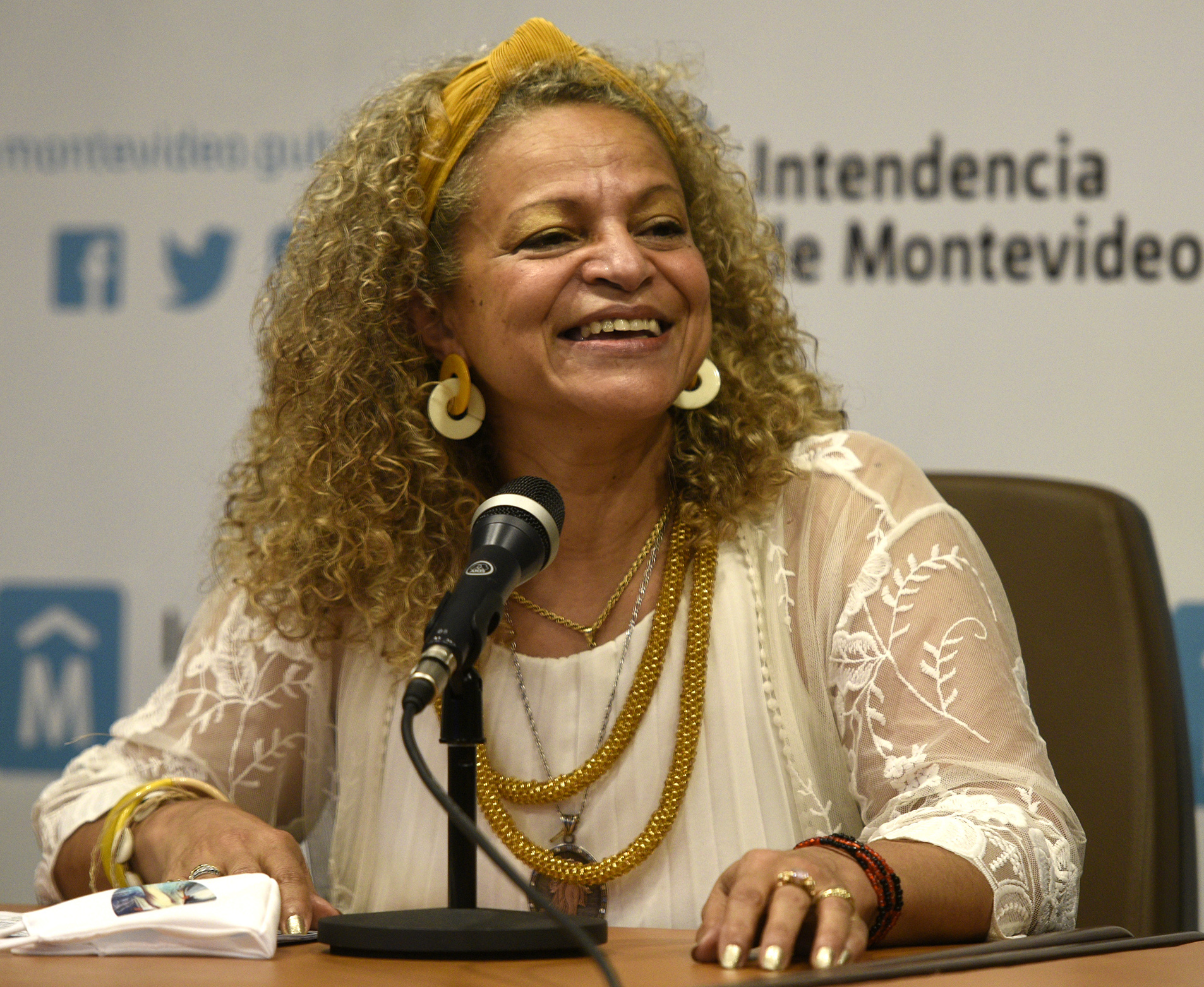
Susana Andrade

  - Susana Andrade, procuradora, periodista, columnista, religiosa umbanda y política uruguaya.
  - Brian Greene, físico teórico, matemático y teórico de cuerdas estadounidense.
  - Khalida Jarrar, política palestina y activista feminista.
  - Macario Schettino, ingeniero químico, economista, escritor, analista político, catedrático de universidad, columnista mexicano.
  - Gabriel Tiacoh, atleta marfileño especialista en 400 metros (f. 1992).
- 10 de febrero: Cathy Young, periodista y escritora ruso-estadounidense.
- 11 de febrero: 
  - José Mari Bakero, futbolista y entrenador español.
  - Catherine Dulac, bióloga francoestadounidente.
- 12 de febrero: 
  - John Michael Higgins, actor de voz, cine y televisión estadounidense.
  - María Eugenia Monzón, investigadora y docente universitaria española.
  - Miquel Ortega, director de orquesta y compositor de música clásica español.
- 13 de febrero: Jesse Birdsall, actor inglés.
- 14 de febrero: 
  - Enrico Colantoni, actor canadiense de ascendencia italiana.
  - Lucero Lander, actriz mexicana de gran trayectoria en televisión.
  - Elisenda Roca, periodista, directora teatral, escritora de libros infantiles, profesora universitaria y presentadora de televisión española.
- 15 de febrero: 
  - Guildo Horn, cantante de schlager alemán.
  - Steven Michael Quezada, actor estadounidense.

- 16 de febrero: 

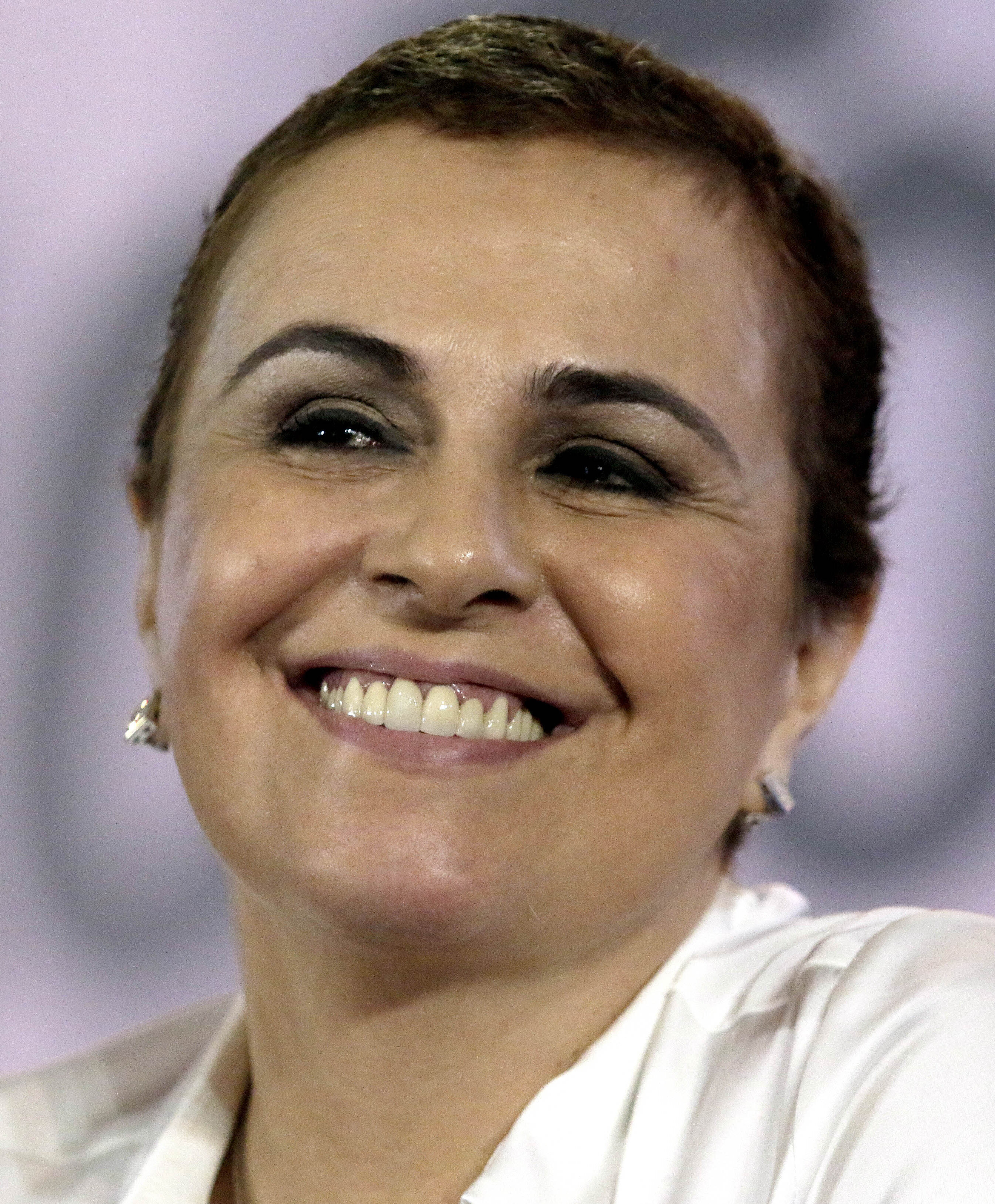
Vanda Pignato

  - María del Coro Arizmendi, científica, bióloga y ornitóloga mexicana, experta en ecología, evolución y conservación de aves.
  - Chris Duarte, guitarrista, cantante y compositor estadounidense de blues, jazz y rock.
  - Christopher Eccleston, actor británico.
  - Vanda Pignato, abogada brasileña-salvadoreña, defensora de los derechos humanos.

- 17 de febrero: 

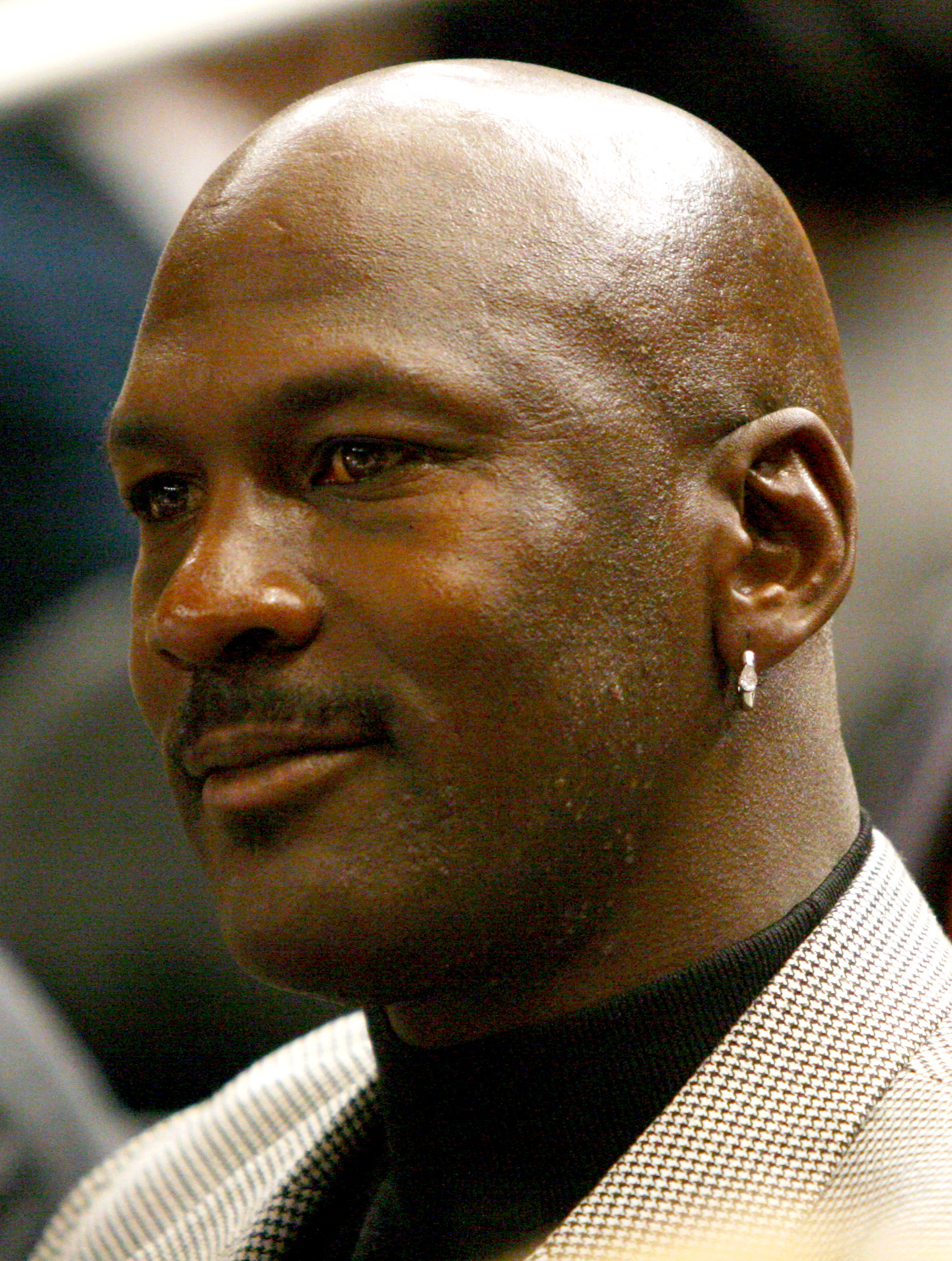
Michael Jordan

  - Ramiro Better, cantante colombiano (f. 2000).
  - Florence Hartmann, periodista, autora francesa y activista de los derechos humanos.
  - Michael Jordan, jugador estadounidense de baloncesto.
- 18 de febrero: 
  - Pilar Cox, exmodelo, expresentadora de televisión y exactriz chilena de origen uruguayo.
  - Lucho Paz, cantante y compositor peruano de música tropical.
- 19 de febrero: 
  - Joey Diaz, actor y comediante nacido en Cuba y nacionalizado estadounidense.
  - Fermí Fernàndez, actor, humorista, presentador y locutor español.
  - Claudia Lobo, actriz y productora de teatro mexicana.
  - Seal, músico, cantante y compositor británico.
- 20 de febrero: 
  - Charles Barkley, jugador estadounidense de baloncesto.
  - Ian Brown, músico, cantante y compositor inglés.
  - Oliver Mark, fotógrafo y artista alemán.
- 21 de febrero: 
  - William Baldwin, actor estadounidense.
  - Pablo Krögh, actor chileno de voz, cine, teatro y televisión (f. 2013).
  - Alberto Moccia, maquillador y peinador de cine, teatro y televisión argentino.
  - Julio Pincheira, escritor, dramaturgo y director de teatro chileno.
- 22 de febrero: Anna Christina Nobre, neurocientífica brasileña.
- 23 de febrero: 
  - Rob Collins, músico británico.
  - Olga Ulianova, historiadora ruso-chilena.
- 24 de febrero:
  - Hannelore Cayre, novelista, guionista y directora de cine francesa.
  - Sanjay Leela Bhansali, director de cine indio.
- 25 de febrero: Doris Younane, actriz australiana.

- 26 de febrero: 

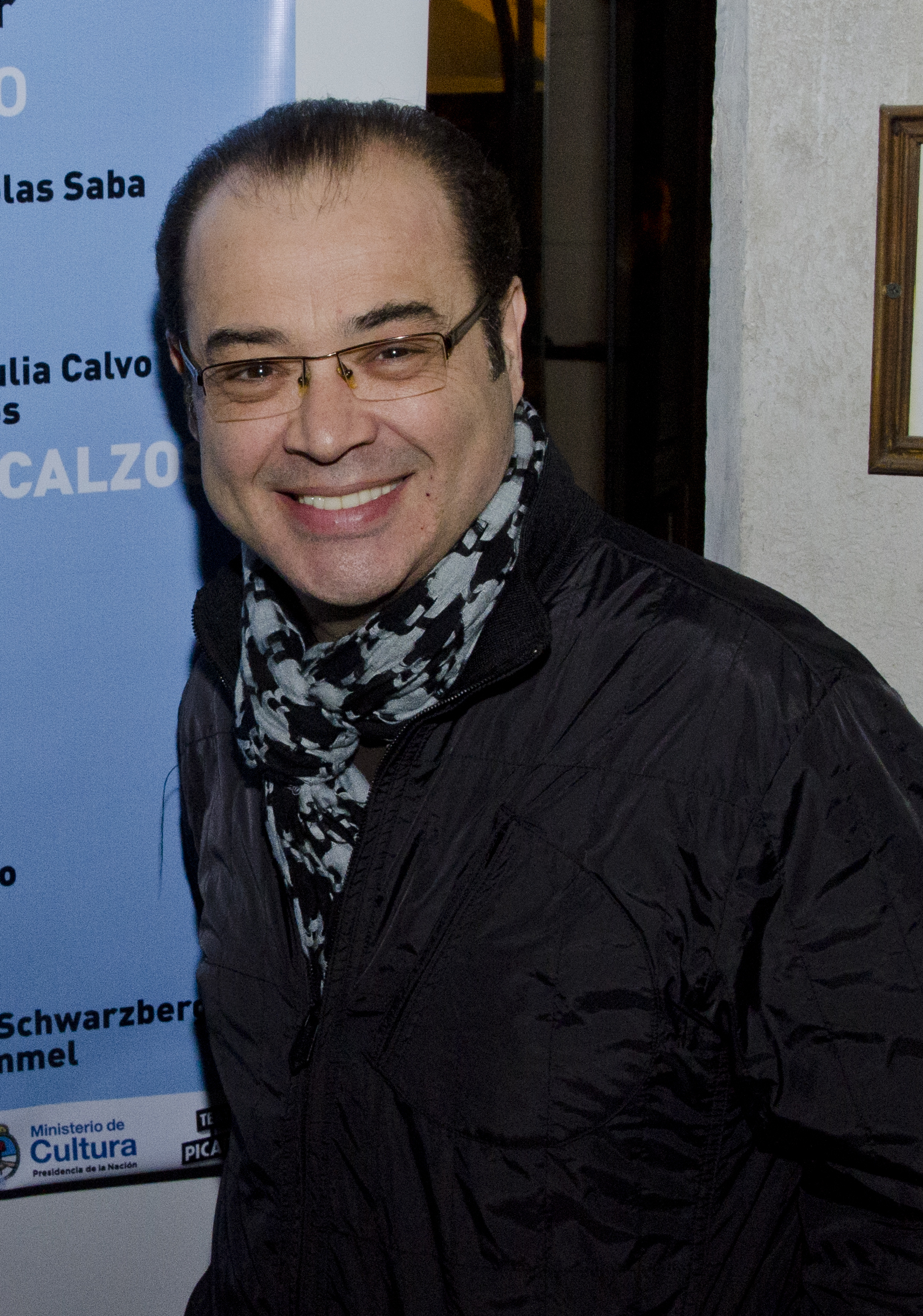
Jorge Suárez

  - Nacho Cano, cantante, productor y arreglista español, de la banda Mecano.
  - Fabián Gianola, actor y conductor argentino.
  - Néstor Morales, periodista colombiano.
  - Jorge Suárez, actor argentino.

- 27 de febrero: 

Sole Giménez

  - Pablo De Santis, escritor argentino.
  - Sole Giménez, cantante, autora y compositora española.
- 28 de febrero: 
  - Almudena Fontecha, sindicalista feminista española.
  - Viviana Gallardo, militante comunista costarricense (f. 1981).
  - Pepe Mel, futbolista y entrenador español.
  - Mauricio Saldívar, meteorólogo y divulgador científico argentino.

### Marzo
- 1 de marzo: 
  - Antonio Castillo, beisbolista venezolano.
  - Shangay Lily, escritor y actor español (f. 2016).
  - Juan Mouras, concertista en guitarra y compositor chileno.
- 2 de marzo: Adrianne Pieczonka, soprano canadiense.
- 3 de marzo: 
  - Isidro Ferrer, ilustrador y diseñador gráfico aragonés formado en arte dramático.
  - Martín Fiz, atleta español.
- 4 de marzo: 
  - Jason Newsted, músico estadounidense, exbajista de Metallica y líder de Newsted.
  - Pablo Rocca, profesor de letras, ensayista y crítico literario uruguayo.
  - Daniel Roebuck, actor, escritor y productor estadounidense de cine, televisión y telenovelas.
  - Adriana Zuanic, cineasta y gestora cultural chilena (f. 2008).

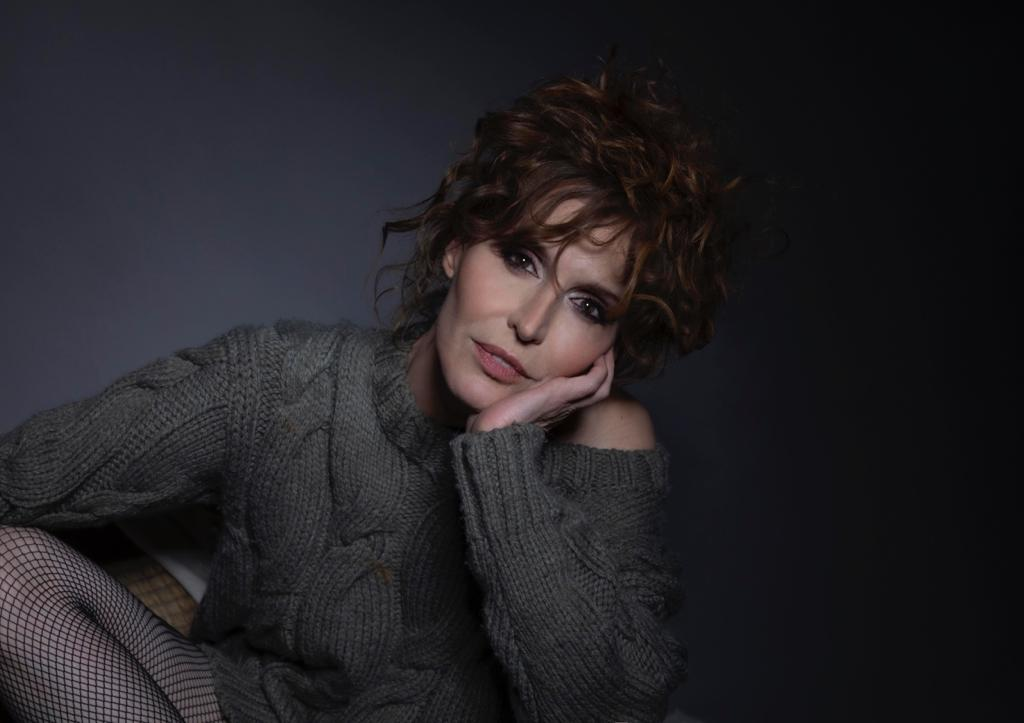
Esther Goris

- 5 de marzo: Esther Goris, actriz, escritora y directora argentina.
- 6 de marzo: 
  - D. L. Hughley, actor, comentarista político, locutor de radio, comediante estadounidense.
  - Ángela Rodicio, periodista española.
- 7 de marzo: 
  - Carlos Bardem, actor y guionista español.
  - E. L. James, escritora británica.
  - Kim Ung-Yong, niño prodigio coreano.

- 8 de marzo: 

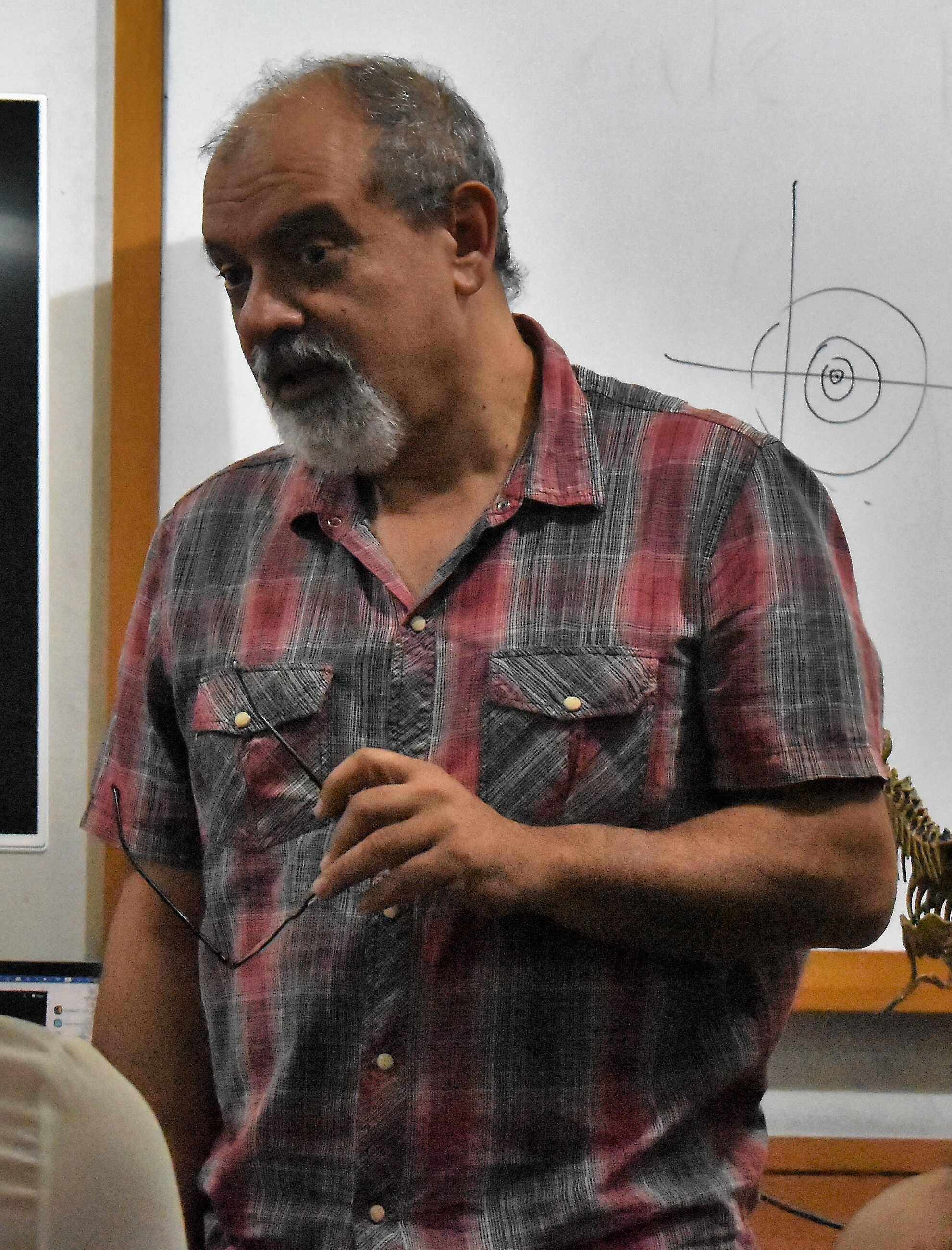
Gonzalo Tancredi

  - Silvia Marsó, actriz española de cine, teatro, musicales y series, además de cantante y productora teatral.
  - Gonzalo Tancredi, astrónomo uruguayo.
- 9 de marzo: 
  - Luis Posada, actor de doblaje español.
  - Jean-Marc Vallée, director, editor, productor y guionista de cine canadiense.
- 10 de marzo: 
  - Jiří Matoušek, matemático checo especializado en geometría computacional y topología algebraica (f. 2015).
  - Rick Rubin, productor discográfico estadounidense.
  - Felipe Ramos Rizo, árbitro mexicano de fútbol.
- 11 de marzo: 
  - Fernando Guillén Cuervo, actor, guionista y director de cine español.
  - Alex Kingston, actriz británica.
- 12 de marzo: Patricia Robertson, médica estadounidense y astronauta de la NASA (f. 2001).

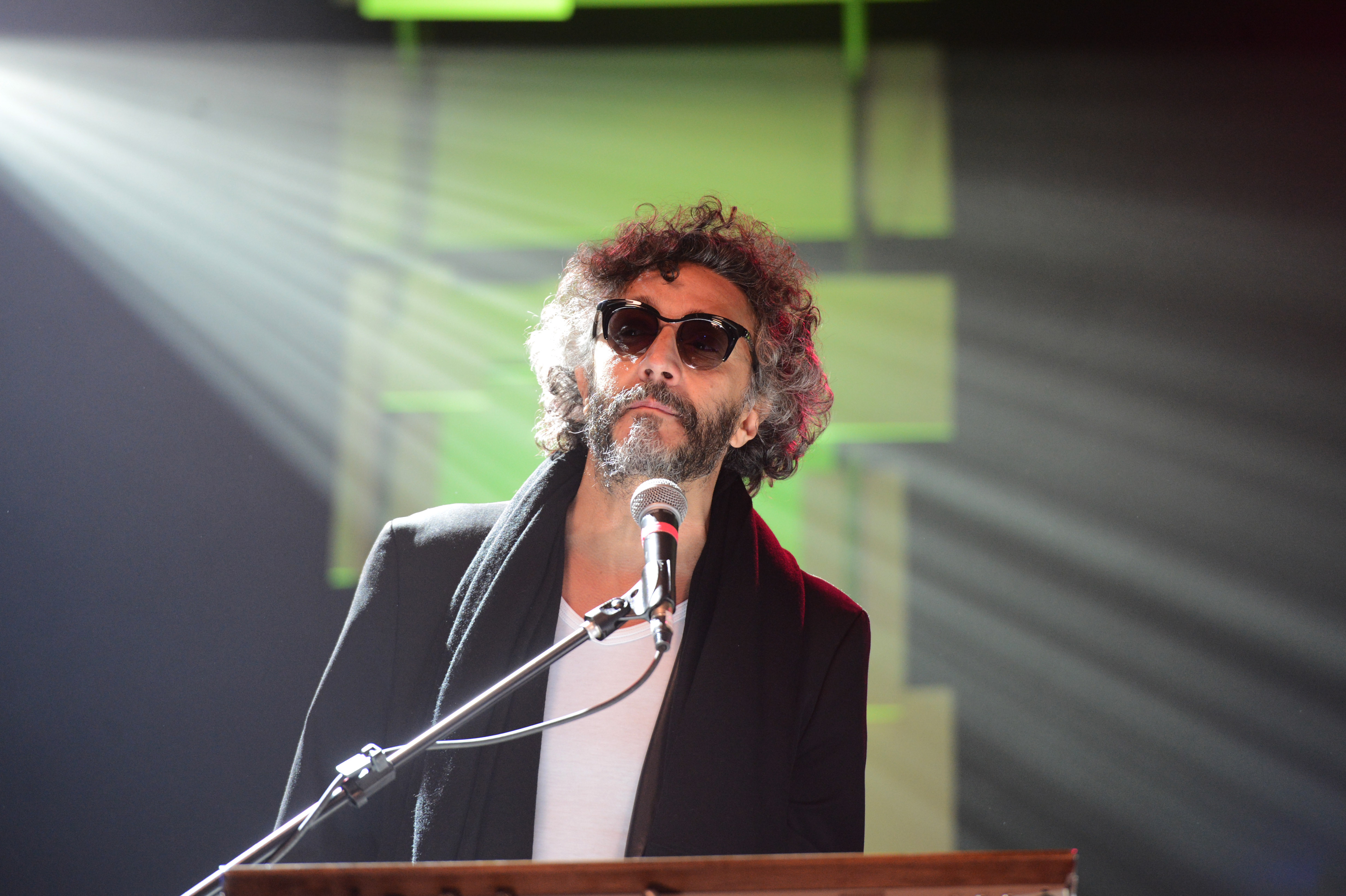
Fito Páez

- 13 de marzo: Fito Páez, músico y compositor argentino.

- 14 de marzo: 
  - Olga Antón, escultora española.

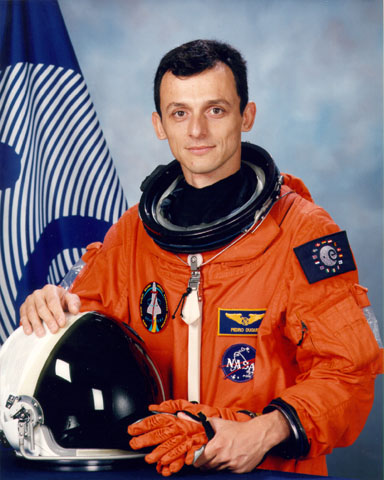
Pedro Duque

  - Pedro Duque, ingeniero aeronáutico y astronauta español.
  - Toñi Salazar, cantante y compositora española de etnia gitana, de flamenco y pop.
- 15 de marzo: 
  - Verónica Cortez, actriz venezolana de teatro, cine y televisión.
  - Ochy Curiel,  activista dominicana y teórica del feminismo latinoamericano y caribeño, antropóloga social y cantautora.
  - Mitsuki Yayoi, actriz de voz japonesa.
- 16 de marzo: 
  - Jerome Flynn, actor y cantante británico.
  - Estela Golovchenko, dramaturga, actriz y directora de teatro uruguaya.
  - Roberto Galia, futbolista Y entrenador italiano.
  - Marta Lafuente, psicóloga y política paraguaya.
  - Kevin Smith, actor neozelandés.
- 17 de marzo: Edmundo Troya, actor de teatro y televisión colombiano.
- 18 de marzo: 
  - Leonor Bruna, actriz, directora de cine y guionista española.
  - Javier Daulte, guionista, dramaturgo y director de teatro argentino.
  - Julia Lemmertz, actriz brasileña.
  - Vanessa Williams, actriz, cantante y modelo estadounidense.
- 19 de marzo: 
  - Neil LaBute, director de cine, guionista y dramaturgo estadounidense.
  - Gustavo Rowek, baterista argentino de heavy metal.
  - Mary Scheer, actriz, comediante y artista de voz estadounidense.
- 20 de marzo: 
  - Carlos Marcovich, director de cine, editor, director de fotografía y productor argentino.
  - Carlos Montero, productor y periodista argentino.
  - David Thewlis, actor británico de cine, teatro y televisión.
- 21 de marzo: Ronald Koeman, futbolista y entrenador neerlandés.
- 22 de marzo: 
  - Martín Vizcarra Cornejo, ingeniero y político peruano, presidente del Perú desde 2018.
  - Daniel Figares, locutor, periodista y escritor uruguayo.
  - Giuseppe Galderisi, futbolista Y entrenador italiano.
  - Francesco Quinn, actor estadounidense (f. 2011).
  - Susan Ann Sulley, cantante británica.

- 23 de marzo: 

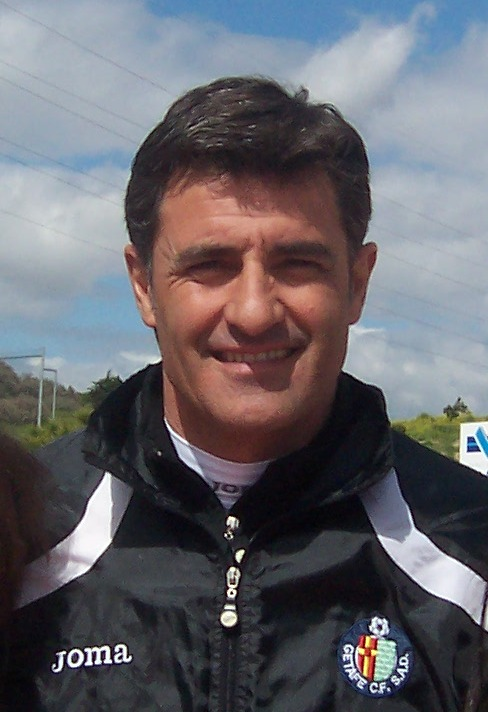
Míchel González

  - Míchel, futbolista y entrenador español.
  - Miguel Ortiz, actor y presentador español.
  - Ana Fidelia Quirós, atleta cubana.
- 24 de marzo: Dave Douglas, trompetista de jazz y compositor estadounidense.
- 25 de marzo: 
  - Agustín Martínez "El Casta", humorista español.
  - Milena Santander, actriz venezolana.
- 26 de marzo: 
  - Irène Frachon, neumóloga francesa.
  - Amparo Larrañaga, actriz española.
  - Beatriz Pérez-Aranda, periodista, presentadora y escritora española.
  - Manuel Wirzt, cantante, músico, compositor, actor y presentador de televisión argentino.

- 27 de marzo: 

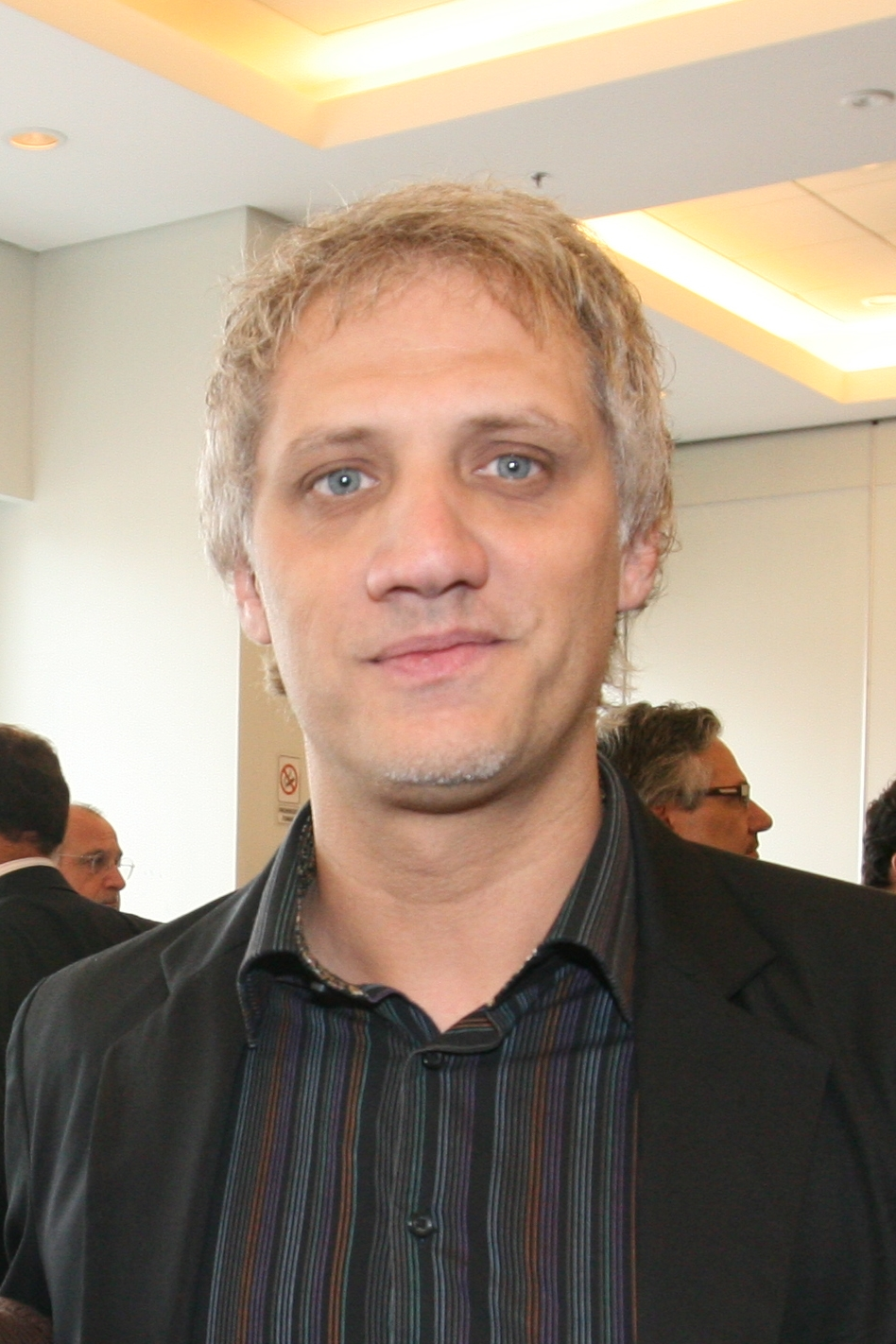
Charly Alberti

  - Carlos Aganzo, poeta, escritor y periodista español.
  - Charly Alberti, músico argentino.
  - Khady Sylla, escritora senegalesa (f. 2013).
  - Quentin Tarantino, cineasta estadounidense.
  - Xuxa, presentadora de televisión brasileña.
- 28 de marzo: 
  - Francisca Castillo, actriz chilena de teatro, cine y televisión.
  - Brian Freeman, autor de novelas de suspense estadounidense.
- 29 de marzo: 
  - Ousseina Alidou, africanista nigeriana, especialista en el estudio de las mujeres musulmanas.
  - Patricia Martínez, actriz mexicana de televisión y doblaje.
- 30 de marzo: 
  - Deborah Dorotinsky, antropóloga mexicana.
  - Luc Foisneau, filósofo francés.
  - Tsajiaguiin Elbegdorzh, político mongol, presidente de su país de 2009 a 2017.
  - Roberto Antonio, cantautor venezolano.
- 31 de marzo: 
  - Jaime Alejandre, escritor español.
  - Fabián Arenillas, actor argentino.
  - Eugenio Curatola, estafador argentino.
  - Magaly Medina, periodista y presentadora de televisión peruana.
  - Stephen Tataw, futbolista camerunés (f. 2020).

### Abril
- 1 de abril: 

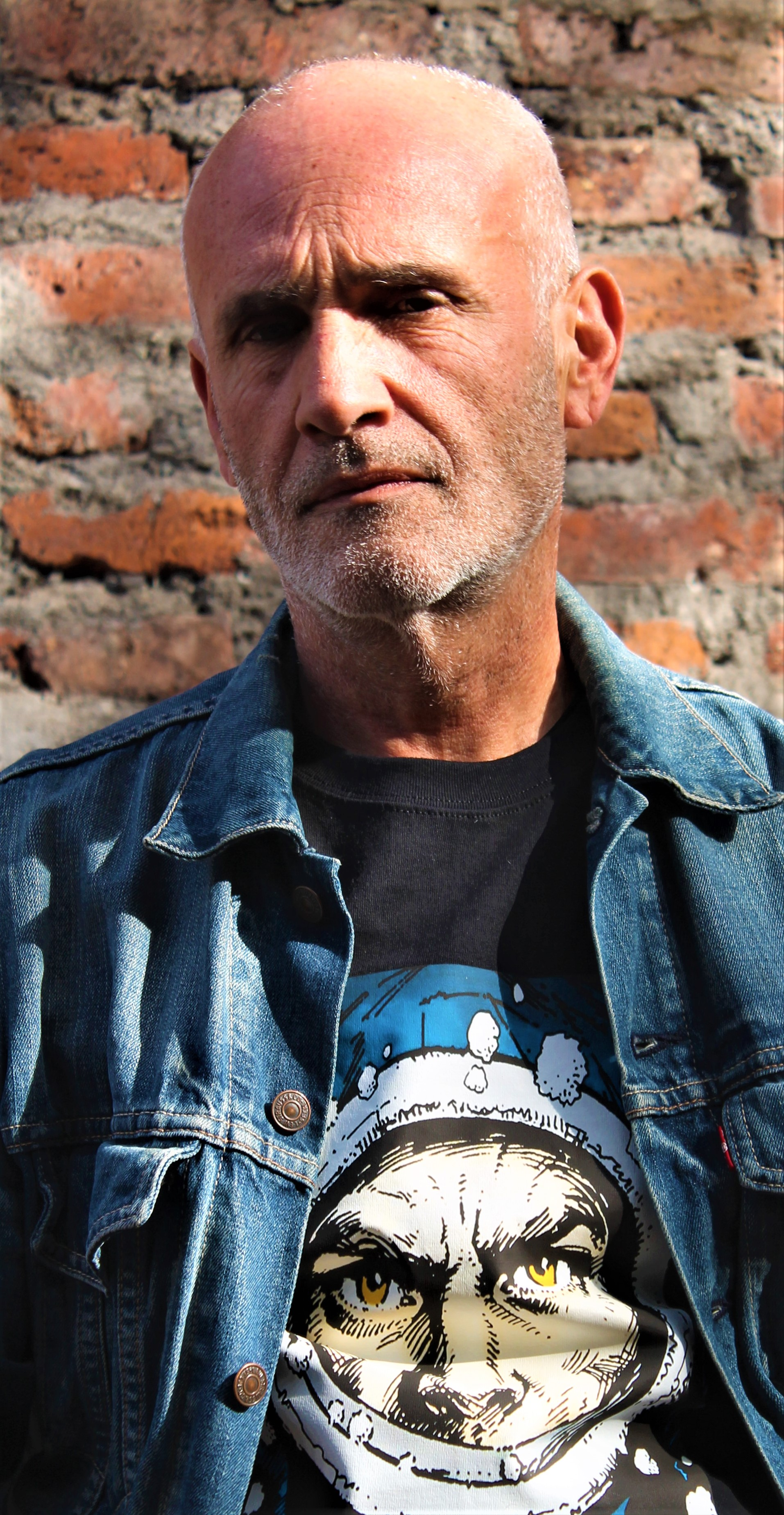
Dauno Totoro

  - Carolina Perpetuo, modelo y presentadora de televisión Venezolana
  - Jose Toledo, modelo, animadora y actriz española.
  - Dauno Totoro, escritor chileno.
  - Luz Mery Tristán, patinadora colombiana (f. 2023).
- 2 de abril: Fabrizio Barbazza, piloto italiano de automovilismo.
- 3 de abril: Nasrín Sotudé, abogada y activista pro derechos humanos iraní.
- 4 de abril: 
  - Marco Giallini, actor italiano.
  - Semih Kaplanoğlu, guionista, director de cine y productor turco.
  - Cayetano Martínez de Irujo, jinete español y grande de España.
  - Graham Norton, actor y presentador de televisión irlandés.
  - Benny Green, pianista de jazz estadounidense.
- 5 de abril: 
  - Carlos Belloso, actor argentino.
  - César Troncoso, actor de cine, teatro y televisión uruguayo.

- 6 de abril: 

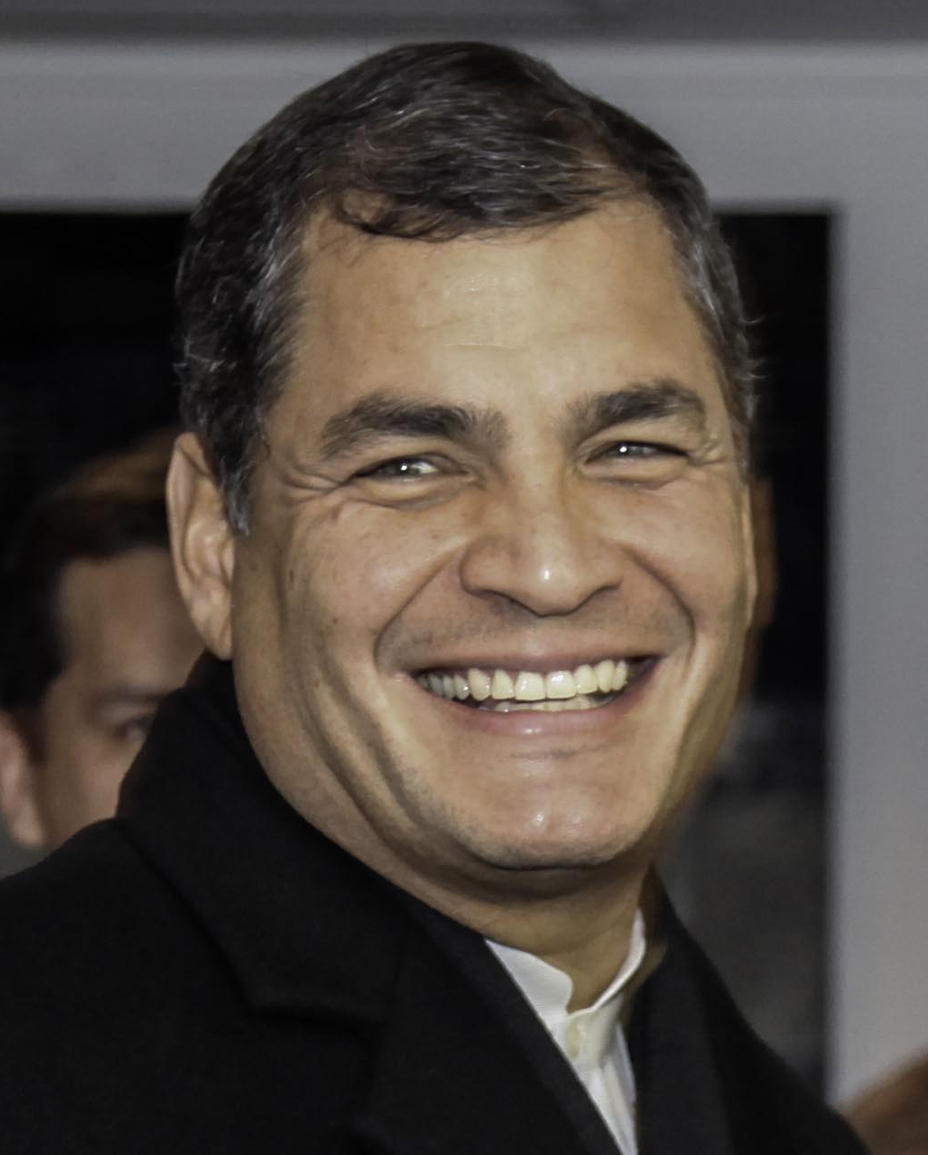
Rafael Correa

  - Rafael Correa, político ecuatoriano.
  - Pauline Lafont, actriz francesa (f. 1988).
  - Phan Thị Kim Phúc, activista vietnamita-canadiense.
  - Andrew Weatherall, músico, DJ, compositor, productor y remezclador inglés (f. 2020).
- 7 de abril: 
  - Bernard Lama, futbolista francés
  - Jaime de Marichalar, socialité español.

- 8 de abril: 

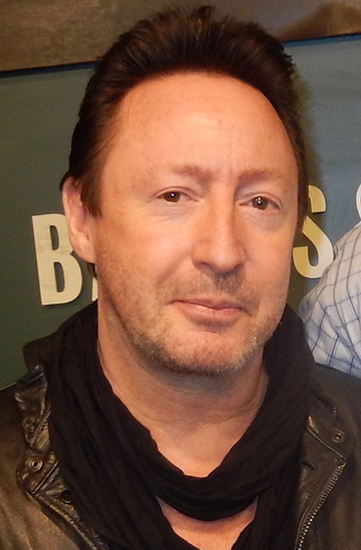
Julian Lennon

  - Ana Albertina Delgado Álvarez, artista cubana contemporánea.
  - Julian Lennon, músico británico.
  - Dean Norris, actor estadounidense.
- 9 de abril: 
  - Marc Jacobs, diseñador de moda estadounidense..
  - Swami Roberto (Roberto Casarín), gurú católico italiano.
- 10 de abril: 
  - Warren DeMartini, guitarrista estadounidense, de la banda Ratt.
  - Bicho Gómez, comediante y actor argentino.
  - Doris Leuthard, consejera federal suiza.
  - Dean Norris, actor estadounidense.
  - Mark Oliver Everett, músico estadounidense, de la banda Eels.
- 11 de abril: 
  - Julio Inverso, poeta, narrador y artista del grafiti uruguayo (f. 1999).
  - Ramón Martínez Máñez, es un químico y catedrático universitario español.
  - Carlos Varela, músico y cantautor cubano.

- 12 de abril

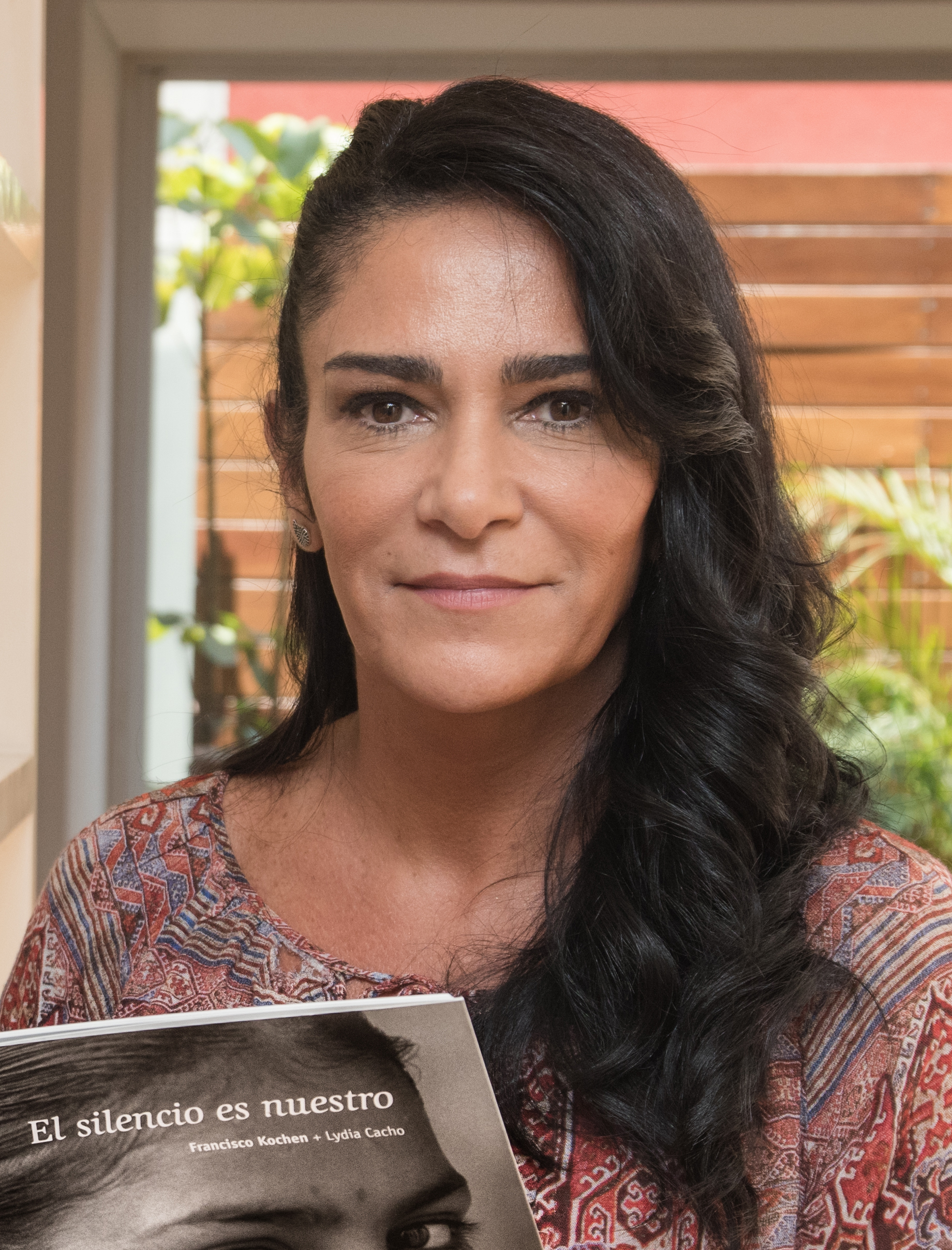
Lydia Cacho

  - Lydia Cacho, periodista, escritora, conferencista y activista de los derechos humanos mexicana, naturalizada española.
  - Sandra Plevisani, empresaria repostera y presentadora de televisión peruana.
- 13 de abril: Garry Kasparov, ajedrecista ruso.
- 14 de abril: 
  - César Duarte Jáquez, político mexicano.
  - Charlie Mosquea, compositor, cantante, productor, actor y locutor dominicano.
- 15 de abril: 
  - Esperanza Mariño, ensayista y traductora española.
  - Angela Nordenstedt, artista española.

- 17 de abril: 

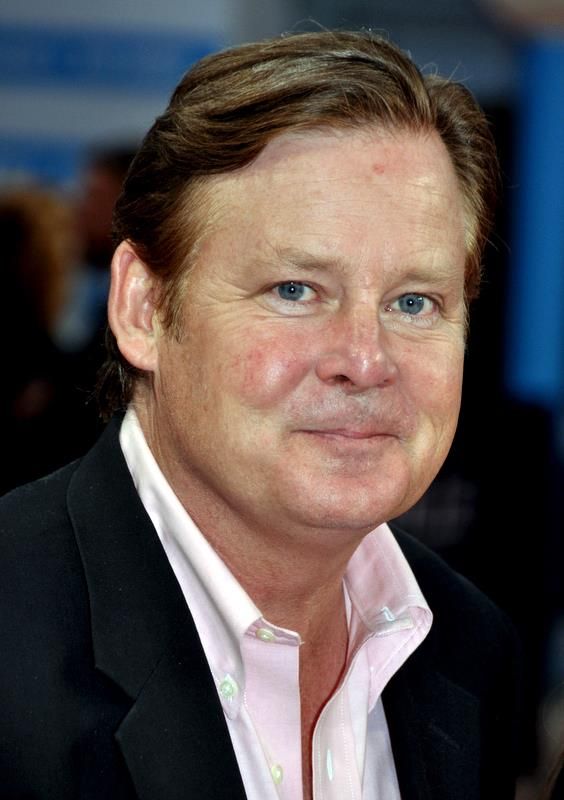
Joel Murray

  - Joel Murray, actor estadounidense.
  - Susana Nicolalde, actriz, bailarina, directora de teatro y gestora cultural ecuatoriana.
- 18 de abril: 
  - Rolfe Kent, compositor inglés.
  - Eric McCormack, actor canadiense-estadounidense de cine y televisión.
- 20 de abril: 
  - Estela Díaz, militante social, sindical y feminista argentina.
  - Aubrey de Grey, gerontólogo biomédico británico.
  - Maurício Gugelmin, piloto brasileño de automovilismo.
  - Fermín Muguruza, músico español.
- 21 de abril: 
  - John Cameron Mitchell, escritor, actor y cineasta estadounidense.
  - Roy Dupuis, actor canadiense.
  - Alfonso Espadero García, músico y técnico de sonido español.
  - Bruno Squarcia, actor italo-español.

- 22 de abril: 

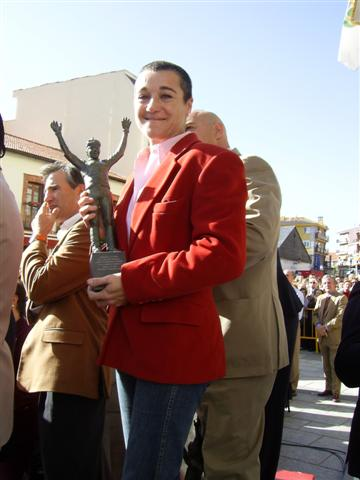
Blanca Fernández Ochoa

  - Antonio Alonso Martinez, pintor luso español.
  - Sebastián Borensztein, guionista y director de cine argentino.
  - Blanca Fernández Ochoa, esquiadora española. (f.2019).
- 23 de abril: 
  - Robby Naish, surfista estadounidense.
  - Magnús Ver Magnússon, powerlifter y strongman islandés.
- 24 de abril: Horacio Hernández, baterista y percusionista cubano.
- 25 de abril: 
  - Giovanni Franceschi, nadador italiano.
  - Rafael Yuste, neurobiólogo español.
- 26 de abril: 
  - Jet Li, actor de acción chino.
  - María del Monte, cantante española.
- 27 de abril: 
  - María Esther del Campo García, catedrática de universidad española del área de la Ciencia Política y de la Administración.
  - Teresa Fernández Aceves, historiadora y profesora investigadora mexicana.
  - Evelyn Herlitzius, soprano dramática alemana.
  - Elcina Valencia, cantautora y poeta afrocolombiana.

- 28 de abril: 

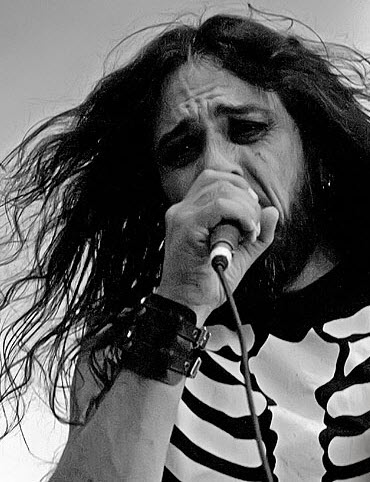
Claudio O'Connor

  - Roberto Mateos, actor y modelo mexicano.
  - Claudio O'Connor, cantante argentino de heavy metal.
  - Reynaldo Santacruz, escritor peruano.
  - Enrique Ibáñez, actor venezolano.
  - Stéphane Zagdanski, escritor francés.
- 29 de abril: 
  - Alejandro Agostinelli, periodista, escritor y productor de televisión argentino.
  - Felipe Castro, actor chileno de cine, teatro y televisión, empresario, director y productor teatral, y locutor radial.
  - Bruce Harwood, actor canadiense.
- 30 de abril: 
  - Anastazia Teresa Banaszak, científica australiana especializada en fotobiología.
  - Alicia Miyares, filósofa y escritora feminista española.

### Mayo
- 1 de mayo: Màrius Serra, escritor, periodista, traductor, enigmista y presentador de televisión español.
- 2 de mayo: Vivian Ramón Pita, Gran Maestro Femenino de ajedrez cubana.
- 3 de mayo: Roberto Cairo, actor español (f. 2014).
- 4 de mayo: 
  - Sergio Basáñez, actor mexicano.
  - Luis Castillo Butters, arqueólogo peruano.
- 5 de mayo: 
  - James LaBrie, tenor canadiense.
  - Mariló López Garrido, filántropa, periodista, terapeuta espiritual, compositora, empresaria, escritora y fotógrafa española.
- 6 de mayo: Sebastián Schon, músico argentino de rock.
- 7 de mayo: 
  - Sergio Battistini, futbolista italiano.
  - Clemente Bernad, fotógrafo y documentalista español, especializado en temáticas sociales y políticas.
- 8 de mayo: Michel Gondry, director de cine, anuncios y vídeos musicales francés.
- 9 de mayo: 
  - Ignasi Xavier Adiego Lajara, lingüista especializado en indoeuropeo y compositor español.
  - Marisa Avilés, poetisa escritora, académica, promotora cultural y feminista mexicana.
  - Emilio Maillé, director de cine franco-mexicano.
- 10 de mayo: 
  - Rich Moore, director, animador y guionista estadounidense.
  - Lisa Nowak, ingeniera y astronauta de la NASA.
  - Antonio Rivero Taravillo, escritor, traductor, ensayista y poeta español.
  - Ziad Tlemçani, futbolista tunecino.
- 11 de mayo: 
  - Roark Critchlow, actor canadiense.
  - Masatoshi Hamada, comediante japonés.
  - Natasha Richardson, actriz inglesa (f. 2009).

- 12 de mayo: 

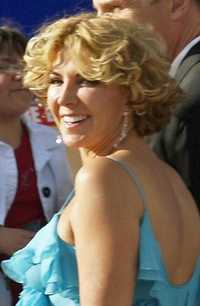
Natasha Richardson

  - Manuela Bascón, escritora de cuentos, ilustradora y artista plástica española.
  - Vladimir Gradev, filósofo, teórico de la religión y diplomático búlgaro.
  - Stefano Modena, piloto italiano de automovilismo.
  - Graciela Stéfani, actriz argentina.
  - Beatriz Valdés, actriz de teatro, cine y televisión cubana-venezolana.
- 13 de mayo: 
  - Hakima El Haite, climatóloga, empresaria y política marroquí.
  - Pedro Uc Be, escritor mexicano en lengua maya.
- 14 de mayo: Carlos Antognazzi, escritor y fotógrafo argentino.
- 15 de mayo: 
  - Brenda Bakke, actriz estadounidense de cine y televisión.
  - Franklin Rodríguez, actor, director teatral, dramaturgo y profesor uruguayo.
  - Narsing Yadav, actor de cine indio de origen télugu (f. 2020).
- 16 de mayo: Tiziano Scarpa, novelista, dramaturgo y poeta italiano.
- 17 de mayo: Xavier Melgarejo Draper, psicóloga y pedagoga española (f. 2017).
- 19 de mayo: 
  - Frances Ondiviela, actriz española.
  - Günter Ziegler, matemático alemán.
- 20 de mayo: 
  - Jorge Dubatti, profesor universitario, crítico e historiador teatral argentino.
  - Santiago Girón, guionista y dibujante de historietas y editor de libros español.
- 21 de mayo: 
  - Alberto Salcedo Ramos, periodista y cronista colombiano.
  - Kevin Shields, cantante, guitarrista y productor musical irlandés.
- 22 de mayo: 
  - Ghada Amer, artista plástica egipcia, afincada en Nueva York.
  - Claude Closky, artista francés.
  - Luis Quintero Brea, artista español multidisciplinar y autodidacta (f. 2017).
- 23 de mayo: 
  - Alberto Canapino, preparador argentino de automóviles de competición (f. 2021).
  - Andrés de Francisco, 	filósofo, sociólogo, profesor y escritor español.
- 24 de mayo: 
  - Michael Chabon, escritor estadounidense de ascendencia judía.
  - Antonio Márquez, bailarín y coreógrafo español, del género flamenco.
  - Ivan Capelli, piloto italiano de automovilismo.
- 25 de mayo: 
  - Ray Heredia, cantante y compositor español (f. 1991).
  - Adela Micha, periodista, conductora y comunicadora mexicana.
  - Claudio Romero, conocido como Karto, ilustrador, animador e historietista chileno (f. 2022).
  - Mike Myers, actor canadiense.
- 26 de mayo: 
  - Simon Armitage, poeta, dramaturgo y novelista de origen británico.
  - Alberto Gómez Ascaso, escultor aragonés.
  - Javier Vásquez, cantante colombiano.

- 27 de mayo: 

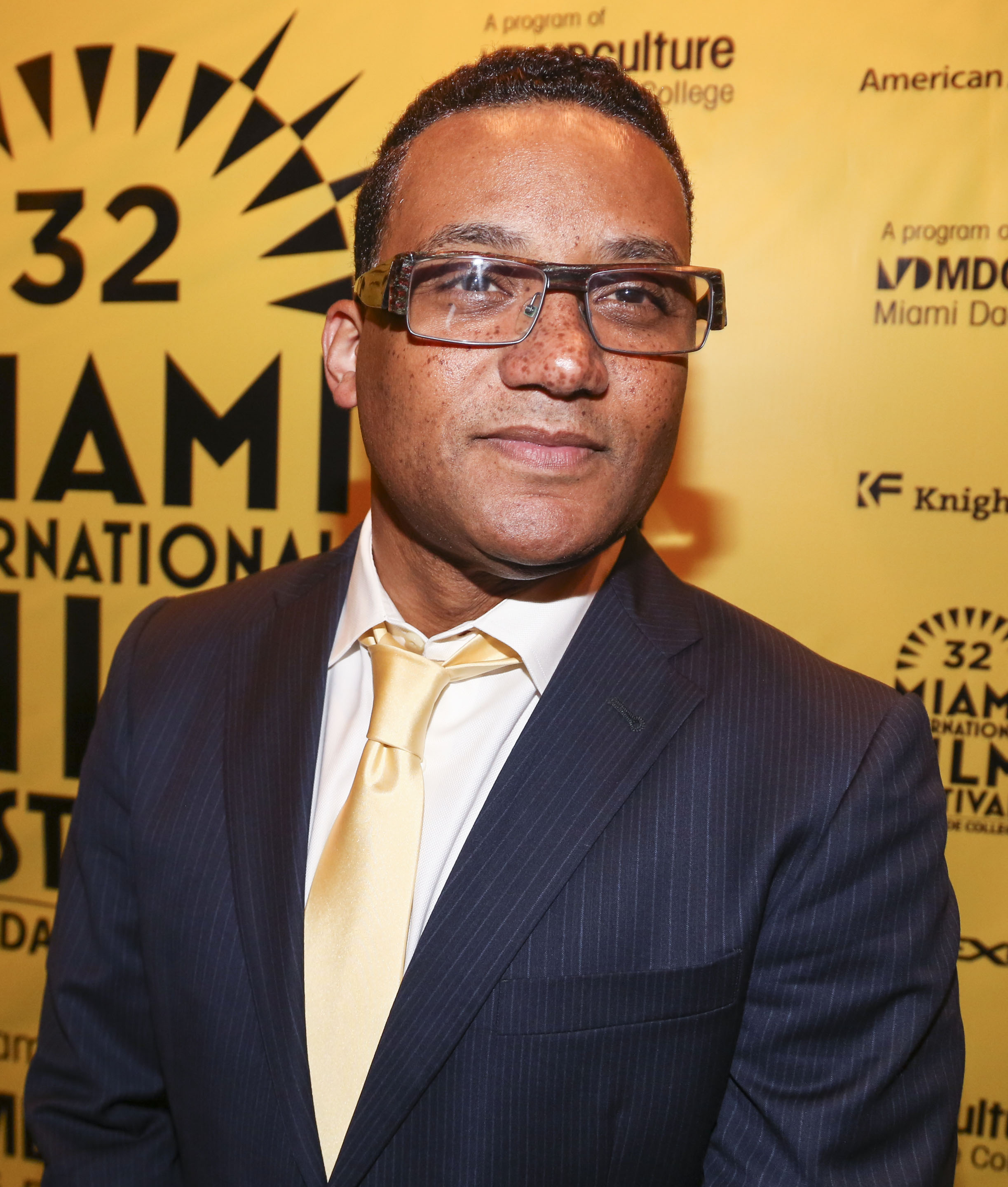
Gonzalo Rubalcaba

  - Lluís Calvo, poeta, escritor y ensayista español en catalán.
  - Gonzalo Rubalcaba, pianista y compositor cubano de jazz.
- 28 de mayo: 
  - Marc Antoine, compositor y guitarrista francés.
  - Valerie Dore, cantante italiana.
  - Gavin Harrison, baterista inglés.
- 29 de mayo: 
  - Blaze Bayley, cantante británico, vocalista de la banda Iron Maiden.
  - Sergi Belbel, dramaturgo, director y traductor teatral español.
  - Juana Neira, escritora ecuatoriana de libros infantiles.
  - Ukyo Katayama, piloto japonés de automovilismo.

- 30 de mayo: 

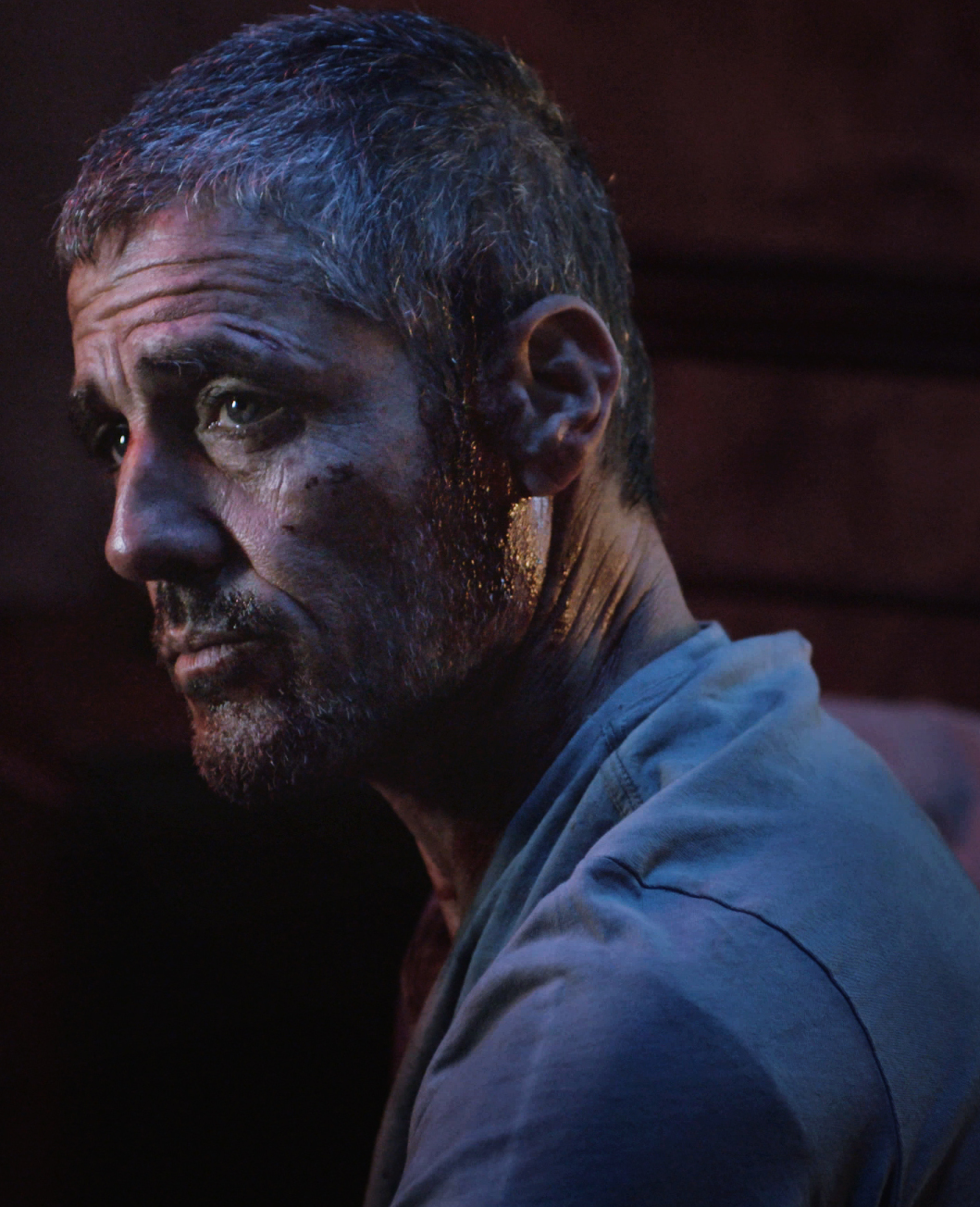
Germán Palacios

  - Charlie Bauerfeind, músico, productor e ingeniero de sonido alemán.
  - Mercedes Ferrer, cantautora española.
  - Jesús López Fidalgo, matemático español.
  - Erick M. Carreira, químico orgánico cubano.
  - Germán Palacios, actor argentino.
  - Fina Puigdevall, jefa de cocina española.
  - Julián Valle, pintor y escultor español.
- 31 de mayo: 
  - Vilma Díaz, cantante colombiana de cumbia, balada-pop, vallenato, música tropical y música cristiana.
  - Filiberto Fandiño, tenor lírico venezolano.
  - Fernando Torrico, cantante y músico boliviano.

### Junio
- 1 de junio: 
  - Yevgueni Erastov, poeta ruso.
  - Mike Joyce, baterista británico.
- 2 de junio: 
  - Ane Gabarain, actriz española.
  - Per Arne Glorvigen, músico y compositor noruego.
  - Pepe Viyuela, actor español.
  - Edson Zampronha, compositor musical brasileño.

- 4 de junio: 

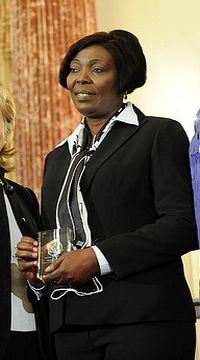
Sonia Pierre

  - Elvia Ardalani, escritora, poetisa y narradora mexicana.
  - Deniz Gamze Ergüven, directora de cine turco-francesa.
  - Milton Guedes, cantante y compositor multinstrumentista.
  - Sonia Pierre, activista y defensora de los derechos humanos dominicana (f. 2011).
- 5 de junio: Ana Esperanza Franco-Molano, micóloga, y taxónoma colombiana.
- 6 de junio: 
  - Federico Andahazi, escritor argentino.
  - Gustavo de Arístegui, diplomático y político español.
  - Jason Isaacs, actor británico.
- 7 de junio: Roberto Alagna, tenor francés.
- 8 de junio: 
  - Leopoldo Brizuela, escritor argentino (f. 2019).
  - Nicolás Frías, actor y director de doblaje argentino.

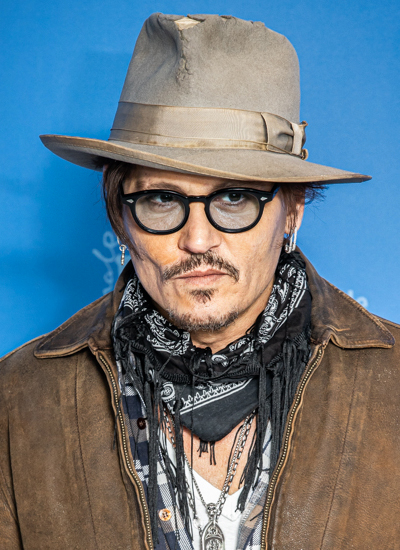
Johnny Depp

- 9 de junio: Johnny Depp, actor estadounidense.
- 10 de junio: 
  - Enrique Abargues Morán, solista de fagot español.
  - Hugo Foigelman, músico y compositor argentino.
  - Nadia Hasnaoui, presentadora de televisión noruega.
  - Jeanne Tripplehorn, actriz estadounidense.
- 11 de junio: Britta Phillips, actriz de doblaje, cantautora, música, productora de discos y actriz estadounidense.
- 12 de junio: 
  - Juan María Calles Moreno, poeta y ensayista español, profesor de lengua y literatura española.
  - Mari Pau Domínguez, periodista y escritora española.
  - Javier Latorre, bailaor, bailarín y coreógrafo español.
- 13 de junio: 
  - Bettina Bunge, tenista alemana.
  - Sarah Connolly, mezzosoprano británica.
  - Alaska (Olvido Gara), cantante, actriz y empresaria española nacida en México.

- 14 de junio: 

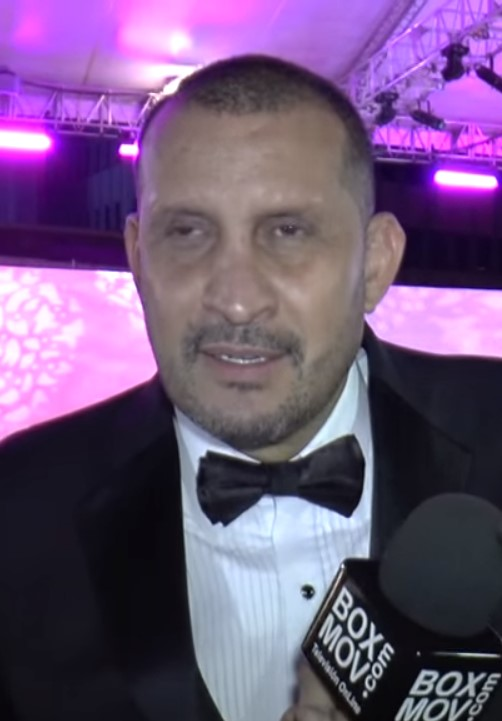
Fernando Solórzano

  - Jesús Méndez, beisbolista venezolano.
  - Fernando Solórzano, actor colombiano.
- 15 de junio: 
  - Christophe Barratier, cineasta, guionista y músico francés.
  - Helen Hunt, actriz y cineasta estadounidense.
  - Greg Kinnear, actor estadounidense.
  - Yuri Ortuño, cantante y compositor boliviano de folclore y música andina.
  - Joaquín Otero, político español.
  - JÍgor Paklin, atleta kirguí y soviético, especialista en salto de altura.
  - Blanca Portillo, actriz española.
  - Lourdes Valera, actriz venezolana.
  - Ana Varela Tafur, poeta peruana.
- 17 de junio: 
  - Christophe Barratier, productor de cine, cineasta, guionista, director de teatro, actor, guitarrista y letrista francés.
  - Daniel Écija, productor y director de televisión español.
  - Greg Kinnear, actor estadounidense.
- 18 de junio: Jeff Mills, músico y deejay de música techno estadounidense.

- 19 de junio: 

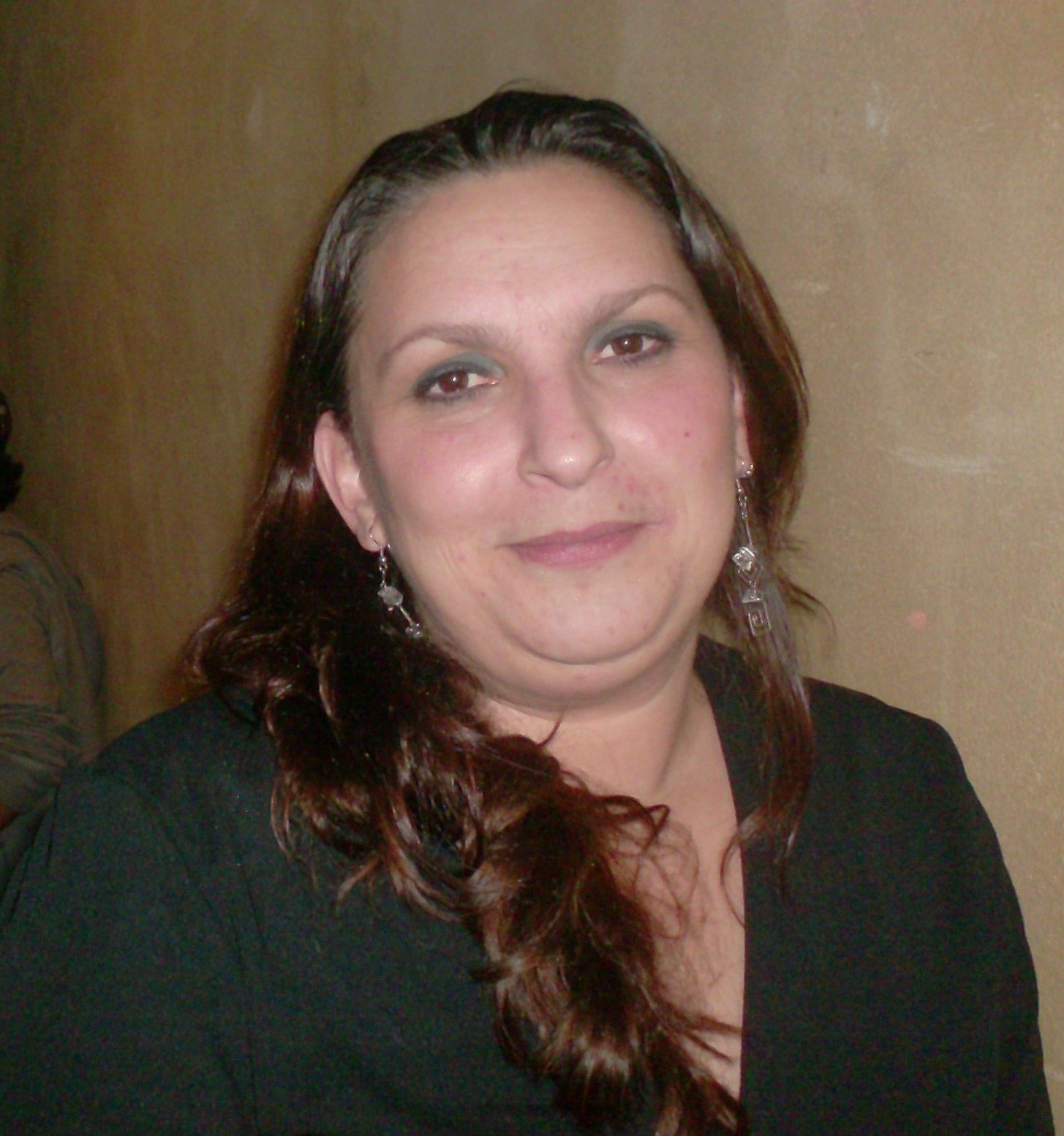
Katia Cardenal

  - Fernando Barrientos, cantante de rock y de folclore argentino.
  - Katia Cardenal, cantautora nicaragüense/noruega.
  - Claudia Hernández de Valle Arizpe, poeta y ensayista mexicana.
- 20 de junio: 
  - Amir Derakh, músico y productor discográfico estadounidense de origen persa.
  - Ales Furundarena, actor español.
- 21 de junio: 
  - Gōshō Aoyama, escritor de manga y dibujante japonés.
  - Dario Marianelli, compositor italiano de música para piano, orquesta y bandas sonoras de cine.
  - Guille Martín, guitarrista de rock español (f. 2006).
  - Sara de la Rica Goiricelaya, economista española.
- 22 de junio: Randy Couture, peleador de artes marciales mixtas y de lucha grecorromana y actor estadounidense.
- 23 de junio: 
  - Astrid Carolina Herrera, actriz, modelo, locutora venezolana y Miss Mundo 1984.
  - Alexéi Varlámov, pintora realista española.
  - Paula Varona, filólogo y escritor ruso.
- 24 de junio: 
  - Antonio Montero Vázquez, periodista español.
  - Benedetta Tagliabue, arquitecta italiana.

- 25 de junio: 

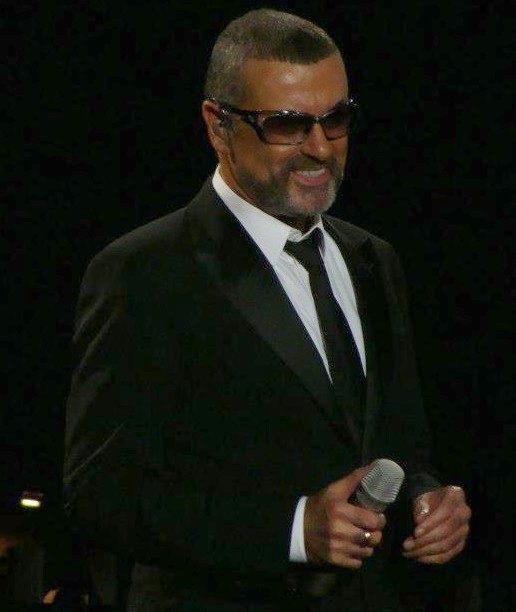
George Michael

  - George Michael, cantante británico (f. 2016).
  - Ricardo Mendoza "El Coyote", actor y comediante mexicano.
- 26 de junio: 
  - Richard Garfield, profesor de matemáticas y diseñador de juegos estadounidense.
  - Emilio Ruiz Barrachina, poeta, escritor y director de cine español.
- 27 de junio: Inva Mula, soprano lírica albanesa.
- 28 de junio: 
  - Chuck Prophet, cantautor, guitarrista y productor discográfico estadounidense.
  - Tierney Sutton, cantante de jazz estadounidense.
- 29 de junio: 
  - Héctor Buitrago, músico y activista colombiano.
  - Rubén Ferrero, pianista, compositor, director musical, docente e investigador étnico argentino.
  - Ulises Toirac, actor, director, humorista y guionista cubano.
- 30 de junio: 
  - Olga Brýzguina, atleta rusa especialista en 400 metros lisos.
  - Joan Carling, activista y ambientalista filipina indígena de derechos humanos que ha defendido a los pueblos nativos.
  - Rupert Graves, actor británico.
  - Yngwie J. Malmsteen, guitarrista y compositor sueco.
  - Marta Robles, periodista y escritora española.

### Julio
- 1 de julio: Ed Lu, físico estadounidense, astronauta de la NASA.
- 2 de julio: 
  - Mark Kermode, escritor, crítico cinematográfico y músico británico.
  - Pepa Villalba, cantante española (f. 2017).
- 3 de julio: Marcia Saborío, actriz, comediante y humorista costarricense.

- 4 de julio: 

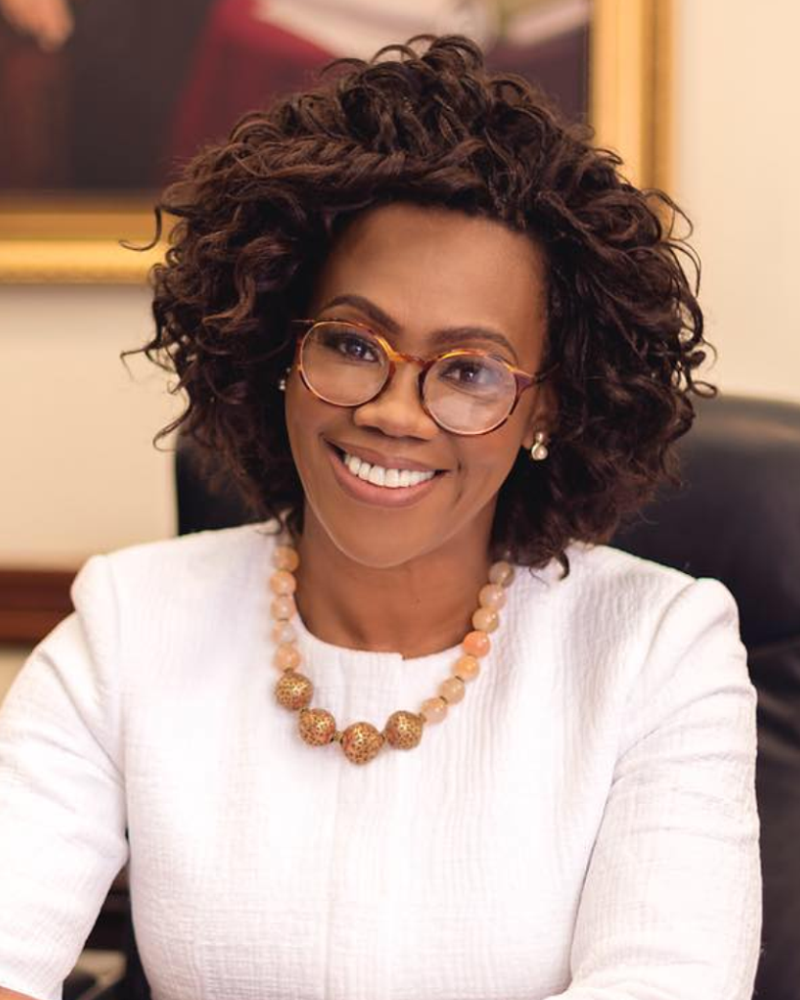
Epsy Campbell Barr

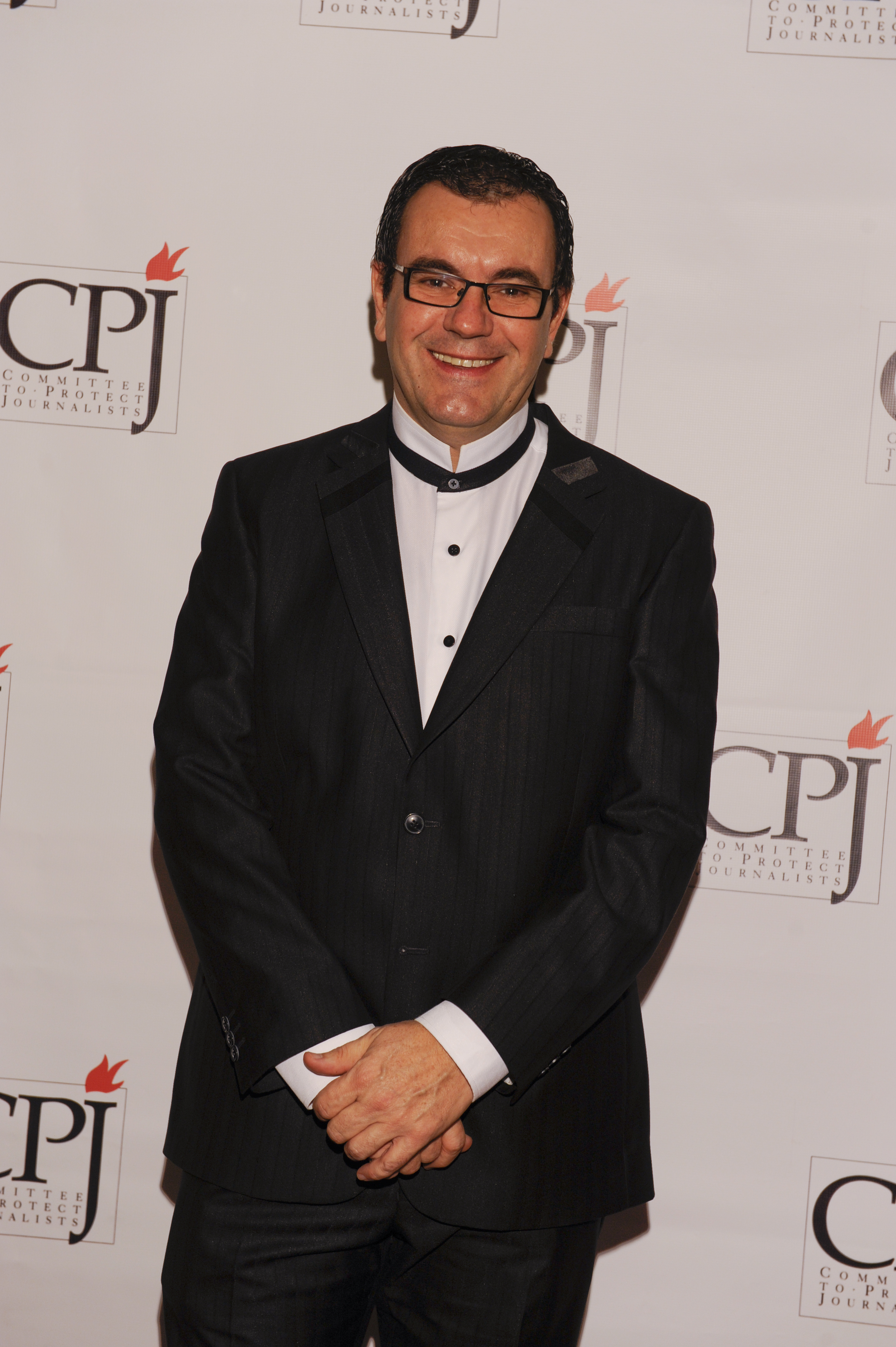
Laureano Márquez

  - Epsy Campbell Barr, política, economista y activista por los derechos humanos costarricense.
  - Laureano Márquez, actor, humorista y escritor venezolano.
  - Elisabetta Pierazzo,experta en ciencias planetarias italiana y estadounidense.
- 5 de julio: 
  - Edie Falco, actriz estadounidense.
  - Manuel Tallafé, actor español.
- 6 de julio: Yolanda Arrieta, escritora española.
- 7 de julio: 
  - Vonda Shepard, cantante, pianista, compositora y actriz estadounidense.
  - Nora Veiras, periodista argentina especializada en educación.
- 8 de julio: 
  - Michael Cuesta, director estadounidense de cine y televisión.
  - Patricia Pepping, conocida como Patsy actriz y cantante mexicana.
- 9 de julio: Olav Fernández, artista polifacético español.
- 10 de julio: 
  - Marco de Brix, cantante paraguayo (f. 2009).
  - Vicente Vallés, periodista español.
- 11 de julio: 
  - José Carlos Carmona, escritor, director de orquesta y profesor universitario español.
  - Plácido Micó, político ecuatoguineano.
- 12 de julio: Miguel Ángel Soto Arenas, botánico mexicano.
- 13 de julio: Kenny Johnson, actor estadounidense.
- 14 de julio: 
  - Miriam García Pascual, escaladora, montañista y escritora española (f. 1990).
  - Rolando Maran, futbolista y entrenador italiano.
  - Víctor Rodríguez Rescia, jurista experto en derechos humanos y derecho internacional costarricense.
  - Tammy Terrell, víctima de asesinato estadounidense (f. 1980)
- 15 de julio: 
  - Brigitte Nielsen, modelo y actrìz danesa.
  - Noriko Uemura, seiyū japonesa.
- 16 de julio: 
  - Phoebe Cates, actriz estadounidense.
  - Ernesto Díaz Correa, periodista y relator chileno.
- 17 de julio: 
  - Regina Belle, cantante de soul y urban estadounidense.
  - Kim Shattuck, cantante, música y compositora estadounidense (f. 2019).
- 18 de julio: 
  - Rodrigo Fresán, escritor, traductor y periodista argentino.
  - Martín Torrijos Espino, presidente panameño.

- 20 de julio: 

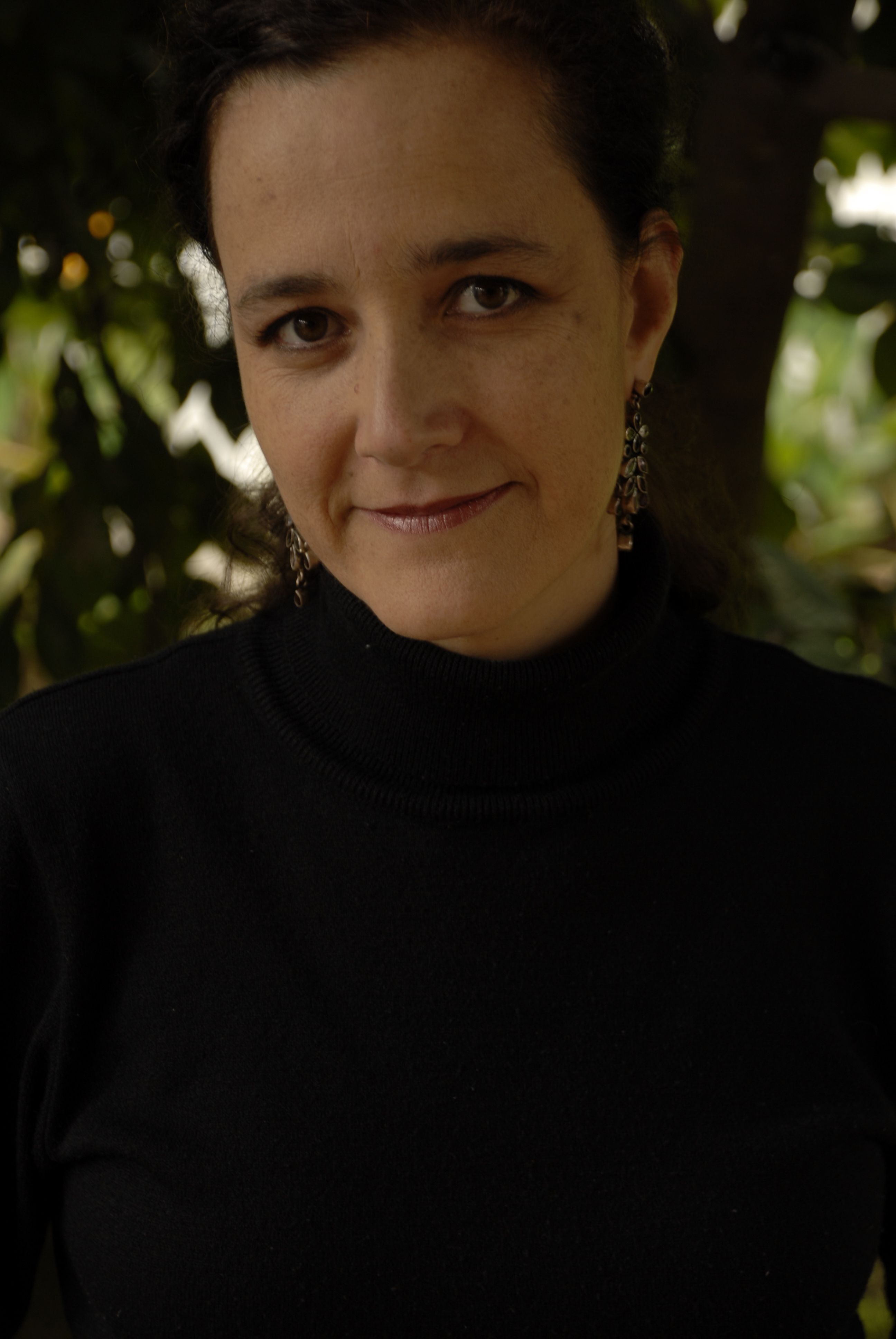
Margarita Laso

  - Ciruelo Cabral, artista argentino del rubro fantástico, especializado en dragones.
  - Paula Ivan, atleta rumana.
  - Margarita Laso, cantante, escritora y productora ecuatoriana.
  - Luis Bernardo Oyarzún, artista visual chileno.
  - Frank Whaley, actor de cine y televisión estadounidense.
- 21 de julio: Dorce Gamalama, presentadora, cantante y actriz indonesia (f. 2022).

- 22 de julio: 

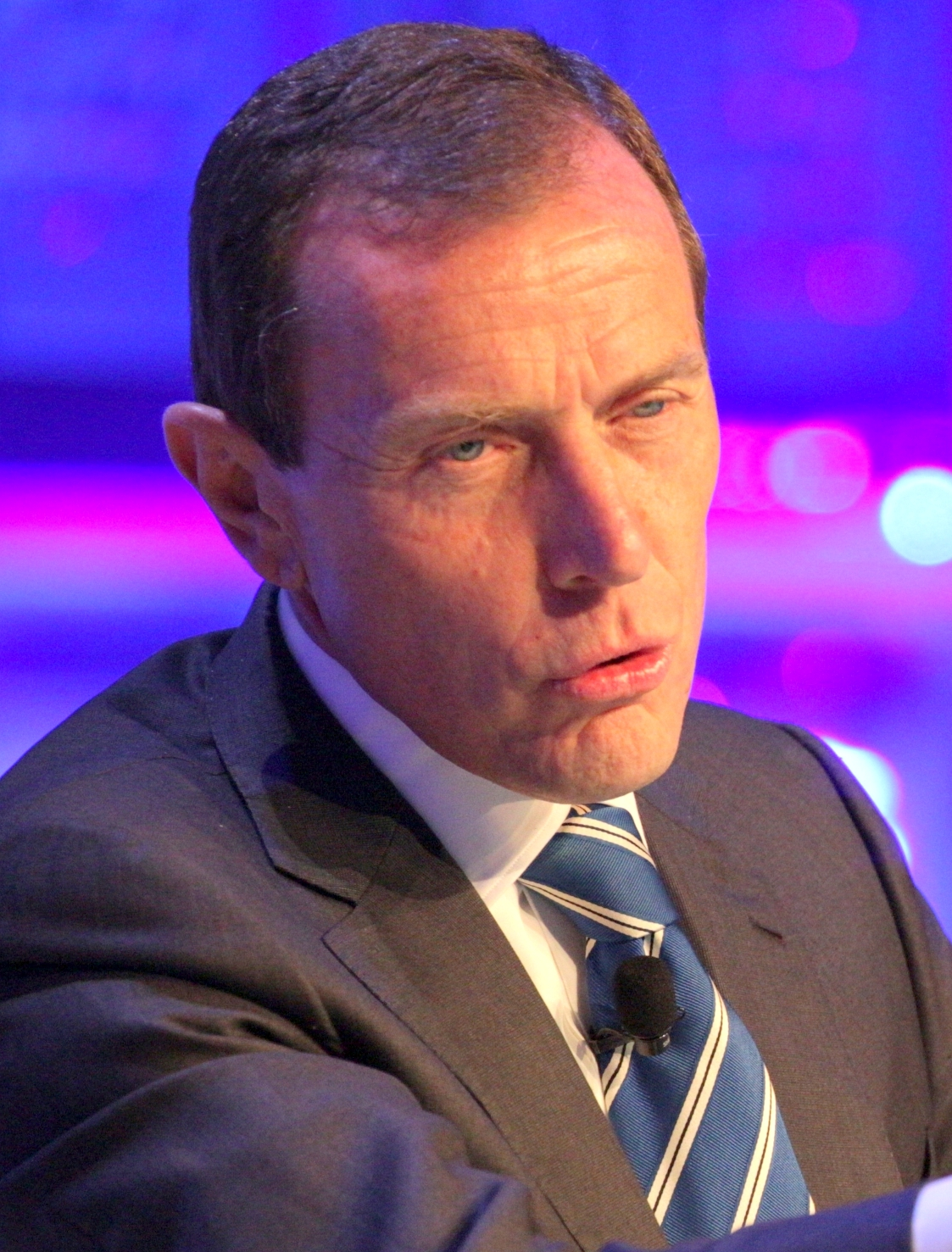
Emilio Butragueño

  - Emilio Butragueño, futbolista español.
  - Joanna Going, actriz estadounidense de cine y televisión.
  - Olivier Gourmet, actor de cine y televisión belga.
- 23 de julio: 
  - Renato Borghetti, acordeonista y folclorista brasileño.
  - María Elena Saldaña, actriz, comediante y política mexicana.
- 24 de julio: Karl Malone, jugador estadounidense de baloncesto.
- 25 de julio: 
  - Leonardo, cantante brasileño, del dúo Leandro & Leonardo.
  - Cristina Torres, actriz española.

- 26 de julio: 

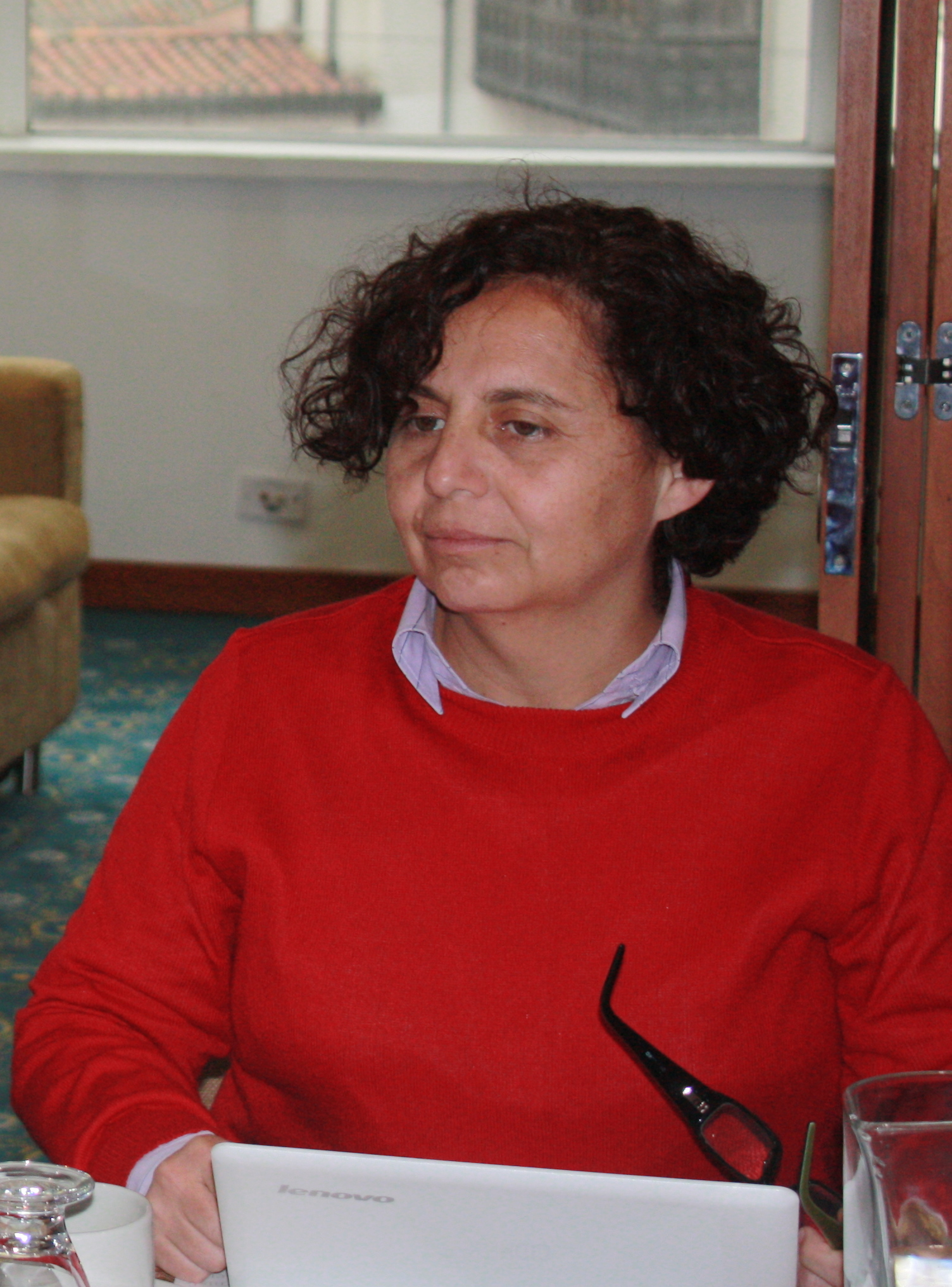
Susel Paredes

  - Anna Bosch, periodista y corresponsal española.
  - Javier Caldas, productor y director de cine español.
  - Susel Paredes, abogada, activista LGBT+, política y actriz peruana..
- 27 de julio: Amal Bedjaoui, realizadora, guionista, documentalista y productora argelina de cine.
- 28 de julio: 
  - Silvia Martínez Cassina, periodista argentina.
  - María Pagés, coreógrafa de flamenco española.
- 29 de julio: 
  - Daniel Mojon, oftalmólogo y cirujano oftálmico suizo.
  - Álamo Pérez-Luna, presentador y periodista peruano.
  - Fernando Simón, médico epidemiólogo español.
  - Chanoch Nissany, piloto de automovilismo israelí.
- 30 de julio: 
  - Javier Corcobado, músico español.
  - Maité Díaz González, artista cubana.
  - Lisa Kudrow, actriz estadounidense.
  - Chris Mullin, jugador estadounidense de baloncesto.

- 31 de julio: 

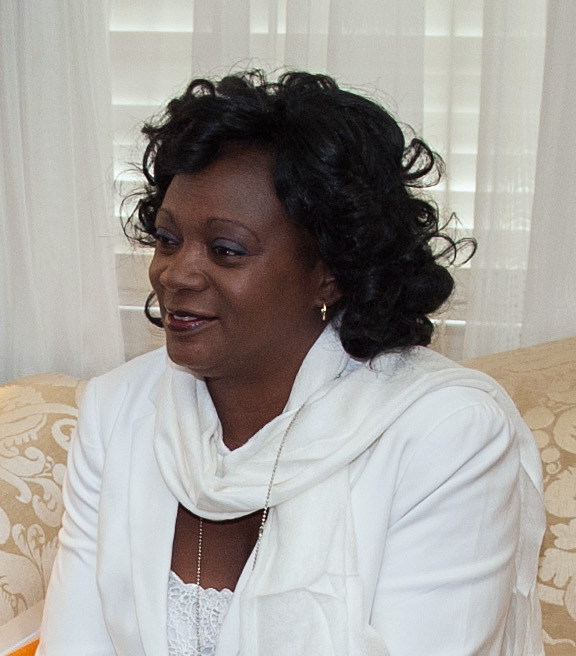
Berta Soler

  - Fatboy Slim (Quentin Leo Cook), DJ británico.
  - Berta Soler, activista cubana.

### Agosto
- 1 de agosto: 
  - Demián Bichir, actor mexicano.

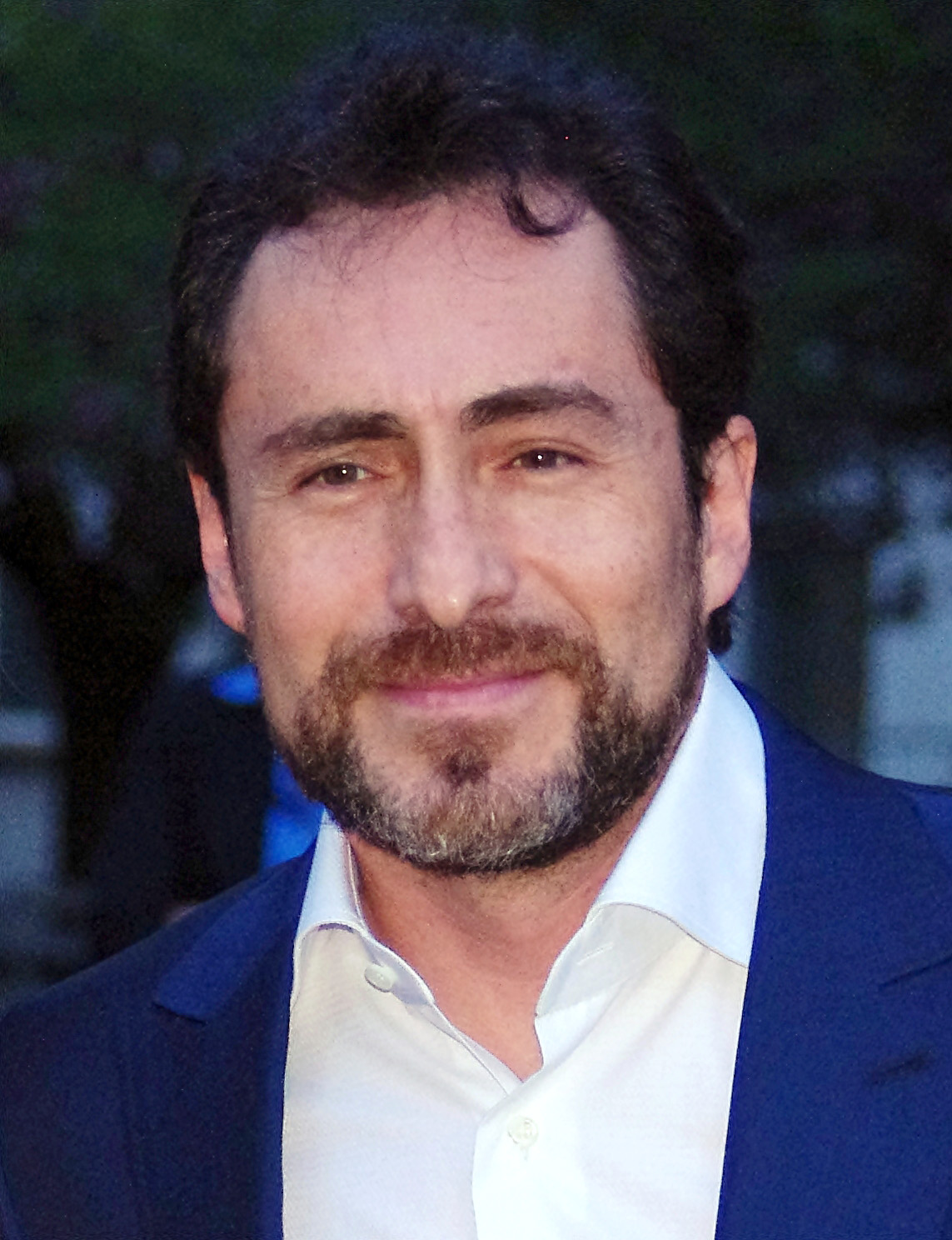
Demián Bichir

  - Luz María Bobadilla, guitarrista paraguaya.
  - Coolio, rapero estadounidense (f. 2022).
  - María Gabriela Epumer, guitarrista y cantautora argentina de rock (f. 2003).
  - John Carroll Lynch, actor estadounidense.

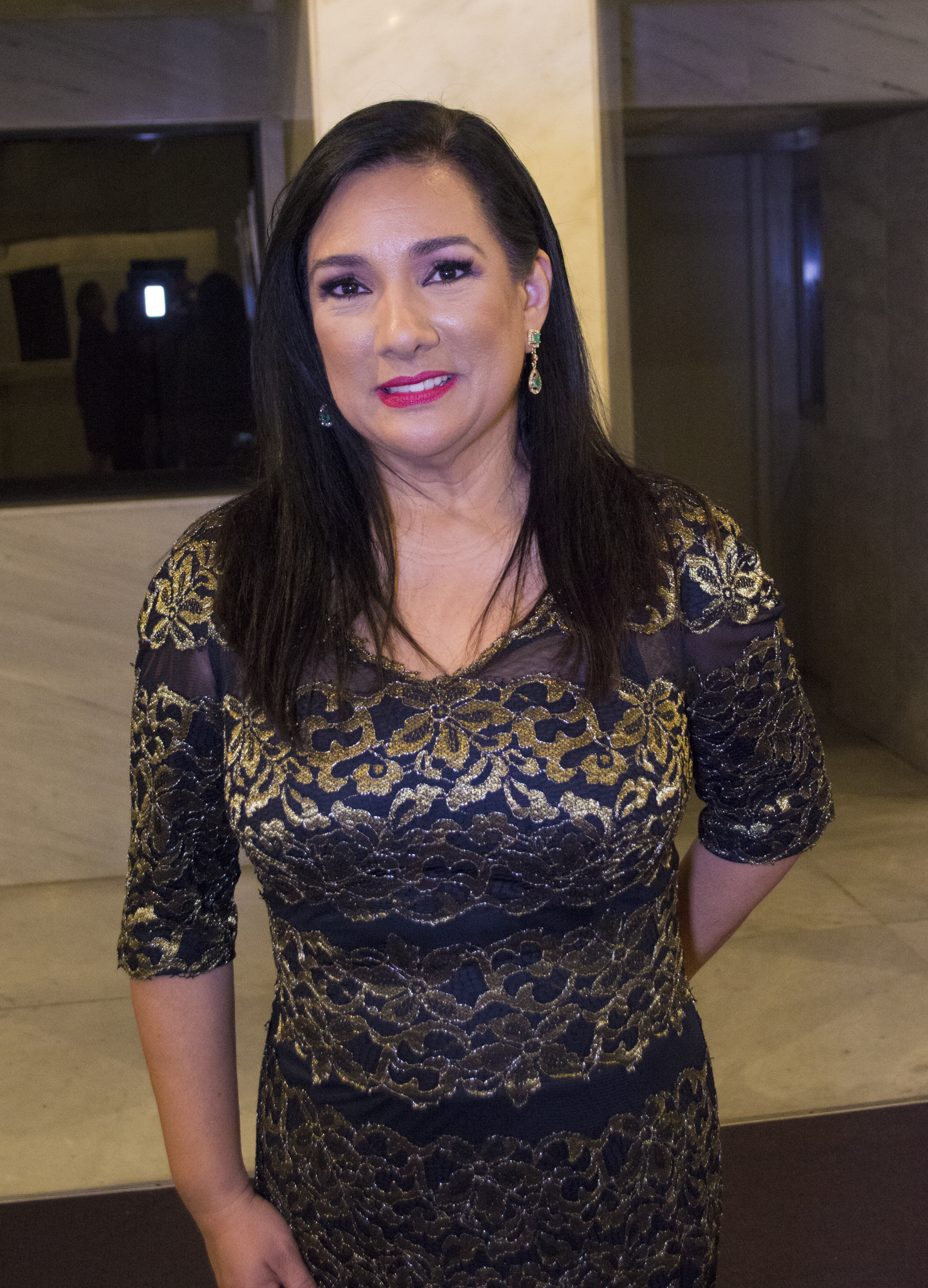
Tania Tinoco

- 2 de agosto: Tania Tinoco, presentadora de noticias ecuatoriana. (f. 2022).
- 3 de agosto: 
  - James Hetfield, músico estadounidense, de la banda Metallica.
  - Graham Arnold, futbolista y entrenador australiano.
  - Giovanni Francini, futbolista italiano.
  - Isaiah Washington, actor estadounidense y sierraleonés.
- 4 de agosto: Elvis Amoroso, político venezolano.
- 5 de agosto: 
  - Amy Camacho, empresaria, activista, ambientalista y funcionaria pública mexicana (f. 2020).
  - Claudio Reyes Rubio, director mexicano de cine y televisión.
- 6 de agosto: 
  - Xurxo Borrazás, escritor y traductor español.
  - Tomoyuki Dan, actor y seiyū japonés (f. 2013).
  - Juan Manuel Lara, actor de teatro, cine y televisión español.
- 7 de agosto:
  - Osvaldo Bazán, periodista argentino.
  - Miroslava Breach, periodista mexicana (f. 2017).
  - Nicandro Díaz González, productor de televisión mexicano de telenovelas (f.2024).
  - Harold Perrineau, actor estadounidense.
  - Ana de Roque, periodista española especializada en información meteorológica.
- 8 de agosto: 
  - Enrique Coperías Jiménez, periodista científico y escritor español.
  - Danilo Coppe, comunicador científico y autor televisivo italiano.
  - Emmanuelle Debever, actriz francesa (f. 2023).
  - Emi Shinohara, actriz de voz y cantante japonesa (f. 2024).
  - Gabriel Grüner, periodista italiano (f. 1999) de padres austríacos. Soldados yugoslavos lo asesinarán junto al periodista alemán Volker Krämer (1943‑1999) y al traductor yugoslavo Senol Alit, cuando estaban buscando fosas comunes, mientras supuestamente eran protegidos por las fuerzas invasoras de la OTAN.
  - Hur Jin-ho, director y guionista surcoreano.
  - Ron Karkovice, beisbolista y mánager estadounidense.
  - Ola-dele Kuku, arquitecto y artista nigeriano.
  - Igor Lapšin, saltador triple bielorruso.
  - Carol Lewis, saltadora de longitud estadounidense.
  - Salvino Marinelli, futbolista belga.
  - Ron Mattes, jugador estadounidense de fútbol americano.
  - Rika Fukami, actriz de voz y cantante japonesa.[2]
  - Jon Turteltaub, cineasta, productor de cine, productor de televisión y guionista estadounidense.
  - Stephen Walkom, jugador de hockey sobre hielo, árbitro y entrenador canadiense.
  - Jon Turteltaub, director y productor estadounidense.
  - Stephen Walkom, jugador de hockey sobre hielo, árbitro y entrenador canadiense.
- 9 de agosto: Whitney Houston

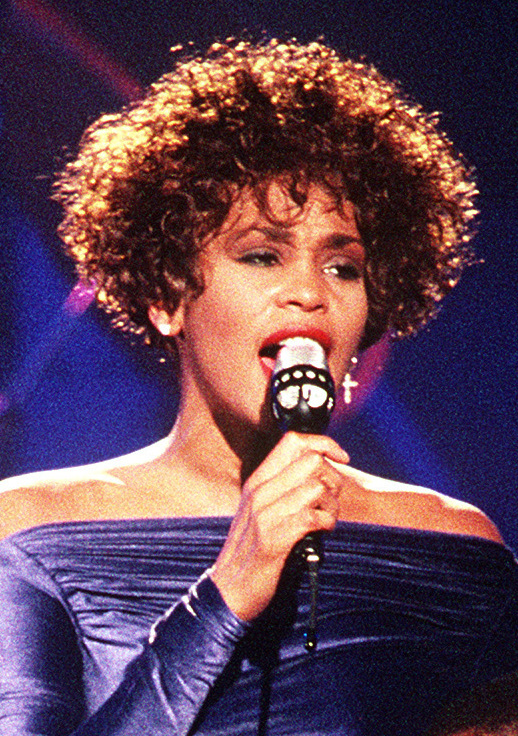
Whitney Houston

  - Whitney Houston, cantante y actriz estadounidense (f. 2012).
  - Alejandro Jadad, filósofo, autor, médico e innovador colombo-canadiense.
  - Kintto Lucas, escritor, periodista y político uruguayo-ecuatoriano.
  - Manuela Machado, atleta portuguesa especializada en maratón.
  - Domingo Quiñones, cantante puertorriqueño.
  - Ernesto Tenembaum, periodista, psicólogo, escritor y presentador de radio y televisión argentino.

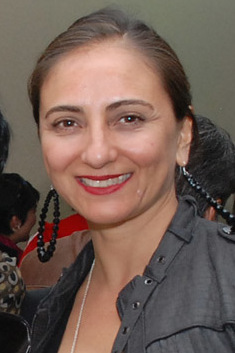
Ximena Rivas

- 12 de agosto: Ximena Rivas, actriz chilena, de teatro, cine y televisión.
- 13 de agosto: Raúl Gatica Bautista, escritor mexicano de origen mixteco.
- 14 de agosto:
  - Emmanuelle Béart, actriz francesa.
  - Pablo Squella, atleta y periodista chileno.
  - Eduardo Clavero, baloncestista español.
  - Mike Williams, baloncestista estadounidense.
  - José Cóceres, golfista argentino.
  - Karen Karapetyan, político armenio.

- 15 de agosto: 

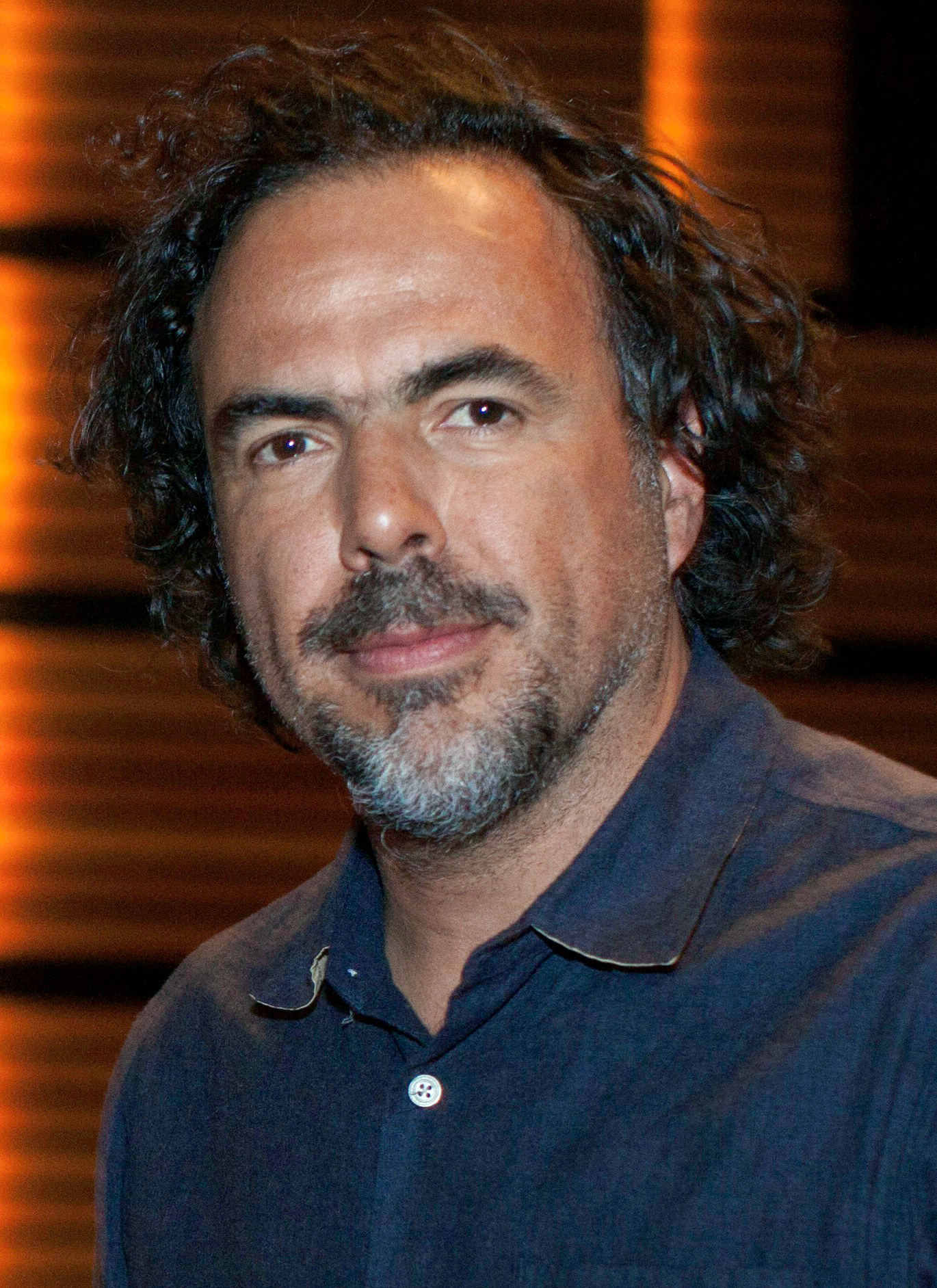
Alejandro González Iñárritu

  - Alejandro González Iñárritu, cineasta, guionista, productor, locutor y compositor mexicano.
  - Valeri Levonevski, activista bielorruso política y social, empresario, expreso político.

- 16 de agosto: 

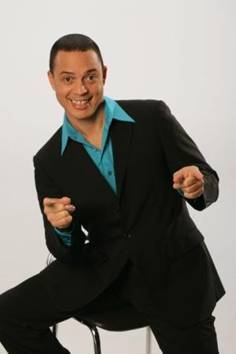
Alexis Valdés

  - Christine Cavanaugh, actriz de voz estadounidense (f. 2014).
  - Silvia de Jesus Maya, líder y activista mexicano por los derechos del pueblo Mazahua.
  - Joseph Griffin, actor de cine y televisión estadounidense.
  - Alexis Valdés, actor, cineasta, humorista, guionista, monologuista, productor, poeta, compositor e intérprete cubano.
- 17 de agosto, Maritza Martén, atleta cubana especialista en lanzamiento de disco.
- 18 de agosto:
  - Rebecca Bardoux, actriz pornográfica estadounidense.
  - Luiz Mattar, tenista brasileño.
  - Heino Ferch, actor alemán.
  - Damián Flores Llanos, pintor e ilustrador español.
  - Mara Lakić, baloncestista bosnia.
  - Jim Les, baloncestista estadounidense.
  - Han Yaqin, remera china.
- 19 de agosto: 
  - Patxi Alonso, periodista español.
  - Matthew Glave, actor de televisión y cine estadounidense.
  - Marcos Palmeira, actor brasileño.
  - Hector Pieterson, estudiante sudafricano víctima del apartheid (f. 1976).
  - Joey Tempest, compositor y vocalista sueco, de la banda Europe.
  - John Stamos, actor estadounidense.
  - Marcelo Villegas, periodista y cantautor argentino.
- 20 de agosto: Riccardo Ferri, futbolista Y entrenador italiano.
- 21 de agosto: 
  - Miguel Ángel Cilleros, oficial mecánico-electricista y líder sindicalista español.
  - Mohamed VI de Marruecos, rey de Marruecos.
  - Nelly Moreno, actriz y modelo colombiana.

- 22 de agosto: 

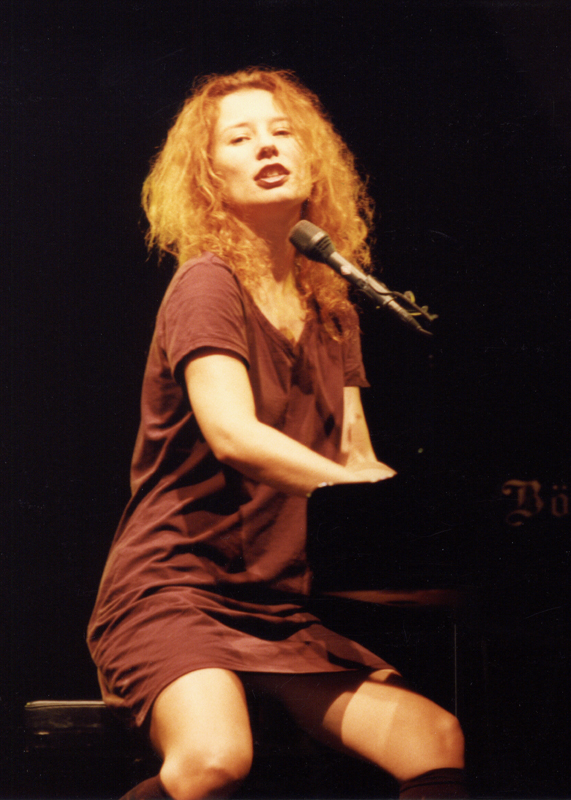
Tori Amos

  - Tori Amos, pianista y cantautora estadounidense de rock.
  - Cayetano Cornet, deportista español que compitió en atletismo.
  - Jorge Fiz Castro, deportista cubano que compitió en judo.
  - José Mateos, escritor, pintor y editor, español.
- 23 de agosto: 
  - Park Chan-wook, director, guionista y productor de cine surcoreano.
  - Laura Flores, actriz, cantante y conductora mexicana.
  - Glória Pires, actriz brasileña.
- 24 de agosto: 
  - Yrsa Sigurðardóttir, escritora islandesa.
  - Janet Toro, artista visual y performista chilena.
  - Kirk Wise, director de animación estadounidense.
- 25 de agosto: Roberto Mussi, futbolista y entrenador italiano.
- 26 de agosto: 
  - Karmele Aranburu, actriz y cantante española.
  - Alekséi Kitaev, profesor ruso-estadounidense de física.
  - Julio Sabala, comediante, cantante y actor dominicano.
- 28 de agosto: Dani Patarra, periodista, guionista y actriz brasileña.
- 29 de agosto: 
  - Elizabeth Fraser, cantante, compositora y música británica.
  - Rosa María Palacios, abogada y periodista peruana.
  - Belinda Washington, actriz, presentadora de televisión y cantante hispánico-británica.
- 30 de agosto: 
  - Michael Chiklis, actor estadounidense.
  - Miguel Ferrari, actor y director de cine y televisión venezolano.
  - Paul Oakenfold, productor de música electrónica británico.
  - Ramón Torrecillas San Millán, físico español.
  - Caonex Peguero Camilo, actor estadounidense.
- 31 de agosto: 
  - Juan José Alba, ingeniero de transportes español.
  - Kristina Lilley, actriz colombo-estadounidense.

### Septiembre
- 1 de septiembre: 
  - Almudena Ariza, periodista, presentadora y corresponsal española.
  - Berta Cáccamo, pintora abstracta española (f. 2018).
  - Fernando de Prado, historiador, escritor y conferenciante español.
  - Carlos Rodrigues Gesualdi, escritor argentino.
  - Darío Volonté, tenor lírico argentino.
- 2 de septiembre: 
  - Juan Carlos Ablanedo, futbolista español.
  - Arístides Esteban Hernández Guerrero, caricaturista, ilustrador y pintor cubano, apodado Ares.
- 3 de septiembre: 
  - Malcolm Gladwell, periodista, escritor y sociólogo canadiense.
  - Holt McCallany, actor, guionista y productor estadounidense.
  - Teresa Viejo, periodista y escritora española y embajadora de buena voluntad de UNICEF.

- 4 de septiembre: 

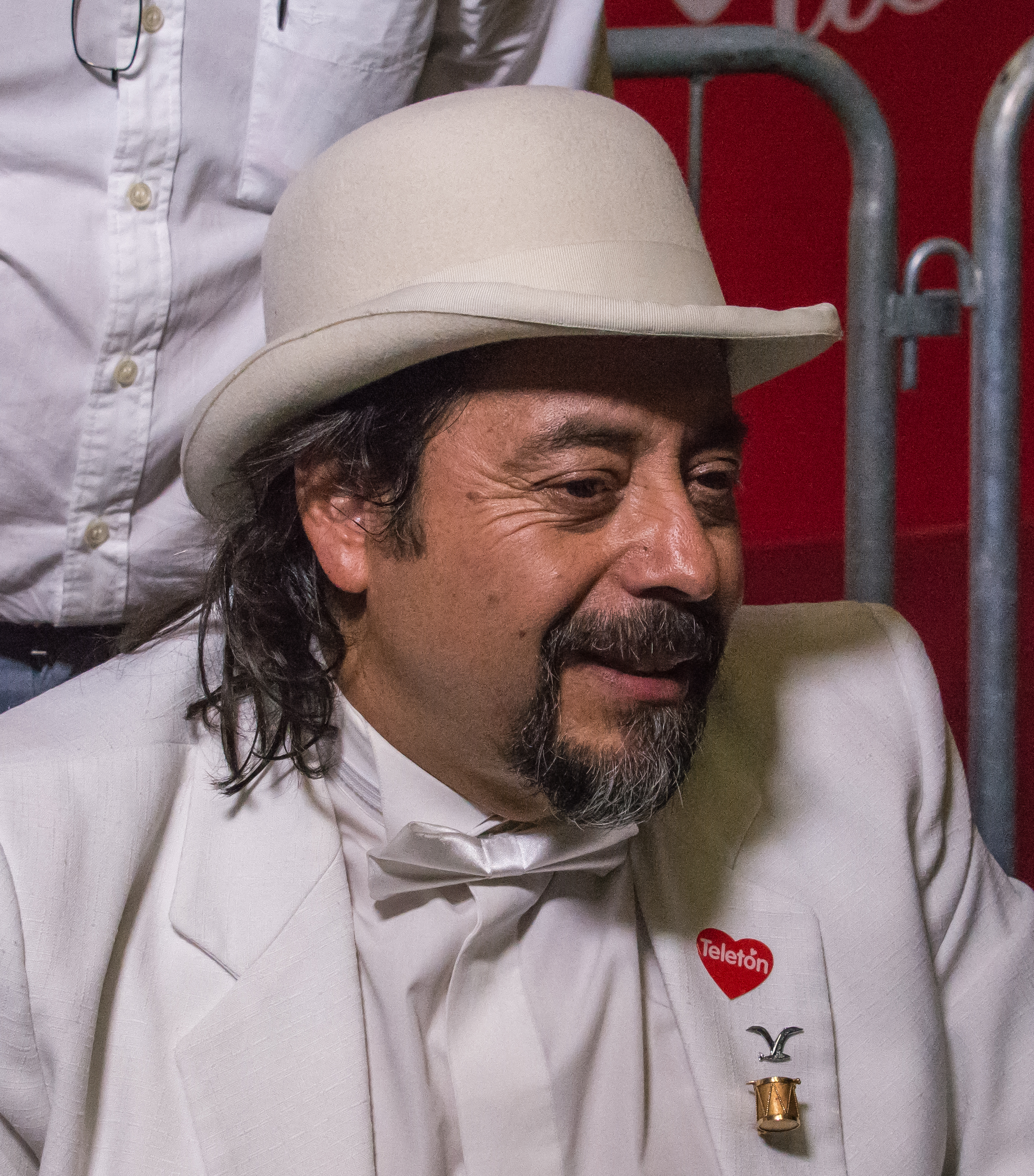
Bombo Fica

  - Marcos Carnevale, director, productor, guionista y actor argentino.
  - Bombo Fica, humorista chileno.
- 5 de septiembre: 
  - John Alderete, músico estadounidense de ascendencia mexicana.
  - Roberto Herrera, bailarín, coreografo y maestro de danza de origen argentino.
  - Taki Inoue, piloto de automovilismo japonés.
  - Ana María Martínez de la Escalera, filósofa uruguaya naturalizada mexicana.

- 6 de septiembre: 
  - Álex Bueno, cantante dominicano.
  - Josu Jon Imaz, político español.

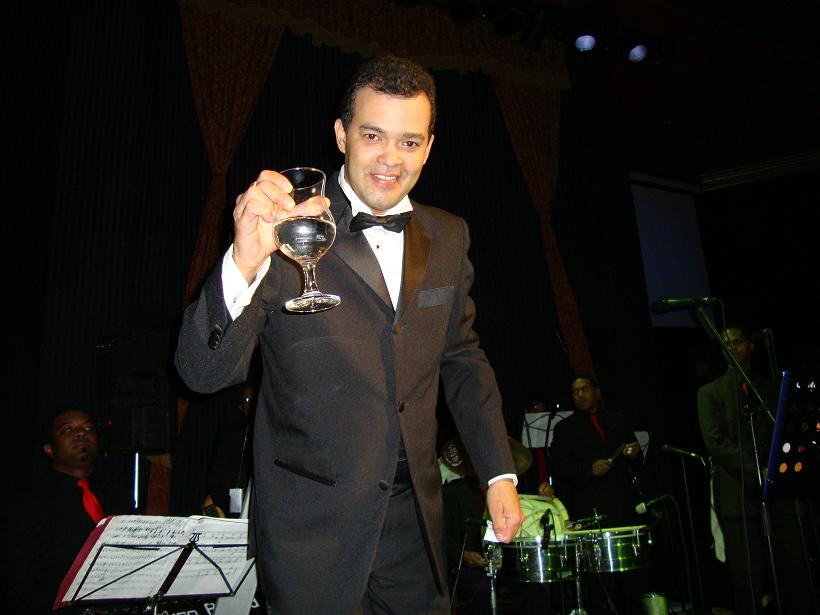
Álex Bueno

  - Betsy Russell, actriz estadounidense.
  - Elizabeth Vargas, periodista y presentadora de televisión estadounidense de origen puertorriqueño.

- 7 de septiembre: 

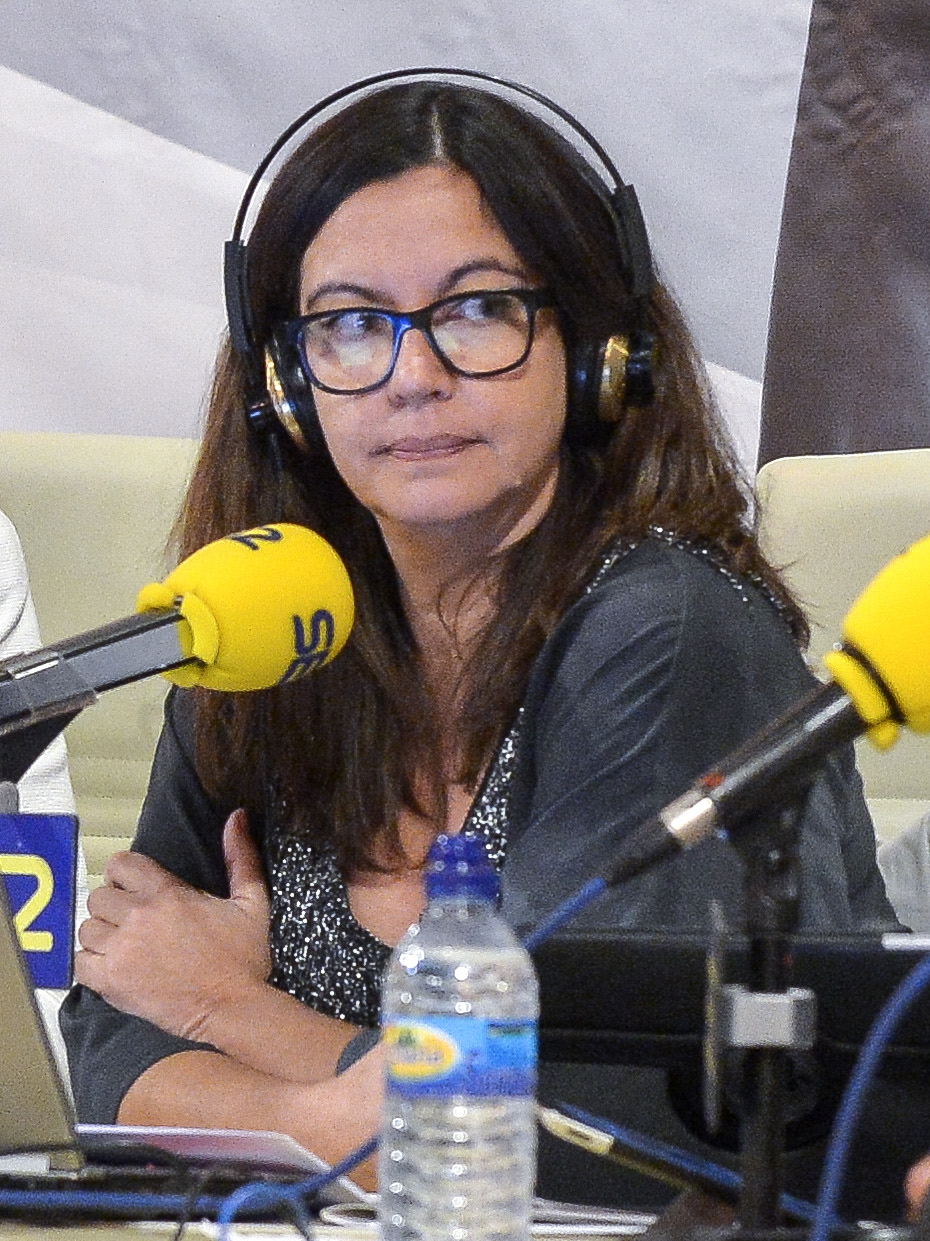
Àngels Barceló

  - Àngels Barceló, presentadora y locutora española.
  - Neerja Bhanot, modelo y azafata de vuelo paquistaní (f. 1986).
  - Regina Martínez, periodista mexicana (f. 2012).
  - Gabriel Traversari, actor estadounidense- nicaragüense, director de televisión, escritor, cantante, compositor, pintor y fotógrafo.
- 8 de septiembre: 
  - Juan López de Uralde,  activista y político ecologista español.
  - Aimee Mann,cantautora estadounidense.
  - Brad Silberling, director de cine y televisión estadounidense.
  - María Vargas, futbolista, entrenadora y directora deportiva de fútbol española.
- 9 de septiembre: 
  - Roberto Donadoni, futbolista y entrenador italiano.
  - Amaury Gutiérrez, cantautor cubano.
- 10 de septiembre: Marian Keyes, novelista irlandesa.
- 11 de septiembre: 
  - Gabriela Goldsmith, actriz mexicana.
  - Marco Baroni, futbolista y entrenador italiano.
- 12 de septiembre: 
  - Fidel Antonio Orta, escritor, poeta, narrador, ensayista y guionista de cine cubano.
  - Jochy Hernández, merenguero dominicano (f. 1994).
- 13 de septiembre: 
  - Txaro Arrazola, artista multidisciplinar española.
  - Ana García Lozano, periodista y presentadora española.
  - Naief Yehya, periodista, escritor y crítico cultural mexicano.
- 14 de septiembre: Fukuyama Yoshiki, guitarrista, cantante y compositor japonés.
- 15 de septiembre: 
  - Detlef Lohse, físico alemán.
  - Gabriela Rivero, actriz y cantante mexicana.
- 16 de septiembre: 
  - Atish Dabholkar, físico teórico indio.
  - Rafael Reig, novelista y crítico literario español.
- 17 de septiembre: 
  - Pako Aristi, escritor y periodista español.
  - Jeff Ballard, baterista estadounidense.
  - Olga Burova, atleta rusa.
  - Benito Cabrera, músico español.
  - Ana Luisa Cid Fernández, ufóloga mexicana.
  - Francis Françoise, actor, comediante, transformista y activista por los derechos LGTB chileno (f. 2014).
  - Yuji Keigoshi, futbolista japonés.
  - Lola Robles, escritora española.
  - Rami Saari, poeta israelí.
  - Benito Sánchez, futbolista español.
  - Pedro Xavier Solís Cuadra, poeta, académico, crítico, ensayista, narrador e investigador nicaragüense.
  - Nicolás Navarro Castro, futbolista mexicano.
  - Yao Amani, futbolista marfileño.
- 18 de septiembre: 
  - Christopher Heyerdahl, actor canadiense de teatro, cine y televisión.
  - Mauricio Navas, guionista, director y libretista colombiano.
  - Fabiola Posada, actriz y humorista colombiana (f. 2024).
  - Dan Povenmire, cineasta, productor de cine, televisión y voz de Dr. Heinz Doofenshmirtz en Phineas y Ferb.
  - John Powell, compositor de música cinematográfica británico.
- 19 de septiembre: 
  - Jarvis Cocker, músico británico.
  - Voro López, filólogo español.
  - Alexandra Silk, actriz pornográfica y modelo erótica estadounidense.
  - David Seaman, futbolista británico.
  - Ingrid Wildi Merino, artista visual, curadora y catedrática chileno-suiza.
- 20 de septiembre: 
  - Ibrahim El-Batout, director y productor de cine egipcio.
  - Hugo Fernández Panconi, músico, guitarrista, autor, compositor y escritor argentino.
- 21 de septiembre: 
  - Fernando Albizu, actor español.
  - Yolanda Mazkiaran, documentalista española.
  - Angus McFadyen, actor británico.
- 22 de septiembre: Cristina Masoller, física uruguaya.
- 23 de septiembre: 
  - Sonia Martínez, actriz y presentadora española (f. 1994).
  - Clémentine, cantante y cantautora francesa.

- 24 de septiembre: 

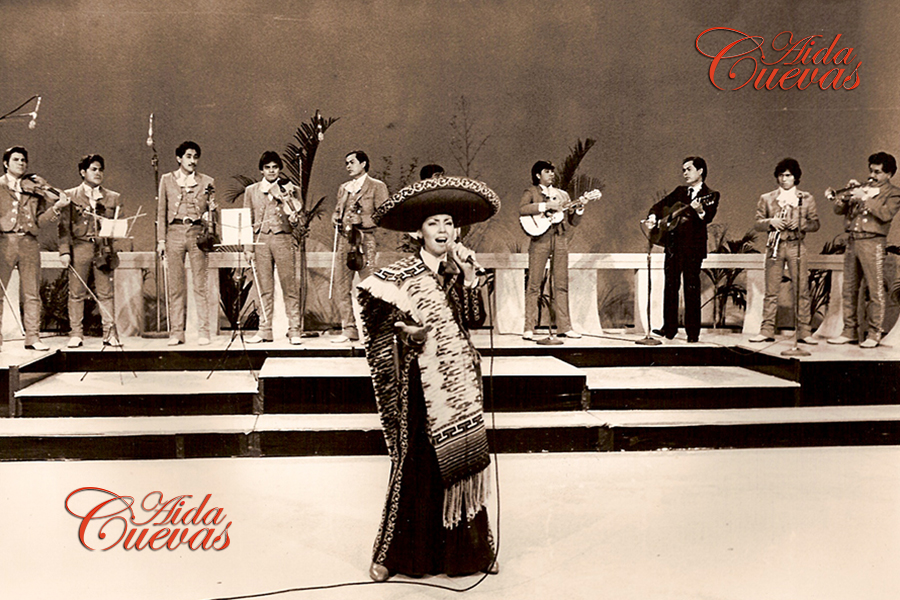
Aída Cuevas

  - Aída Cuevas, cantante mexicana de música ranchera.
  - Sebastián Dahm, actor chileno de teatro y televisión.
  - Álvaro Montesinos Yago, gimnasta y entrenador de gimnasia artística español.
  - Arantxa Tapia, ingeniera, profesora universitaria y política española.
- 25 de septiembre: 
  - Mikael Persbrandt, actor sueco.
  - Tate Donovan, actor estadounidense.
- 26 de septiembre: Douglas Wakiihuri, atleta keniano especializado en maratón.
- 27 de septiembre: 
  - Flavia Company, escritora argentino-española.
  - Marc Maron, actor estadounidense.
  - Adolfo Pérez López, comentarista y presentador deportivo colombiano.
- 28 de septiembre: Susy Díaz, vedette peruana.
- 29 de septiembre: Juan Carlos Chandro, escritor de cuentos infantiles español.
- 30 de septiembre: 
  - Frank Beltrán, actor colombiano.
  - Cristina Fiorentini, yudoca italiana.
  - Cristina Marsillach, actriz española.
  - Irma Soriano, periodista y presentadora de televisión española.

### Octubre
- 1 de octubre: 
  - Fabián Panisello, compositor y director musical argentino.
  - Patricia Pietrafesa, escritora, cantante y bajista de rock de argentina.

- 2 de octubre: 

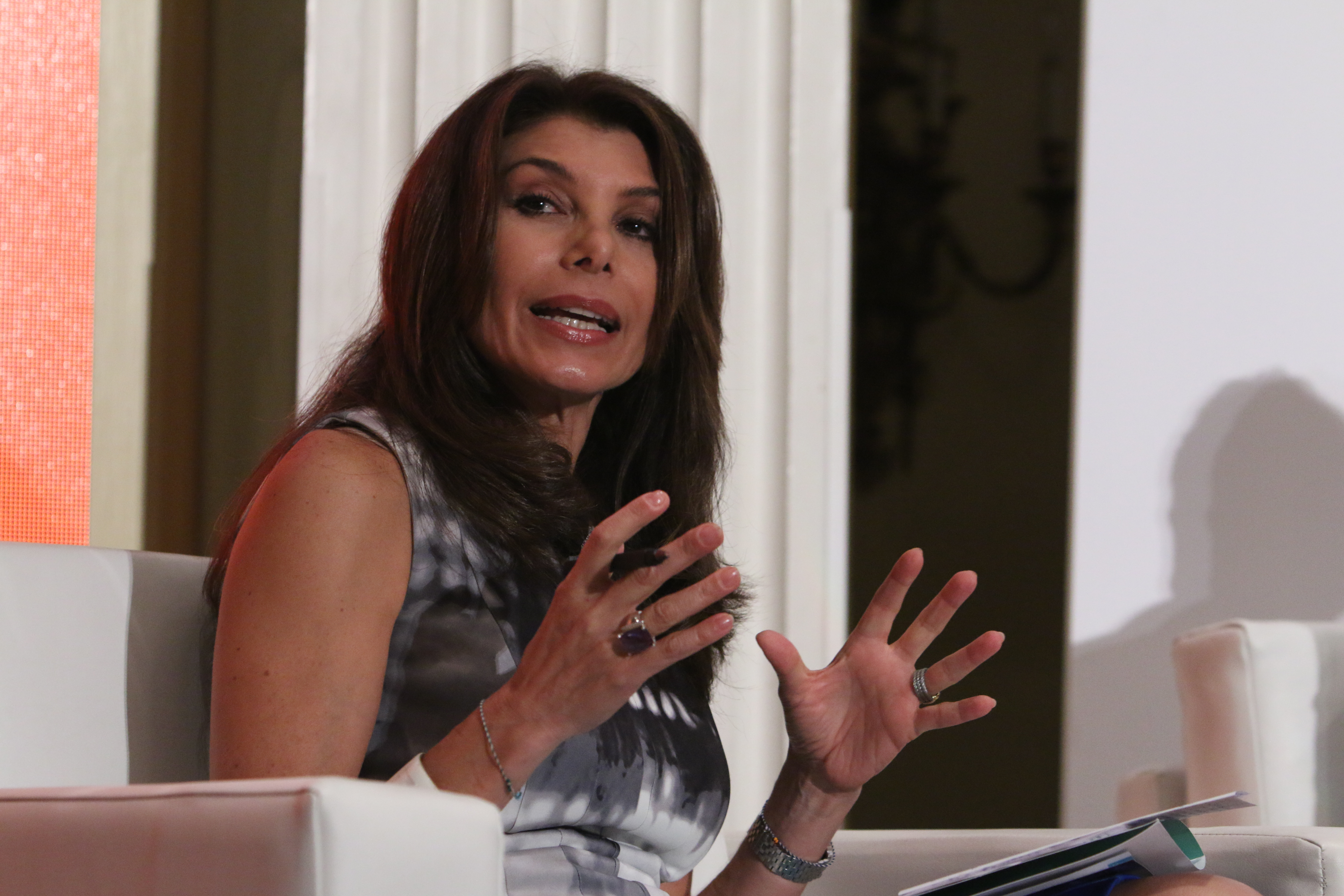
Patricia Janiot

  - Violeta Barrientos, poeta feminista y activista por los derechos humanos y LGTBI peruana.
  - Patricia Janiot, periodista y presentadora colombiana.
- 3 de octubre: Alberto Montaner Frutos, filólogo hispanista y arabista, historiador y poeta español.
- 4 de octubre: 
  - Marcelo Buquet, actor uruguayo.
  - Franco Vaccarini, novelista, poeta y cuentista argentino.
- 5 de octubre: 
  - Charlotte Link, escritora alemana.
  - Francisco Juan Martínez Mojica, microbiólogo, investigador y profesor español.
  - María Paz Marzolo, científica bioquímica chilena.

- 6 de octubre: 
  - Thomas Bickel, futbolista suizo.

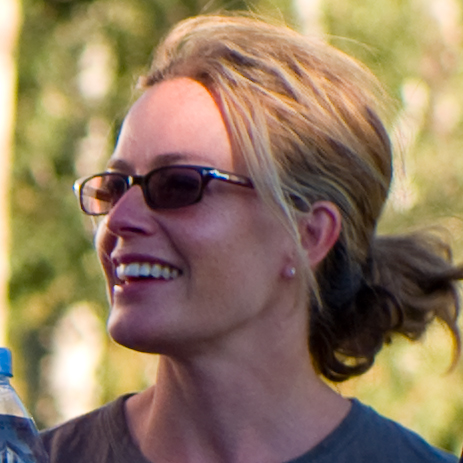
Elisabeth Shue

  - Romero Britto, pintor, serígrafo y escultor brasileño.
  - Jsu García, actor estadounidense.
  - Paola Papini, actriz argentina.
  - Elisabeth Shue, actriz estadounidense.
  - Ricardo Vélez, actor colombiano nacido en Inglaterra.
- 7 de octubre: 
  - Concha Galán, presentadora de televisión española.
  - Pavel Řehák, futbolista checo.
  - Vilma G. Rosato, bióloga argentina (f. 2019).
- 8 de octubre: 
  - Daniela Castelo, periodista argentina (f. 2011).
  - Stefano Ianne, compositor, multinstrumentista e inventor italiano.
  - David Yates, director, guionista y productor de cine y televisión británico.
- 9 de octubre: Sripathi Panditaradhyula Sailaja, actriz y cantante india.

- 10 de octubre: 

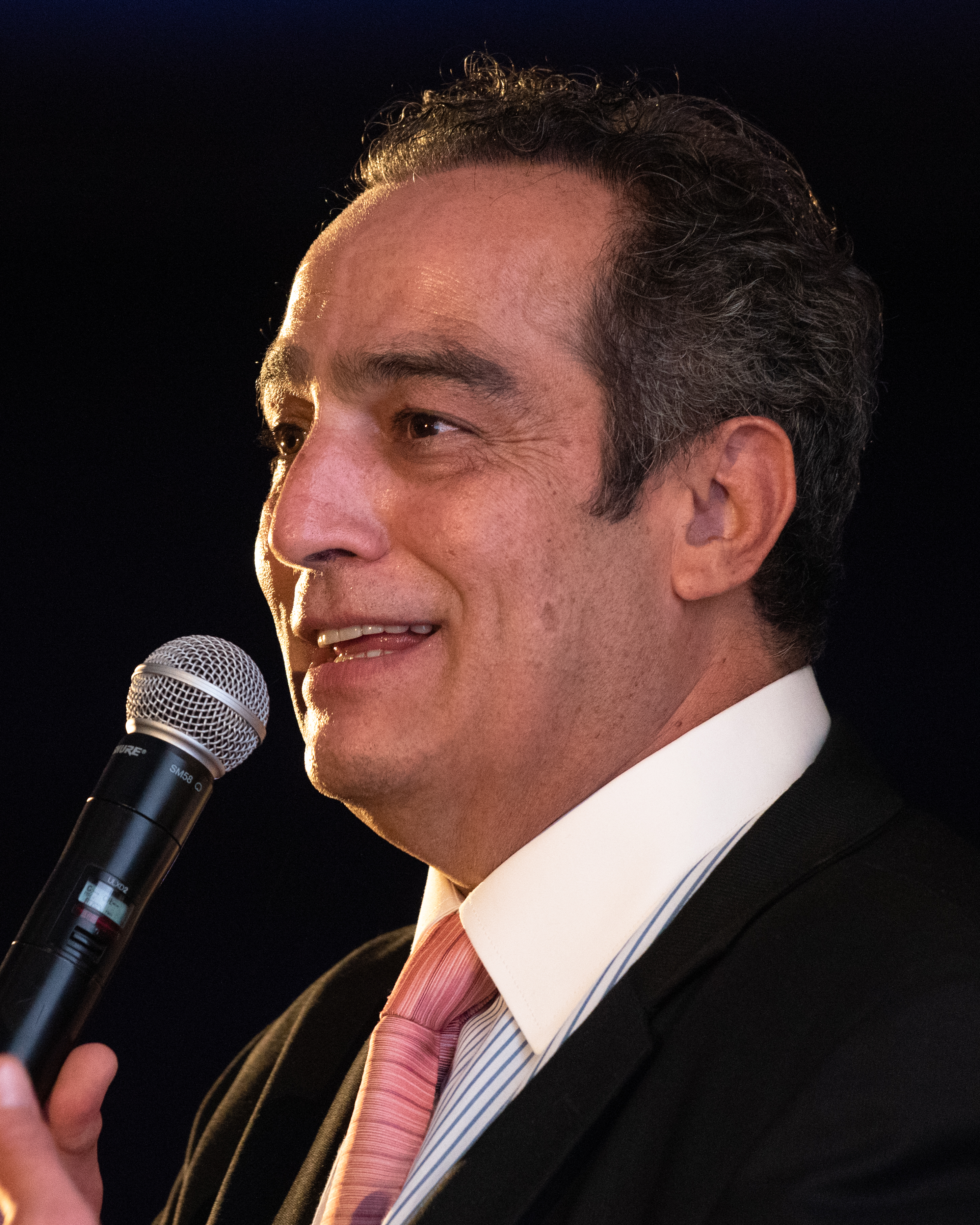
Omar Fierro

  - Vicente Álvarez de la Viuda, novelista y escritor español.
  - Cristina Fernández Piñeiro, primera árbitra española de balonmano en liga Asobal.
  - Omar Fierro, actor, productor y presentador mexicano.
  - Anita Mui, antante y actriz hongkonesa (f. 2003).
- 11 de octubre: 
  - Jordi Villacampa, jugador y directivo de baloncesto español.
  - Horacio Franco, flautista mexicano.
  - Marcus Graham, actor australiano.
- 12 de octubre: 
  - Satoshi Kon, artista manga y director de películas de anime (f. 2010).
  - Hilda Lizarazu, cantautora, compositora de rock y fotógrafa argentina.
- 13 de octubre: 
  - Alejandro Bazzano, director de cine y series de televisión cubano-uruguayo.
  - Ha Seung-moo, poeta y pastor, educador y teólogo histórico coreano.
- 14 de octubre: 
  - Kim Mi-kyung, actriz surcoreana.
  - Lori Petty, actriz estadounidense.
  - Hebert Vázquez, compositor musical mexicano de origen uruguayo.
  - Valentin Yudashkin, diseñador de moda ruso (f. 2023).

- 15 de octubre: 

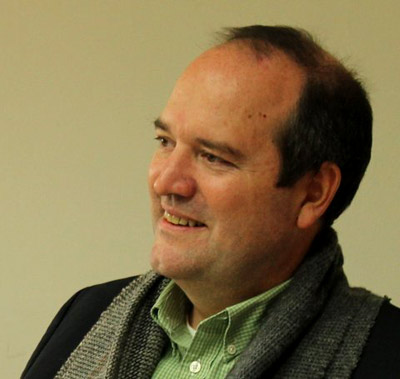
Giancarlo Ibargüen

  - Francisco Casavella, escritor español.
  - Giancarlo Ibargüen, educador y empresario guatemalteco (f. 2016).
- 16 de octubre: 
  - Stacey Bess, escritora estadounidense.
  - Luis Miguélez, guitarrista, cantante, compositor y productor musical español.
  - Carlos Alberto Scolari, teórico de la comunicación y los medios de comunicación argentino.
- 17 de octubre:
  - Javier Barraycoa, filósofo y escritor español.
  - Mario Carrillo Inchaústegui, productor y cantante mexicano.
  - Sergio Goycochea, futbolista y conductor argentino.
  - Beatriz Hernanz, poetisa y crítica literaria española.
  - Alejandro Zaera, arquitecto español.
- 18 de octubre: Terry Plank, geoquímica y vulcanóloga estadounidense.
- 19 de octubre: Jonathan Haidt, psicólogo social estadounidense.
- 20 de octubre: 
  - Karen Atala, abogada y jueza chilena de ascendencia palestina.
  - Gisela Kozak, investigadora, profesora, ensayista y narradora venezolana.
  - Horacio Villafañe, músico y compositor de rock argentino.
- 21 de octubre: Marisa Orth, actriz, cantante y presentadora de televisión brasileña.
- 22 de octubre: 
  - Paula Frías Allende, psicóloga y educadora chilena, hija de la escritora Isabel Allende. (f. 1992).
  - Svante Henryson, compositor, violonchelista, bajista y contrabajista, trabaja en el jazz, la música clásica y el hard rock, sueco.

- 23 de octubre: 

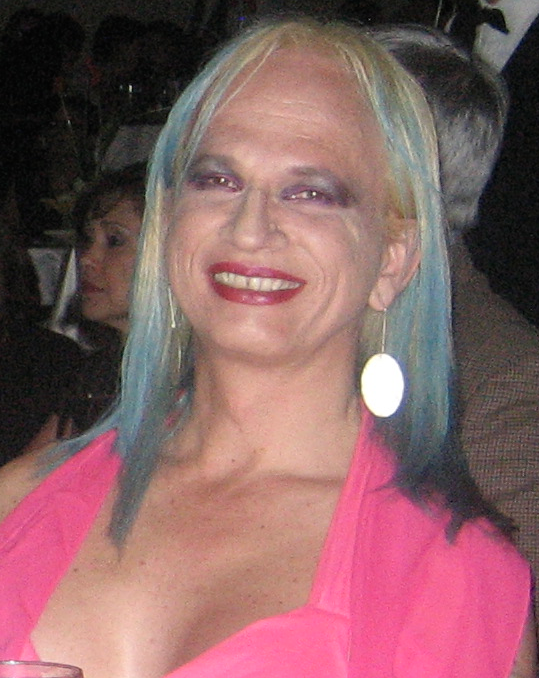
Brigitte Baptiste

  - Brigitte Baptiste, bióloga colombiana.
  - Janet Conrad, física experimental e investigadora estadounidense.
  - Anabell López, cantante cubana.
  - Rashidi Yekini, futbolista nigeriano.

- 24 de octubre: 

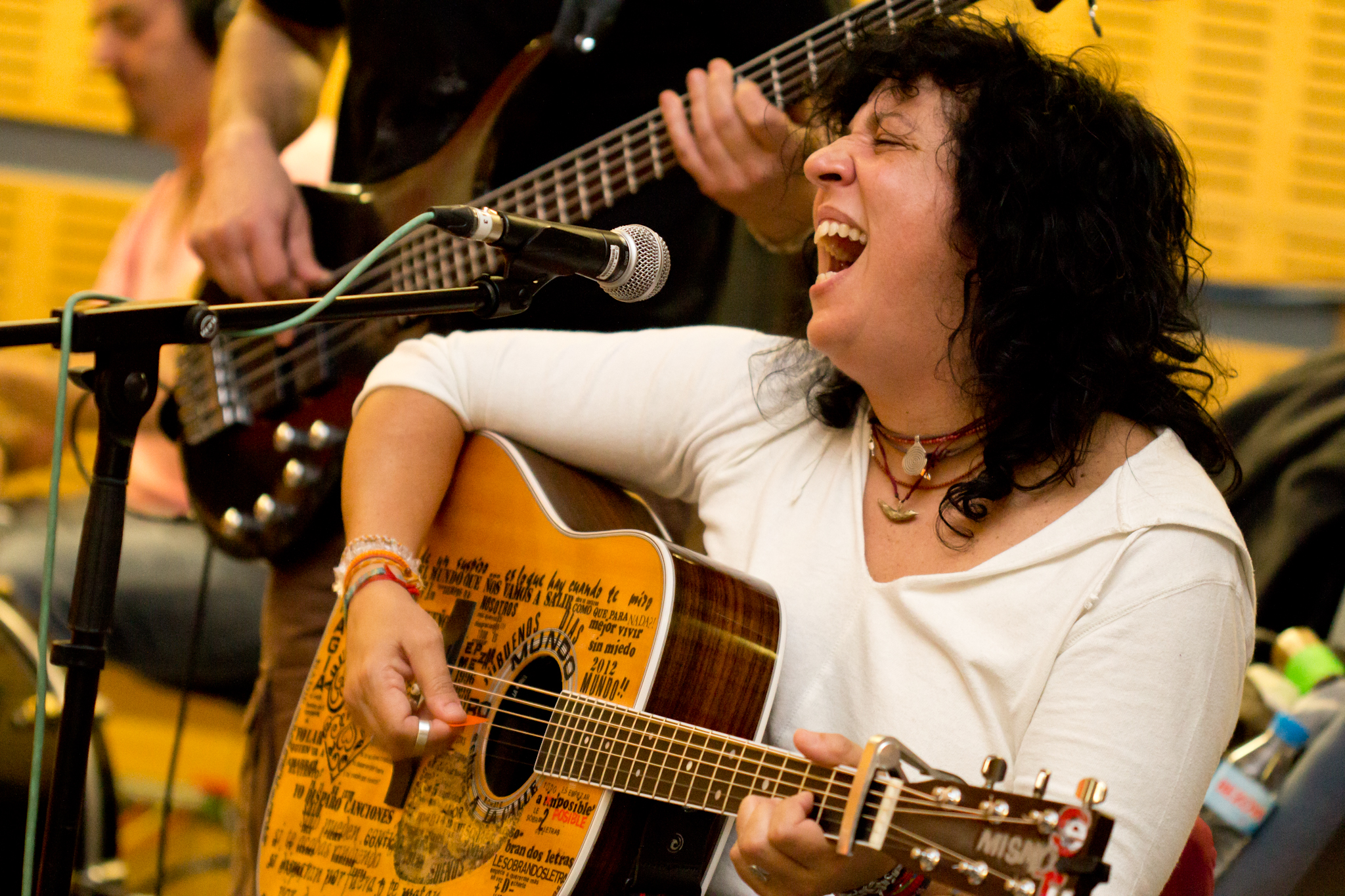
Rosana

  - Claudio Bertonatti, naturalista, museólogo y docente argentino.
  - Rosana, cantautora española.
  - David Ramírez, actor colombiano.
- 25 de octubre: 
  - Pepe Castro, artista fotógrafo español.
  - Marta Segarra, filóloga, catedrática universitaria e investigadora española.
  - Zhang Yuan, director de cine chino.
- 26 de octubre: 
  - Thomas Cavanagh, actor y cantautor canadiense.
  - Ted Demme, cineasta estadounidense.
  - Natalie Merchant, cantante estadounidense.
- 27 de octubre: 
  - Louise Hoffner, conocida como Lou cantante de pop alemana.
  - Margarito Machacuay, funcionario público y actor cómico peruano (f. 2020).
- 28 de octubre: 
  - Nancy Hernández López, abogada costarricense.
  - Queco Novell, periodista, actor y humorista español.
  - Gabriela Onetto, escritora uruguaya.
  - Eros Ramazzotti, cantautor italiano.
  - Gregory Zambrano, escritor venezolano.
- 29 de octubre: 
  - Jed Brophy, actor estadounidense.
  - Qu Dongyu, diplomático chino.
  - Marcos Robledo, periodista y politólogo chileno.
  - Calito Soul, artista panameño de Reggae en español (f. 2015).
- 30 de octubre: Michael Beach, actor estadounidense.
- 31 de octubre: 
  - Cecilia Cajarville, médica veterinaria e investigadora uruguaya.
  - Dunga, exfutbolista y entrenador brasileño.
  - Fred McGriff, beisbolista estadounidense.
  - Dermot Mulroney, actor y director estadounidense.
  - Ramiro Musotto, percusionista y compositor argentino (f. 2009).

### Noviembre
- 1 de noviembre: Rayhana Obermeyer, actriz, comediante, guionista y directora argelina.
- 2 de noviembre: Calixto Bieito, director artístico español.
- 3 de noviembre: 
  - Tweety González, tecladista y productor argentino.
  - Ana María Zurita Expósito, arquitecta y política española.

- 4 de noviembre: 

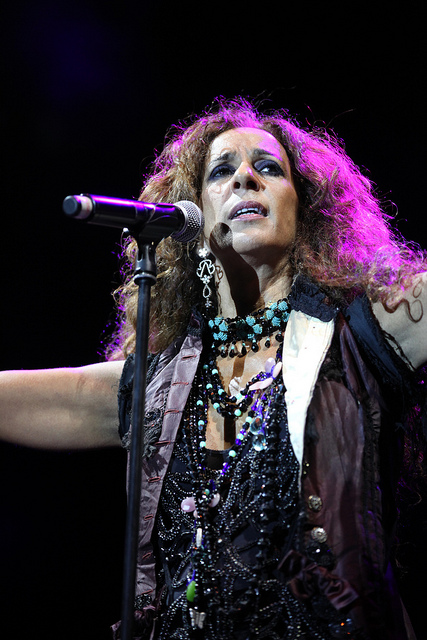
Rosario Flores

  - Guennadi Avdéyenko, atleta soviético ucraniano especialista en salto de altura.
  - Horacio Elizondo, árbitro argentino de fútbol.
  - Rosario Flores, cantante española.
  - Lenin Hurtado, político ecuatoriano, dirigente de Unidad Popular.
  - Fabián Salas, bailarín y coreógrafo de tango argentino.
- 5 de noviembre: 
  - Alpidio Alonso Grau, poeta y editor cubano.
  - Hans Gillhaus, futbolista neerlandés.
  - Tatum O'Neal, actriz estadounidense.
  - Rigoberto Rodríguez Entenza, poeta, narrador, dramaturgo y crítico cubano.
- 6 de noviembre: 
  - Alicia Miyares, filósofa y escritora española.
  - Sergio Rotman, músico y compositor de rock argentino.
  - Rozz Williams, músico estadounidense.
  - Fabio Zambrana Marchetti, cantautor y músico boliviano.
- 7 de noviembre: 
  - María del Pilar Hurtado, política, abogada y contadora colombiana.
  - Miguel Ángel Oliver, periodista español.
- 8 de noviembre: Manuel Cristopher Figuera, militar venezolano.
- 9 de noviembre: 
  - Biagio Antonacci, compositor italiano.
  - Kendal Royo, folclorista, ortopedista, presentador y productor de televisión y actor panameño (f. 2020).

- 10 de noviembre: 

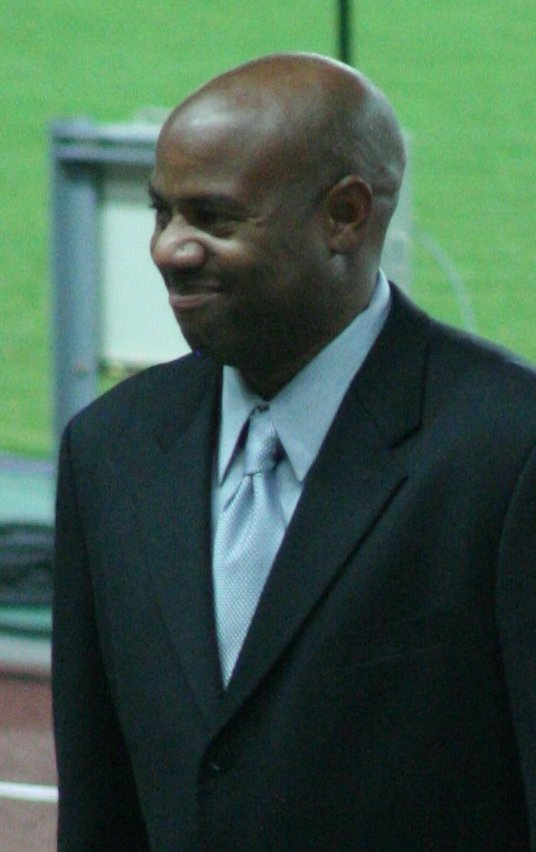
Mike Powell

  - Hugh Bonneville, actor de cine, teatro, televisión y radio británico.
  - Sylvain Chomet, director, guionista, compositor y animador francés.
  - Tommy Davidson, actor y comediante estadounidense.
  - Mike Powell, atleta estadounidense especialista en salto de longitud.
  - Juan Carlos Torres Cuéllar, escritor colombiano.
- 11 de noviembre: 
  - Silvia Palumbo, cantante, feminista y militante LGTB argentina.
  - Monty Sopp, luchador profesional estadounidense.
- 12 de noviembre: 
  - Damon Galgut, escritor sudafricano.
  - Àngels Gonyalons, actriz española de teatro y musicales.
  - Sam Lloyd, actor, cantante y músico estadounidense (f. 2020).
  - Kike Sarasola, deportista, empresario y actor español.
  - Susumu Terajima, actor japonés.
- 13 de noviembre: Iván Nogales, actor, director de teatro y gestor cultural boliviano (f. 2019).
- 14 de noviembre: 
  - Jesús García Pitarch, futbolista español.
  - Manuel Gómez Gutiérrez, actor, músico y terapeuta holístico colombiano.
- 15 de noviembre: 
  - Jay Bennett, músico multiinstrumentista, compositor y cantautor estadounidense.
  - Pablo Herrera, cantautor chileno de baladas románticas.
- 16 de noviembre: Viorica Dăncilă, política rumana.
- 17 de noviembre: 
  - Patxi Salinas, jugador y entrenador de fútbol español.
  - Dylan Walsh, actor estadounidense.
- 18 de noviembre
  - María Teresa Braschi, periodista y presentadora de televisión peruana.
  - Kinito Méndez, cantante dominicano de merengue.
  - Peter Schmeichel, futbolista danés.
  - Joost Zwagerman, escritor y poeta neerlandés (f. 2015).
- 19 de noviembre: 
  - Amado Boudou, economista argentino.
  - Davi Cortes da Silva, futbolista brasileño.
  - Terry Farrell, actriz y modelo estadounidense.
- 20 de noviembre: 
  - William Timothy Gowers, matemático británico.
  - Wan Yanhai, activista chino contra el sida.
- 21 de noviembre: 
  - Christie Golden, escritora estadounidense.
  - Nicolette Sheridan, actriz británica.

- 22 de noviembre: 

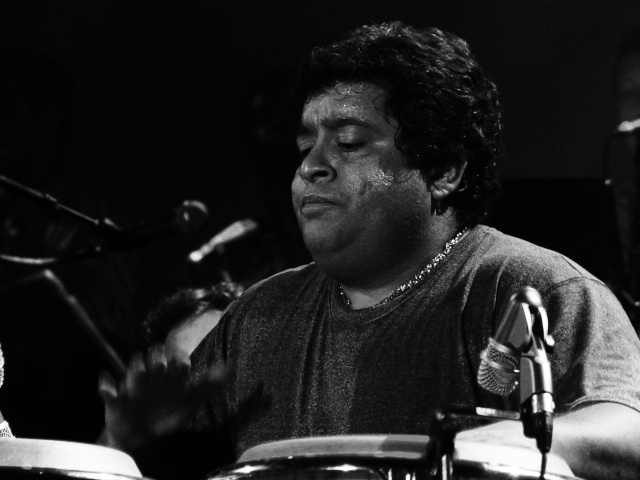
Giovanni Hidalgo

  - Giovanni Hidalgo, percusionista puertorriqueño.
  - Brian Robbins, actor, escritor, director de cine y productor de televisión estadounidense.

- 23 de noviembre: 
  - Erika Buenfil, actriz mexicana.

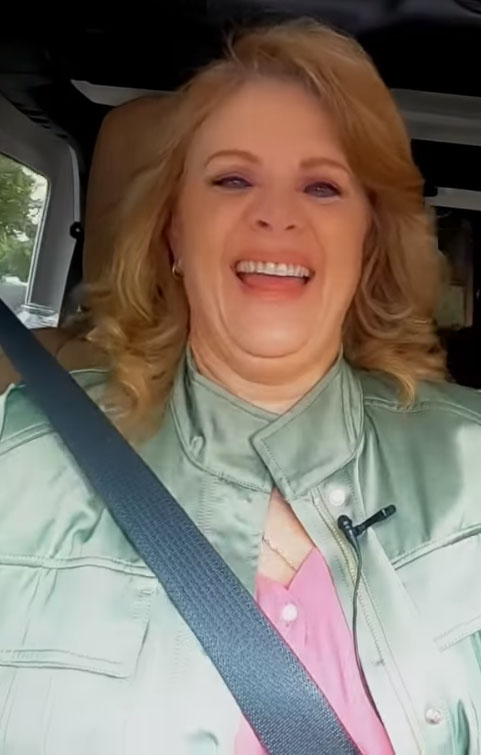
Erika Buenfil

  - Esther García Llovet, escritora española.
  - Doris Seguí, escritora y guionista venezolana.
- 24 de noviembre: 
  - Mar Arteaga, periodista española.
  - José Luis Sánchez Martín, modista y diseñador de moda español.
- 25 de noviembre: 
  - Kevin Chamberlin, actor, cantante y director de televisión estadounidense.
  - Holly Cole, cantante de jazz canadiense.
  - Eddie Jemison, actor estadounidense.
  - Iván Moschner, director teatral y actor de cine, televisión y teatro argentino.
  - Santiago Moure, actor, humorista, locutor y presentador colombiano.
  - Inés Sánchez de Madariaga, arquitecta urbanista española.
- 26 de noviembre: 
  - Lydia Bosch, actriz y presentadora española.
  - Carlos Felipe Martell, palindromista y escritor español especializado en el género de intriga.
- 27 de noviembre: 
  - Thomas Bo Larsen, actor danés.
  - Duília de Mello, astrónoma y astrofísica brasileña.
  - Micky Molina, actor español.
  - Fisher Stevens, actor, productor y director de cine estadounidense.
- 28 de noviembre: 
  - Eleazar Carranza González, taxónomo, biólogo, profesor y botánico mexicano.
  - Patricia Miloslavich, bióloga marina e investigadora venezolana.
- 29 de noviembre: Juanjo Garra, alpinista español (f. 2013.
- 30 de noviembre: 
  - Maribel Abello, actriz, escritora de teatro, cine y televisión estadounidense.
  - Adriana Ballesteros, escritora de cuentos infantiles y periodista argentina.
  - Guillermo Casanova, director y editor de cine uruguayo.
  - Miguel González, actor, comediante y presentador cubano.
  - Emilio del Río Sanz, profesor universitario español y promotor de las humanidades clásicas.
  - David Yates, director, guionista y productor de cine y televisión británico.

### Diciembre
- 1 de diciembre: 

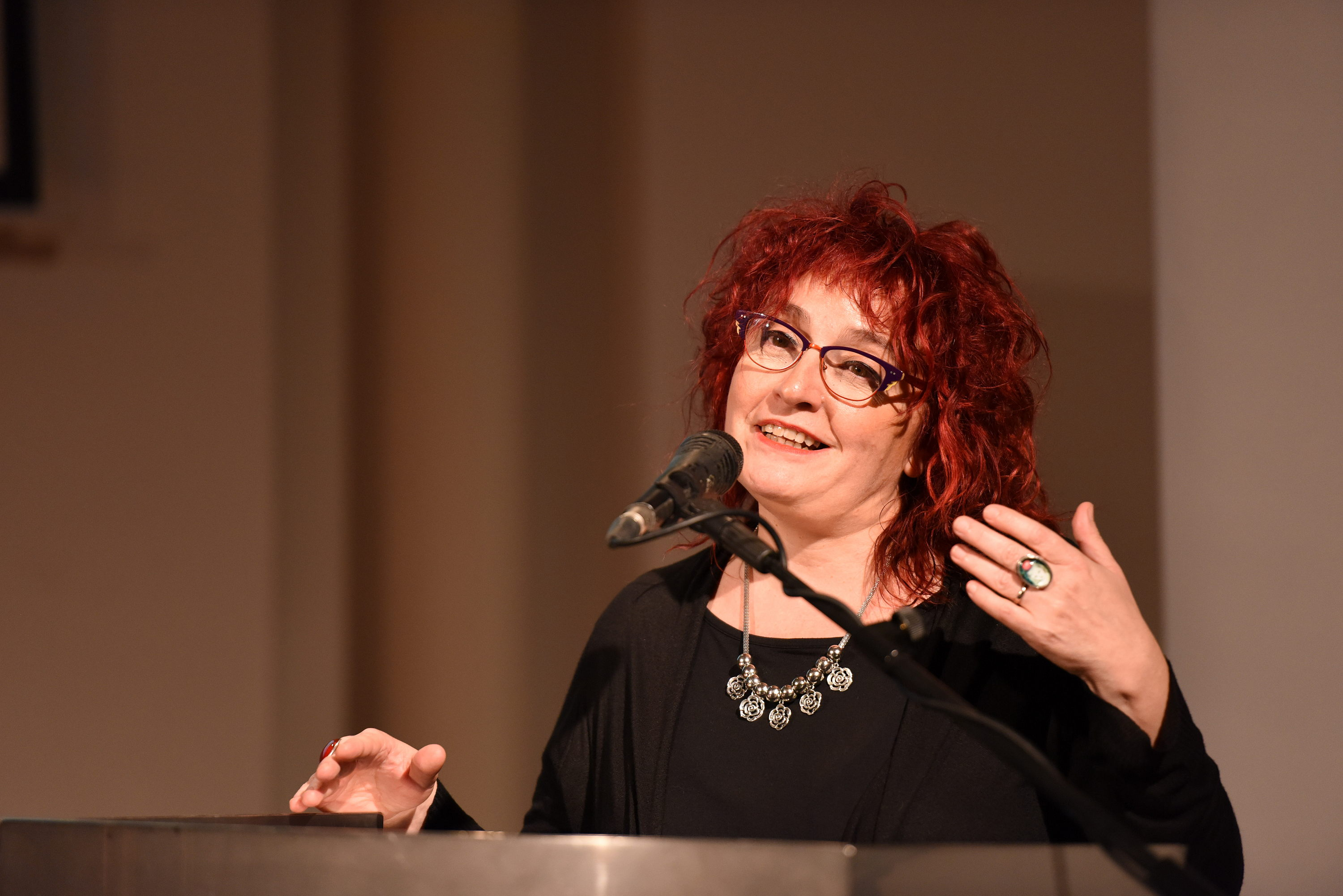
Mariana Percovich

  - Selena Millares, escritora y filóloga española.
  - Mariana Percovich, dramaturga, profesora, directora de teatro y política uruguaya.
- 2 de diciembre: 
  - Vitaly Mansky, director de cine documentalista ruso.
  - Ferrán Núñez, escritor, profesor y activista de derechos humanos hispano-franco-cubano.
- 3 de diciembre: 
  - Eric Faye, periodista y escritor francés.
  - Rolando Tarajano, actor colombo-cubano.
- 4 de diciembre: Serguéi Bubka, atleta ucraniano.

- 5 de diciembre: 

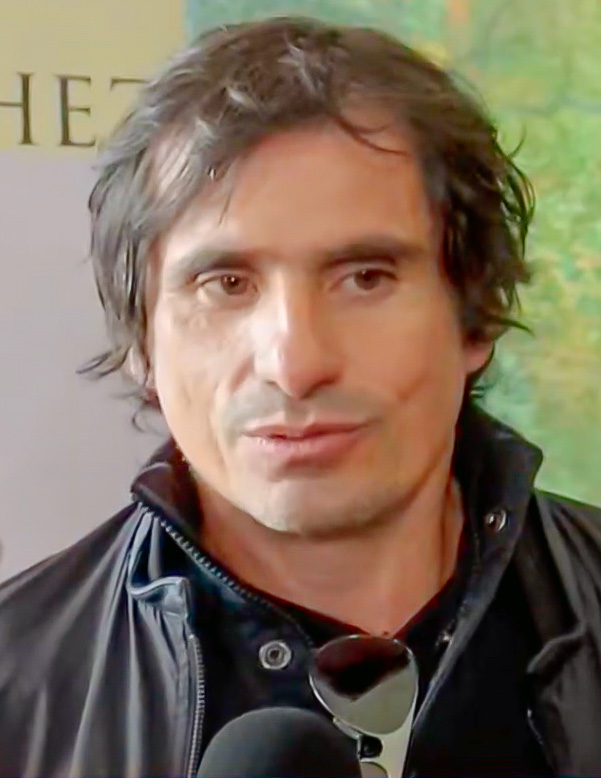
Rodrigo Triana

  - Nohely Arteaga, actriz venezolana.
  - Jesús Montoya, ciclista español.
  - Salvador Montó, pintor español.
  - Alberto Nisman, fiscal argentino (f. 2015).
  - Rodrigo Triana, guinosita y director del cine y televisión colombiano.
- 6 de diciembre: 
  - Jesús Manuel Estrada, cantante colombiano de música vallenata (f. 2003).
  - Orlando Netti, cantante argentino.
  - Chesús Yuste, escritor y político español.
- 7 de diciembre: Claudia Brücken, cantante solista alemana.
- 8 de diciembre: Greg Howe, guitarrista y compositor estadounidense.

- 9 de diciembre: 

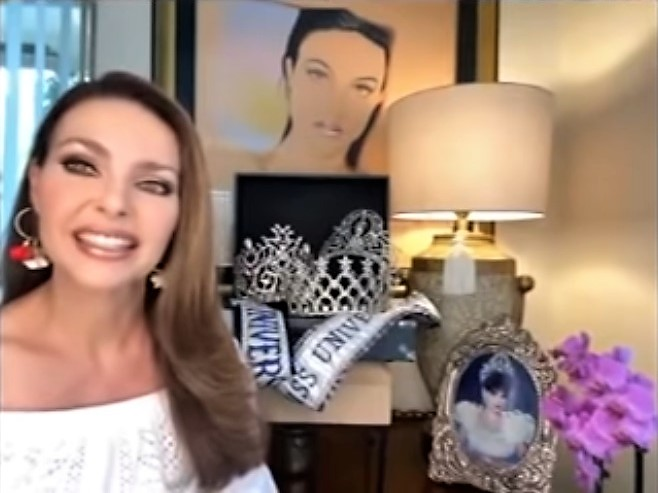
Bárbara Palacios

  - Bárbara Palacios, modelo, empresaria venezolana, tercera Miss Universo de ese país.
  - Zurab Shvania, político georgiano.
- 11 de diciembre: 
  - Jon Brion, músico, productor, compositor, cantautor y multiinstrumentista estadounidense.
  - Mario Picazo, meteorólogo, profesor y presentador español.
- 12 de diciembre: 
  - Miriam Blasco, judoca española.
  - Inmaculada Galván, periodista y presentadora española.
  - Gian Alfonso Pacinotti, director de cine italiano.
  - Elio Palencia, dramaturgo y director teatral venezolano.
  - Tomoyuki Shimura, actor de voz japonés.
  - Luis Xavier, actor mexicano-español.

- 13 de diciembre: 

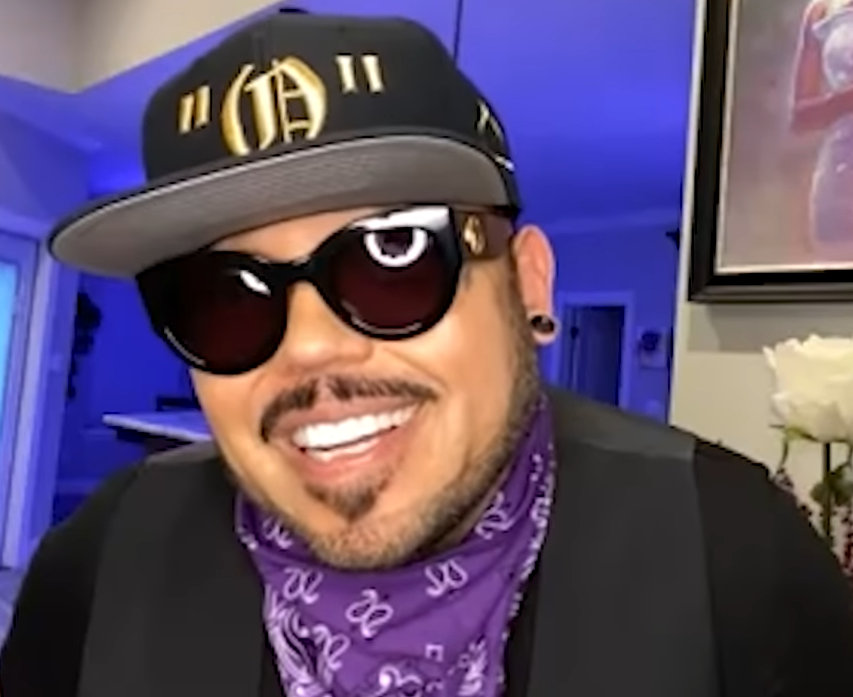
A.B. Quintanilla

  - Carol Antonio Altamirano, político mexicano.
  - A.B. Quintanilla, productor discográfico, compositor de canciones, y músico mexicano-estadounidense.
- 14 de diciembre: 
  - Andrea Cipressa, esgrimista italiano.
  - Vicenç Pagès, escritor y crítico literario español en lengua catalana.

- 15 de diciembre:

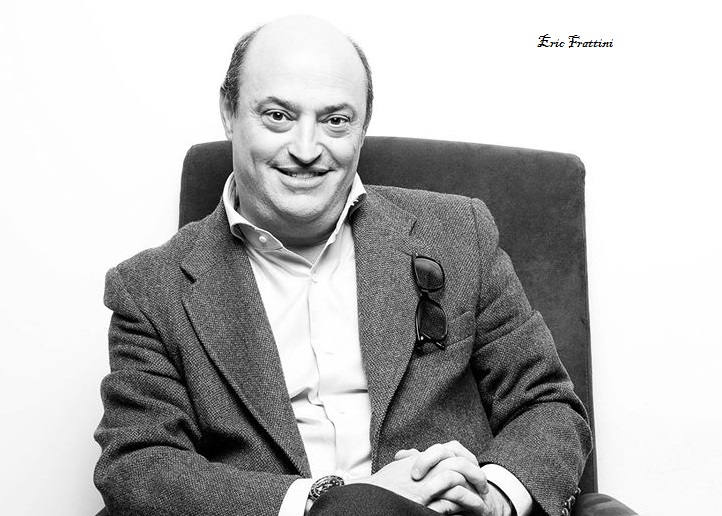
Eric Frattini

  - Eric Frattini, ensayista y novelista peruano-español.
  - Cristiana Oliveira, actriz brasileña.
  - Helen Slater, actriz estadounidense.
- 16 de diciembre: 
  - Herbert King, actor colombiano (f. 2018).
  - Jordi Soler, novelista y poeta mexicano.
- 17 de diciembre: Jón Kalman Stefánsson, autor islandés.

- 18 de diciembre: 
  - Brad Pitt, actor estadounidense.
  - Rikiya Koyama, seiyū japonés.
- 19 de diciembre: 

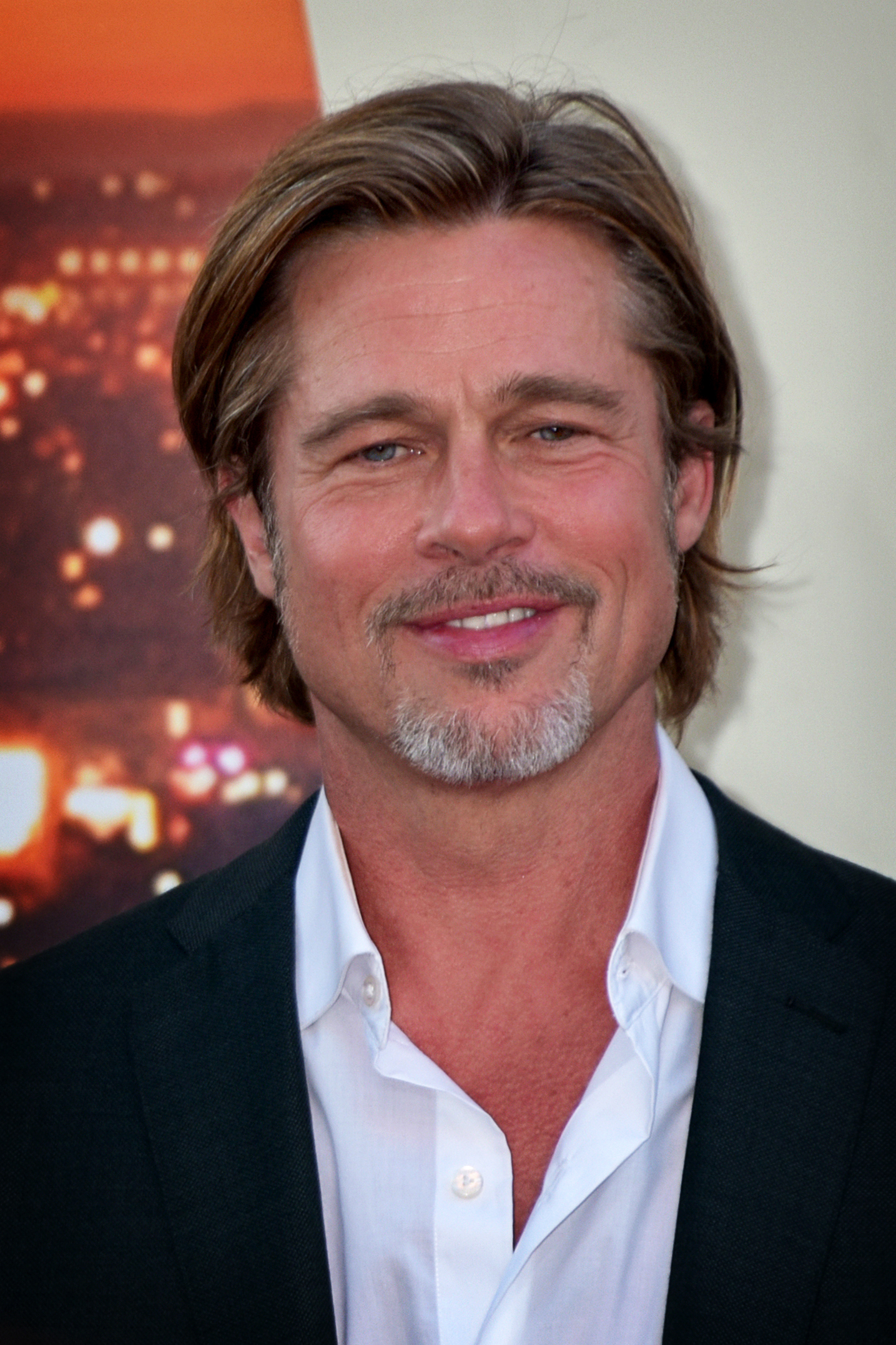
Brad Pitt

  - Jennifer Beals, actriz estadounidense.
  - Cristina Marcos, actriz española.
  - Paul Rhys, actor británico.
- 20 de diciembre: 
  - Zdenko Adamović, futbolista croata.
  - Elena de Borbón, infanta de España, hermana del rey Felipe VI.
  - Ewa Domańska, teórica e historiadora de la historiografía, metodóloga de las humanidades y profesora polaca.
  - Joel Gretsch, actor estadounidense.
  - Iqbal Theba, actor pakistaní-estadounidense.
  - Gjergj Xhuvani, director de cine albanés (f. 2019).

- 22 de diciembre: 

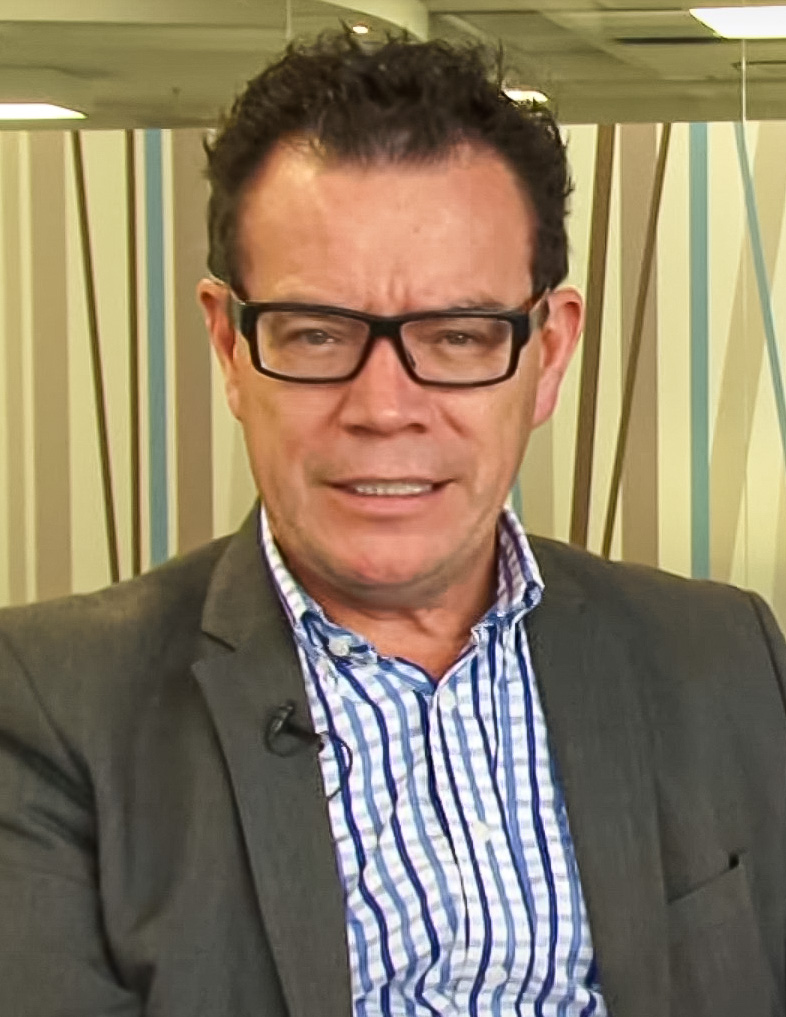
Vladdo

  - Giuseppe Bergomi, futbolista italiano.
  - Juan José Elgezabal, futbolista español.
  - Valdimir Flórez (Vladdo), caricaturista y periodista colombiano.
- 23 de diciembre: 
  - Rafael Chaparro Madiedo, escritor colombiano (f. 1995).
  - Jess Harnell, actor de voz y cantante estadounidense.
  - Donna Tartt, escritora estadounidense.
- 24 de diciembre: 
  - Eloy M. Cebrián, escritor español.
  - Gavin O'Connor, director, guionista, productor, dramaturgo, y actor estadounidense.
- 25 de diciembre: 
  - Louis-Do de Lencquesaing, director y actor de cine francés.
  - Mikel Urmeneta, dibujante, cartelista, muralista, agitador cultural y empresario español.

- 26 de diciembre: 

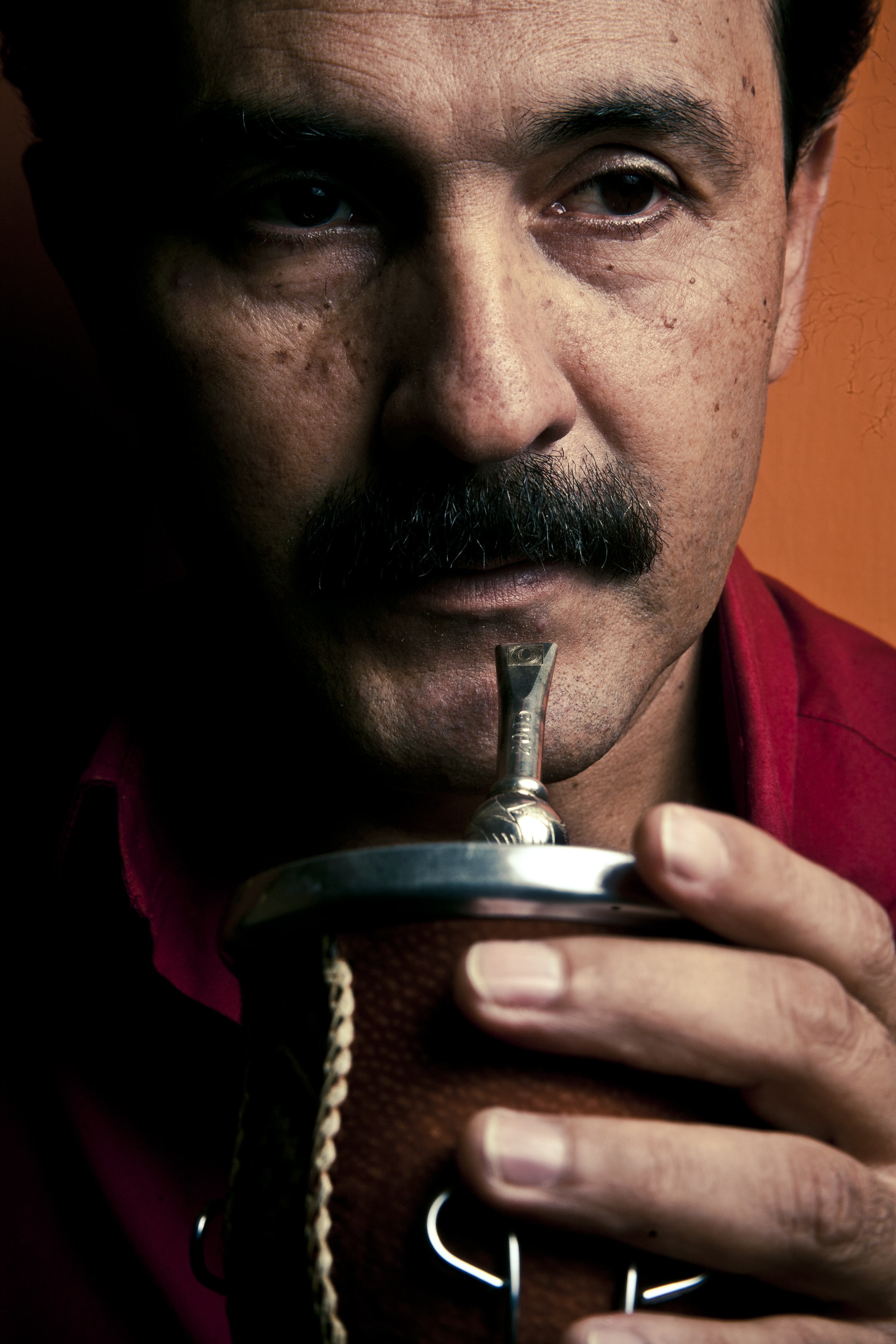
Yalo Cuéllar

  - Lars Ulrich, baterista danés de Metallica.
  - Eugenio Bustingorri, futbolista español.
  - Yalo Cuéllar, compositor e intérprete boliviano.

- 27 de diciembre: 

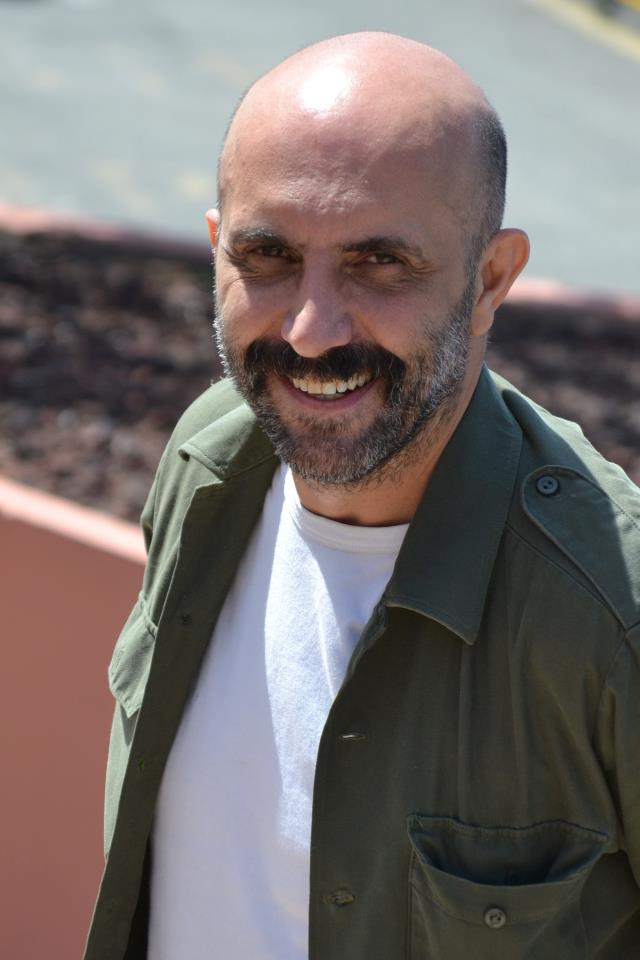
Gaspar Noé

  - Leonardo Haberkorn: periodista y escritor uruguayo.
  - Gaspar Noé: guionista y director de cine argentino.
  - Darina Takova: soprano búlgara.
- 28 de diciembre: Anxo Moure, escritor, cuentacuentos y ecopacifista español.
- 29 de diciembre: 
  - José Luis Fernández: actor español.
  - Jorge Macchi: artista argentino.
- 30 de diciembre: 
  - Xavier Mauméjean: un escritor, editor y profesor de filosofía francés.
  - Alberto Guerra Naranjo: escritor y guionista cubano.
- 31 de diciembre: 
  - Amelia Kinkade, actriz, psíquica de animales y bailarina estadounidense.
  - Riccardo Perotti, músico ecuatoriano.

### Fechas desconocidas
- Mariano Akerman, artista plástico, historiador del arte y arquitecto argentino.
- Ángela Aparisi Miralles, catedrática de filosofía del derecho y bioética española.
- Caridad Atencio, poetisa y ensayista cubana.
- Jean-Luc Bambara, escultor burkinés.
- Ángeles Bravo, presentadora de televisión española.
- Pablo Berger, cineasta español.
- Juan Carlos Darias, diseñador y profesor venezolano. (f. 2015).
- Òscar Camps, rescatista, activista y empresario español.

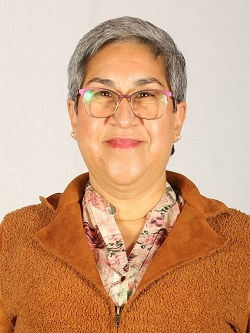
Adriana Cancino

- Adriana Cancino, profesora y política chilena.
- Gerardo Caro, pintor, escultor y arquitecto colombiano.
- Montse Cortés, cantaora gitana de flamenco española.
- Ximena Cuevas, realizadora de vídeo y artista de performance mexicana.
- Diane Davis, filósofa estadounidense.
- Phoolan Devi, dacoit y política socialista india (f. 2001).
- Montserrat Domínguez, periodista española.
- Ziad Doueiri, escritor y, director y guionista de cine libanés.
- Laura Farías, académica argentina, científica y difusora científica en temas de océano.
- Paloma García-Pelayo, escritora, periodista y colaboradora de programas de televisión.
- Yolanda Gil, científica informática española.
- Belén Gopegui, escritora, novelista y guionista española.
- Marcelo Grau, dramaturgo y actor teatral argentino (f. 1994).
- Josefina Guilisasti, artista visual chilena.
- Gabriele C. Hegerl, climatóloga estadounidense.
- Elvira Hernández Carballido, periodista feminista, escritora y catedrática de universidad mexicana.
- Rosalva Aída Hernández Castillo, antropóloga mexicana.
- Gerardo Herrera Corral, físico de partículas mexicano.
- Cristina Lafont, filósofa española.
- Isaías Lafuente, periodista, escritor y profesor universitario español.
- Teresa Margolles, artista conceptual, fotógrafa y videógrafa mexicana.
- Jaime Martínez, oboísta, director de orquesta y compositor venezolano.

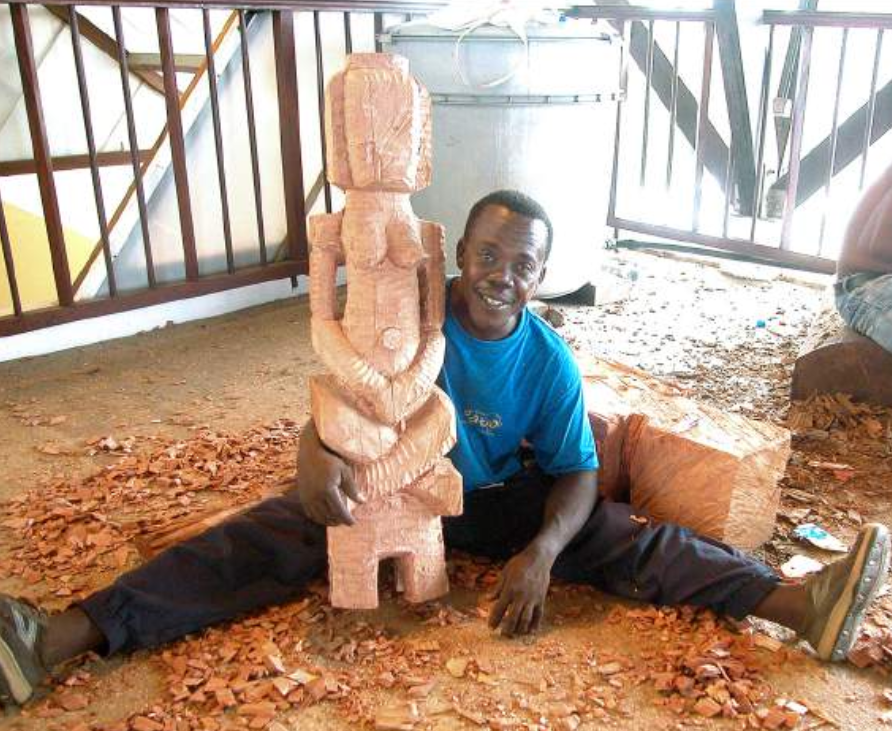
Fernando Nguema

- Fernando Nguema, artista ecuatoguineano (f. 2008).
- Sergio Ocampo Madrid, escritor colombiano.
- Miryam Romero, periodista española (f. 2022).
- Mónica Rosselli, neuropsicóloga e investigadora colombiana.
- Fabio Rubiano, actor de cine, teatro y televisión, director, dramaturgo y escritor colombiano.
- David B. Samadi, cirujano estadounidense.
- Cecilia Szperling, escritora, periodista, gestora cultural y activista argentina.
- Tonino, cómico y director de escena español.

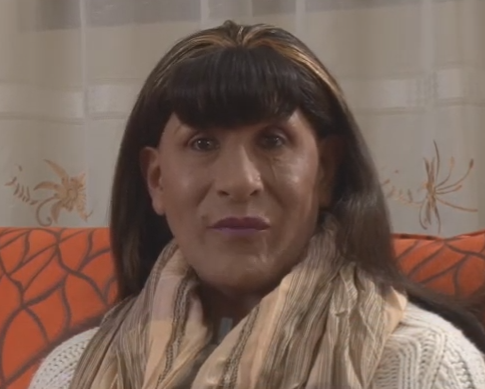
Pamela Valenzuela

- Pamela Valenzuela, activista boliviana por los derechos de las personas LGBT (f. 2021).
- Miguel Ángel Velasco, poeta español (f. 2010).
- Tashi Zangmo, activista butanesa.

## Fallecimientos

### Enero
- 3 de enero: Jack Carson, actor canadiense (n. 1910).
- 13 de enero: Ramón Gómez de la Serna, escritor español.
- 23 de enero: Józef Gosławski, escultor y medallista polaco
- 28 de enero: John Farrow, cineasta, guionista y productor cinematográfico australiano.
- 29 de enero: Robert Frost, escritor y poeta estadounidense (n. 1874).

### Febrero
- 2 de febrero: Eugenio Hermoso, pintor español.
- 6 de febrero: Abd el-Krim, líder independentista magrebí.
- 11 de febrero: Sylvia Plath, poeta y novelista estadounidense.

### Marzo
- 7 de marzo: Nita Costa (Leonita Barbosa de Souza Costa), política y filántropa brasileña (n. 1907).
- 9 de marzo: Jorge Daponte, piloto de automovilismo argentino (n. 1923).

### Abril
- 4 de abril: Carlos Bernardo González Pecotche, escritor argentino (n. 1901).
- 9 de abril: Xul Solar, pintor argentino.
- 20 de abril: Julián Grimau, político español.

### Mayo
- 12 de mayo: Carmen Barradas, pianista y compositora uruguaya (n. 1888).
- 15 de mayo: Javier Heraud, poeta peruano.
- 18 de mayo: Ernie Davis, jugador de fútbol americano.
- 28 de mayo: Roberto José Tavella, religioso, escritor y docente argentino.
- 28 de mayo: Fernando, legendario perro argentino.

### Junio

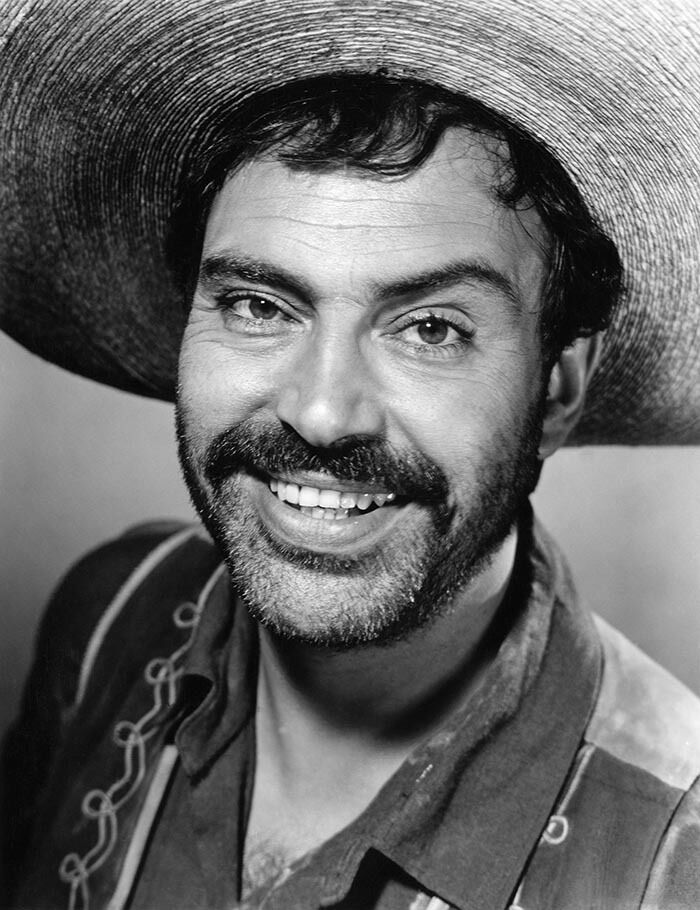
Pedro Armendáriz

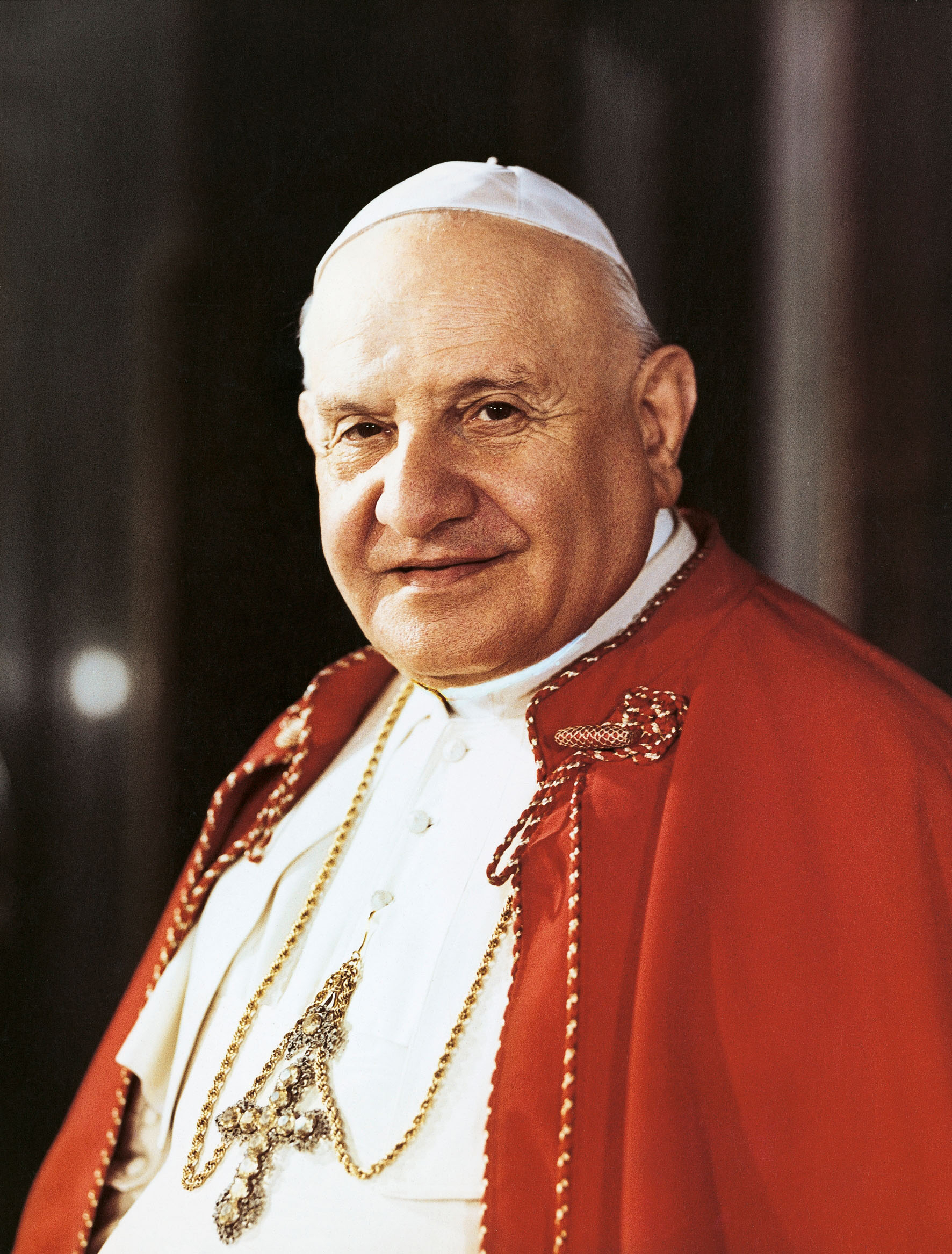
Juan XXIII

- 3 de junio: Juan XXIII, papa italiano (n. 1881).
- 7 de junio: ZaSu Pitts, actriz estadounidense (n. 1894).
- 18 de junio: Pedro Armendáriz, actor mexicano (n. 1912).

### Julio
- 13 de julio: Carlos Manuel Rodríguez Santiago, teólogo y laico puertorriqueño.

### Agosto
- 5 de agosto: Francesco Quinn, actor estadounidense de origen italiano (f. 2011), hijo del actor Anthony Quinn.
- 15 de agosto: Alberto Rabadá y Ernesto Navarro montañeros aragoneses.
- 31 de agosto: Georges Braque, pintor y escultor francés.

### Septiembre
- 17 de septiembre: Eduard Spranger, filósofo y psicólogo alemán (n. 1882).
- 21 de septiembre: Paulino Masip, escritor y guionista cinematográfico español.

### Octubre
- 8 de octubre: Remedios Varo, pintora hispanomexicana.
- 10 de octubre: Édith Piaf, cantante francesa.
- 11 de octubre: Jean Cocteau, poeta, novelista, dramaturgo, pintor, diseñador, crítico y cineasta francés.
- 24 de octubre: Karl Bühler, filósofo, lingüista y pedagogo alemán
- 25 de octubre: Karl von Terzaghi, ingeniero checo.

### Noviembre
- 5 de noviembre: Luis Cernuda, poeta español. (n. 1902)
- 6 de noviembre: Pérola Byington, filántropa y activista social brasileña (n. 1879).
- 8 de noviembre: Alberto Insúa, escritor y periodista español (n. 1883).
- 12 de noviembre: José María Gatica, boxeador argentino (n. 1925).
- 22 de noviembre: Aldous Huxley, escritor británico. (n. 1894)

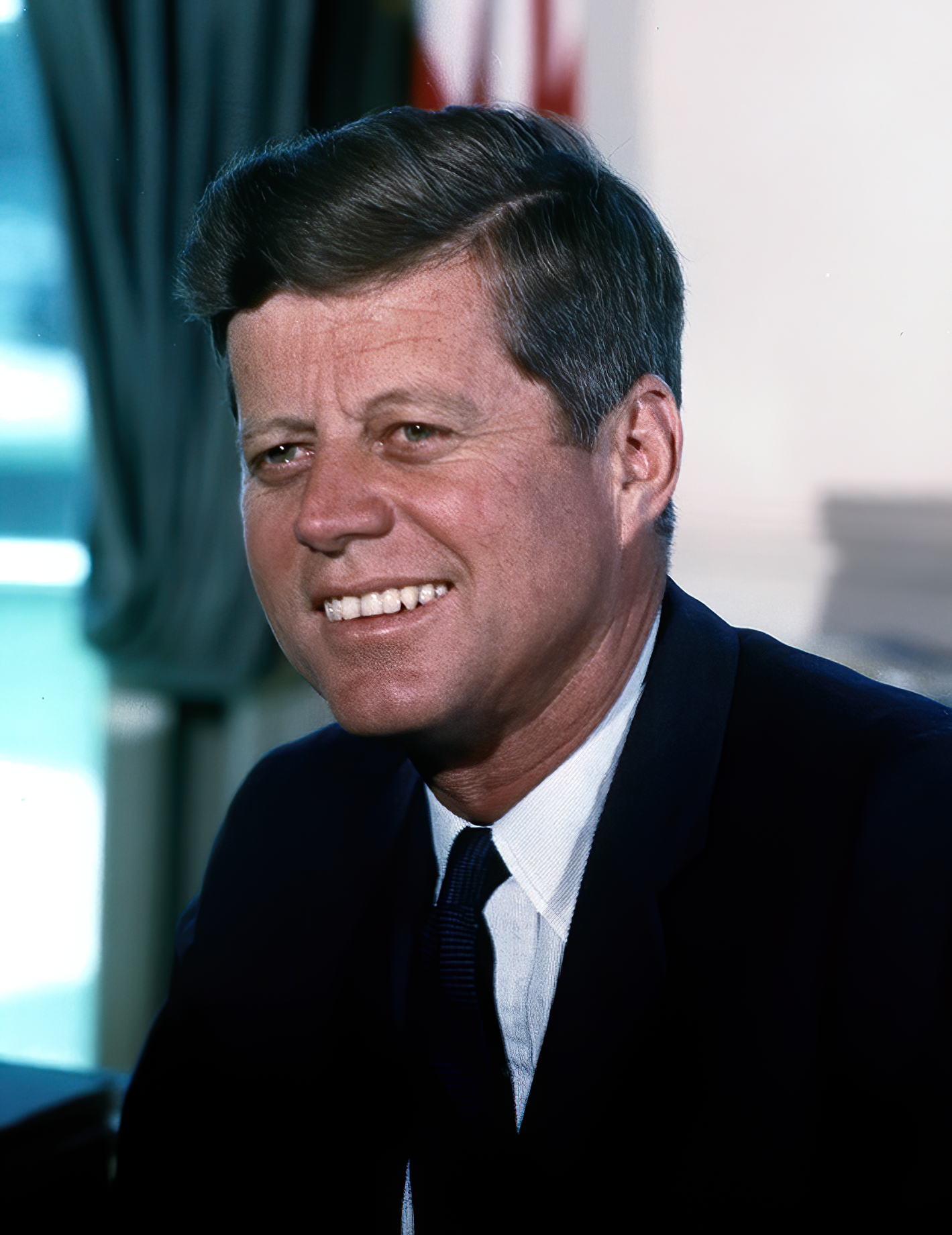
John F. Kennedy

- 22 de noviembre: John F. Kennedy, 35.º presidente estadounidense entre 1961 y 1963. (n. 1917)
- 22 de noviembre: Clive Staples Lewis, escritor irlandés. (n. 1898)
- 24 de noviembre: Lee Harvey Oswald, autor del asesinato de John F. Kennedy. (n. 1939)

### Diciembre
- 30 de noviembre: Laudelino Mejías, compositor venezolano. (n. 1893)
- 12 de diciembre: Yasujirō Ozu, cineasta japonés. (n. 1903)

### Fechas desconocidas
- Cirilo Etulain, actor argentino (n. 1900).

## Arte y literatura
- 6 de enero: Manuel Mejía Vallejo obtiene el premio Nadal por su novela El día señalado.
- 16 de febrero: Heinrich Böll publica la novela Opiniones de un payaso.
- 18 de febrero: Julio Cortázar publica su novela Rayuela.
- 10 de marzo: Se publica el primer número de la serie de cómic The Amazing Spider-Man.
- 17 de octubre: Ángel Sierra Basto publica su obra poética Dimensiones.
- Simone de Beauvoir: La fuerza de las cosas.
- Agatha Christie: Los relojes.
- Ian Fleming: Al servicio secreto de su Majestad.
- Ismail Kadaré: El general del ejército muerto.
- John le Carré: El espía que surgió del frío.
- Sylvia Plath: La campana de cristal (bajo el seudónimo de Victoria Lucas).
- Hannah Arendt: Eichmann en Jerusalén.
- Martin Luther King: Carta desde la cárcel de Birmingham.

## Ciencia y tecnología
- 27 de junio: lanzamiento del satélite estadounidense de observación nuclear Hitch Hiker 1.
- Konrad Lorenz publica su libro Sobre la agresión en Viena.
- Helge Ingstad descubre en L'Anse-aux-Meadows, en la costa septentrional de Terranova (Canadá) los restos del asentamiento vikingo de Leifbundir.
- Moore describe por primera vez el zifio de pico arqueado (Mesoplodon carlhubbsi)
- La especialidad en  Endodoncia es oficialmente reconocida por la Asociación Dental Americana.
- Se construye en la provincia de Almería (España) el primer invernadero, base de la agricultura intensiva de la provincia de Almería.

## Deporte

### Atletismo
- Del 29 de junio al 7 de julio se celebra la 22.ª edición del Campeonato Sudamericano de Atletismo, celebrado en Cali (Colombia).

País ganador del medallero:  Venezuela.
- Los días 17 y 18 de agosto se celebra el XLIII Campeonato de España, en el que vuelven a participar las mujeres. Desde 1935 las mujeres no competían en un campeonato nacional de atletismo en España.

### Baloncesto
- Del 14 de febrero al 4 de marzo se celebra el XIX Campeonato Sudamericano de Baloncesto Masculino.

  Brasil.
  Perú.
  Uruguay.
- Del 11 al 25 de mayo de 1963 se celebra el IV Campeonato Mundial de Baloncesto Masculino en Brasil:

  Brasil
  Yugoslavia.
  URSS.
- Del 4 al 12 de octubre de 1963 se celebra el XIII Campeonato Europeo de Baloncesto Masculino en Polonia:

  URSS.
  Polonia.
  Yugoslavia.

### Fórmula 1
- Jim Clark se consagra campeón del mundo de Fórmula 1.

### Fútbol
- Campeonato Uruguayo de Fútbol: Nacional se consagra campeón por vigesimosexta vez.
- Fútbol Profesional Colombiano: Millonarios (8.ª vez).
- Primera División de Perú: Alianza Lima se consagra bicampeón nacional. (13.ª vez en su historia).
- El AC Milán gana su primera Copa de Europa remontando en la final al actual campeón, el Benfica por 2-1

### Gimnasia artística
- V Campeonato Europeo de Gimnasia Artística, celebrado en París (Francia) el evento femenino, y en Belgrado (Yugoslavia) el evento masculino.

País ganador del medallero:  Yugoslavia

### Gimnasia Rítmica
- I Campeonato Mundial de Gimnasia Rítmica, celebrado en Budapest (Hungría).

País ganador del medallero:  Unión Soviética.

### Golf
Ganadores de los torneos más importantes:
- US Open:  Julius Boros.
- Masters de Augusta:  Jack Nicklaus.
- British Open:  Bob Charles.
- Campeonato de la PGA:  Jack Nicklaus.

### Hockey sobre patines
- Del 26 de abril al 3 de mayo se celebra el XXVI Campeonato Europeo de Hockey sobre patines masculino en Oporto (Portugal).

Medallero:
  Portugal
  España.
  Países Bajos.
- Se celebra el IV Campeonato Sudamericano de Hockey sobre patines masculino en Buenos Aires (Argentina).

Medallero:
  Argentina
  Chile.
  Uruguay.

### Juegos Mediterráneos
- Del 21 al 29 de septiembre se celebran los IV Juegos Mediterráneos en la Nápoles (Italia):
  - País campeón en el medallero  Italia.

### Juegos Panamericanos
- Del 20 de abril al 5 de mayo se celebran los IV Juegos Panamericanos en São Paulo, Brasil.
- País campeón en el medallero  Estados Unidos.

### Natación
- Se celebra el XVII Campeonato Sudamericano de Natación en Viña del Mar, Chile.

País ganador del medallero  Brasil.

### Tenis
- 52ª edición de la Copa Davis.  Estados Unidos se proclama campeón en la final ante   Australia por 3-2.

- 1ª edición de la Copa Federación.  Estados Unidos se proclama campeón en la final ante  Australia por 2-1.

- Abierto de Australia:
  - Ganadora individual: Margaret Court 
  - Ganador individual: Roy Emerson

- Torneo de Roland Garros:
  - Ganadora individual: Lesley Turner 
  - Ganador individual: Roy Emerson

- Campeonato de Wimbledon:
  - Ganadora individual: Margaret Court 
  - Ganador individual: Chuck McKinley

- Abierto de Estados Unidos:
  - Ganadora individual: Maria Bueno 
  - Ganador individual: Rafael Osuna

### Voleibol
- Del 22 de octubre al 2 de noviembre se celebra la VI edición del Campeonato Europeo de Voleibol Femenino en Rumanía.

  URSS.
  Polonia.
  Rumanía.
- Del 21 de octubre al 2 de noviembre se celebra la VI edición del Campeonato Europeo de Voleibol Masculino en Rumanía.

  Rumanía.
  Hungría.
  URSS.

### Universiada
- Del 30 de agosto al 8 de septiembre se celebra la III Universiada en la ciudad brasileña de Porto Alegre.

País ganador del medallero:  Unión Soviética.

## Música
- Bob Dylan: The Freewheelin' Bob Dylan
- Christophe: Aline
- La Sonora Siguaray: México
- Leo Dan: Leo Dan
- El Gran Combo de Puerto Rico: De siempre
- Elvis Presley: Elvis' Golden Records Volume 3.
- Roberto Carlos: Splish splash
- Rocío Dúrcal: Trébole
- Roy Orbison: In Dreams
- The Beach Boys: Surfin' USA, Surfer Girl y Little Deuce Coupe
- The Beatles: Please Please Me, She Loves You y With the Beatles
- Frank Sinatra: "The Concert Sinatra". «Álbum publicado el 2 de junio por el sello discográfico Reprise Records». "Sinatra's Sinatra". «Álbum publicado en agosto por el sello discográfico Reprise Records».

### Festivales
- El 23 de marzo se celebra la VIII edición del Festival de la Canción de Eurovisión en la Londres de  Reino Unido.
  - Ganador/a: La cantante Grethe & Jørgen Ingmann con la canción «Dansevise» representando a Dinamarca .

## Cine

### Acontecimientos cinematográficos
Joseph Losey estrena su película The Servant (El sirviente), interpretada por: Dirk Bogarde (Hugo Barrett), Sarah Miles (Vera), Wendy Craig (Susan), James Fox (Tony) y Catherine Lacey (Lady Mounset), entre otros.
En 1963 también se estrena Il Gattopardo (El gatopardo), dirigida por Luschino Visconti y protagonizada por Claudia Cardinale.
En el género de cine histórico y de aventuras, en 1963 destaca la película Jason and the Argonauts (Jasón y los argonautas), interpretada, entre otros, por Todd Armstrong (Jasón) y Laurence Naismith (Argos).

### Estrenos más relevantes
- 8½, película italiana dirigida por Federico Fellini.
- 55 días en Pekín, película estadounidense dirigida por Samuel Bronston.
- América, América, película estadounidense dirigida por Elia Kazan.
- Charada, película estadounidense dirigida por Stanley Donen.
- Cleopatra, película estadounidense dirigida por Joseph L. Mankiewicz.
- Del rosa al amarillo, película española dirigida por Manuel Summers.
- Desde Rusia con amor, película británica dirigida por Terence Young.
- Días de otoño, película mexicana dirigida por Roberto Gavaldón.
- El gatopardo, película italiana dirigida por Luchino Visconti.
- El hombre de papel, película mexicana dirigida por Ismael Rodríguez.
- El infierno del odio, película japonesa dirigida por Akira Kurosawa.
- El silencio, película sueca dirigida por Ingmar Bergman.
- El sirviente, película británica dirigida por Joseph Losey.
- El verdugo, película española dirigida por Luis García Berlanga.
- Fuego Fatuo, película francesa dirigida por Louis Malle.
- Irma la dulce, película estadounidense dirigida por Billy Wilder.
- La calesita, película argentina dirigida por Hugo del Carril.
- La gran ciudad (Mahanagar), película india dirigida por Satyajit Ray.
- La gran evasión, película estadounidense dirigida por John Sturges.
- La pantera rosa, película estadounidense dirigida por Blake Edwards.
- La vida de una mujer (Onna no rekishi), película japonesa dirigida por Mikio Naruse.
- Los compañeros o Los camaradas, película italiana dirigida por Mario Monicelli.
- Los comulgantes, película sueca dirigida por Ingmar Bergman.
- Los pájaros, película estadounidense dirigida por Alfred Hitchcock.
- Marisol rumbo a Río, película española dirigida por Fernando Palacios.
- Merlín el encantador, película estadounidense de animación dirigida por Wolfgang Reitherman.
- Nunca pasa nada, película española dirigida por Juan Antonio Bardem.
- Tiburoneros, película mexicana dirigida por Luis Alcoriza.

### Premios Óscar
La 35.ª edición se celebró el 8 de abril, y se concedieron premios a películas estrenadas en 1962, con el siguiente palmarés:
- Mejor Película: Lawrence de Arabia dirigida por David Lean.
- Mejor Dirección: David Lean de la película Lawrence de Arabia.
- Mejor Actriz protagonista: Anne Bancroft por la película El milagro de Anna Sullivan.
- Mejor Actor protagonista: Gregory Peck por la película Matar a un ruiseñor.
- Mejor Actriz de reparto: Patty Duke  por la película Matar a un ruiseñor.
- Mejor Actor de reparto: Ed Begley por la película Dulce pájaro de juventud.
- Mejor película de habla no inglesa: Sibila película francesa dirigida por Serge Bourguignon.

### Festivales de cine
- 16ª edición del Festival Internacional de Cine de Cannes celebrada entre el 9 al 23 de mayo de 1963.
  - Palma de Oro a la mejor película El gatopardo de Luchino Visconti.

- 13ª edición del Festival Internacional de Cine de Berlín celebrada del 21 de junio al 2 de julio de 1963.
  - Oso de Oro a la mejor película El diablo de Gian Luigi Polidoro.

- 11ª edición del Festival Internacional de Cine de San Sebastián celebrada del 7 y el 16 de junio de 1963.
  - Concha de Oro a la mejor película El poder de la mafia, de Alberto Lattuada.

- 24ª edición del Mostra de Venecia celebrada del 24 de agosto al 7 de septiembre de 1963.
  - León de Oro a la mejor película Las manos sobre la ciudad de Francesco Rosi.

- 6ª edición del Festival Internacional de Cine de Mar del Plata.
  - Gran Premio del Jurado a la mejor película Angyalok földje, de György Révész.

## Televisión
- 23 de noviembre: en Reino Unido se emite el primer capítulo de la serie televisiva de ciencia ficción Doctor Who.

## Premios Nobel
- Física: Eugene Paul Wigner, Maria Goeppert-Mayer y J. Hans D. Jensen.[4]
- Química: Karl Ziegler y Giulio Natta.[4]
- Medicina: John Carew Eccles, Alan Lloyd Hodgkin y Andrew Fielding Huxley.[4]
- Literatura: Giorgos Seferis.[4]
- Paz: Comité Internacional de la Cruz Roja y Liga de las Sociedades de la Cruz Roja.[4]